# Championnat du monde de Formule 1 2010
Navigation
2009 2011
Le championnat du monde de Formule 1 2010, la 61e édition du championnat du monde des pilotes, est remporté par Sebastian Vettel (Red Bull Racing) chez les pilotes et par Red Bull Racing chez les constructeurs. Deux modifications importantes sont introduites : d'une part, les ravitaillements en carburant étant interdits, les pilotes doivent embarquer suffisamment d'essence pour la durée d'une course ; d'autre part, le barème de points est modifié : les dix premiers marquent désormais et le vainqueur se voit accorder 25 points contre 10 de 2003 à 2009.
Mercedes revient en tant qu'écurie, cinquante-cinq ans après sa dernière participation au championnat du monde de Formule 1, et crée la sensation en faisant sortir de sa retraite le septuple champion du monde Michael Schumacher, qui fait équipe avec le jeune Nico Rosberg.
Le classement du championnat donne lieu, tout au long de la saison, à un chassé-croisé permanent en tête entre Fernando Alonso (qui remporte, sur sa F10, lors de la course inaugurale à Bahrein, sa première victoire pour Ferrari), Jenson Button, Lewis Hamilton et Mark Webber. Ainsi, à l'abord de la dernière course, à Abou Dabi, pour la première fois depuis la création du championnat du monde, quatre pilotes sont en lice pour le titre ; Alonso mène avec 246 points devant Webber (238 points), son coéquipier Sebastian Vettel (qui, malgré ses 231 points, neuf pole positions, quatre victoires et neuf podiums n'a jamais encore été en tête du classement) et Lewis Hamilton (222 points).
Vettel, en pole position, s'impose au terme des cinquante-cinq tours de course. Alonso calque sa course sur celle de Webber, stratégie perdante qui le voit achever le Grand Prix à la septième place, bloqué par la Renault de Vitaly Petrov, quand Webber se classe huitième. Si Hamilton passe la ligne d'arrivée en seconde position, il ne reprend aucun point à Vettel qui devient le plus jeune champion du monde de l'histoire à 23 ans 4 mois et 11 jours. Il termine la saison avec 10 pole positions (meilleure performance de la saison), 5 victoires (comme Alonso), 10 podiums (comme Alonso et Webber) et 382 tours en tête. Alonso termine vice-champion à quatre points.
Red Bull Racing, qui aligne une Red Bull RB6-Renault, remporte son premier titre des constructeurs.

## Repères de début de saison

### Pilotes

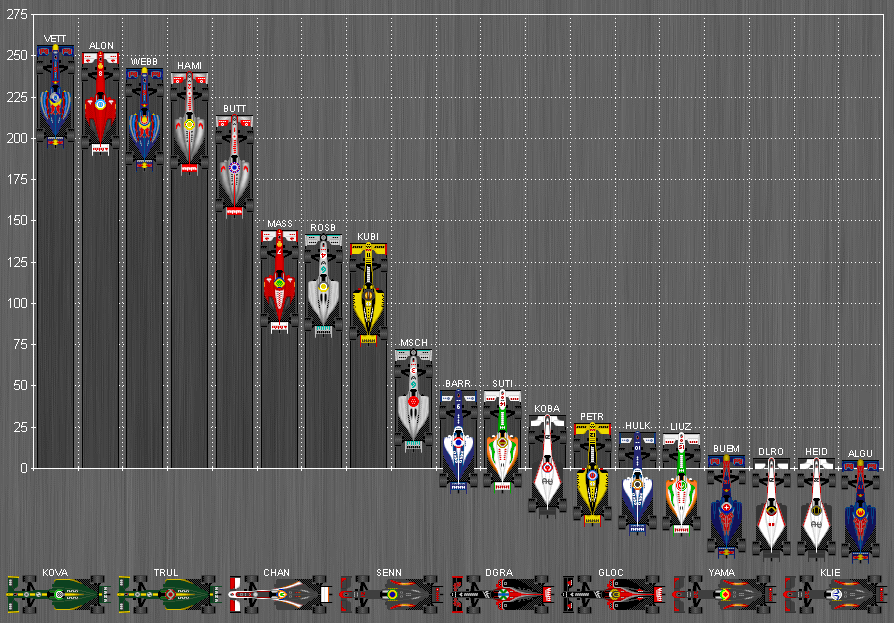
Classement du championnat du monde 2010

- Michael Schumacher, Fernando Alonso, Lewis Hamilton et Jenson Button sont les quatre champions du monde en activité[1].
- Rubens Barrichello, avec 285 départs en Grands Prix à l'entame de la saison (record actuel), est le pilote engagé en 2010 ayant le plus d'expérience devant Michael Schumacher (249 départs), Jarno Trulli (216 départs) et Jenson Button (170 départs)[1].
- Michael Schumacher est le pilote engagé en 2010 totalisant le plus de points (1 369 points), devant Rubens Barrichello (607 points), Fernando Alonso (577 points), Jenson Button (327 points) et Felipe Massa (320 points)[1].
- 11 pilotes engagés en 2010 ont déjà remporté au moins un Grand Prix : Michael Schumacher (91 victoires), Fernando Alonso (21 victoires), Felipe Massa, Rubens Barrichello et Lewis Hamilton (11 victoires), Jenson Button (7 victoires), Sebastian Vettel (5 victoires)[2], Mark Webber (2 victoires), Jarno Trulli, Heikki Kovalainen, Robert Kubica (1 victoire)[1].

Débuts en tant que pilote-titulaire de :
- Karun Chandhok chez Hispania Racing F1 Team[3].
- Lucas di Grassi chez Virgin Racing[4].
- Nico Hülkenberg chez Williams F1 Team[5].
- Kamui Kobayashi chez BMW Sauber F1 Team (2 Grands Prix en 2009 en remplacement de Timo Glock chez Toyota)[6].
- Vitaly Petrov chez Renault[7].
- Bruno Senna chez Hispania Racing F1 Team[8].

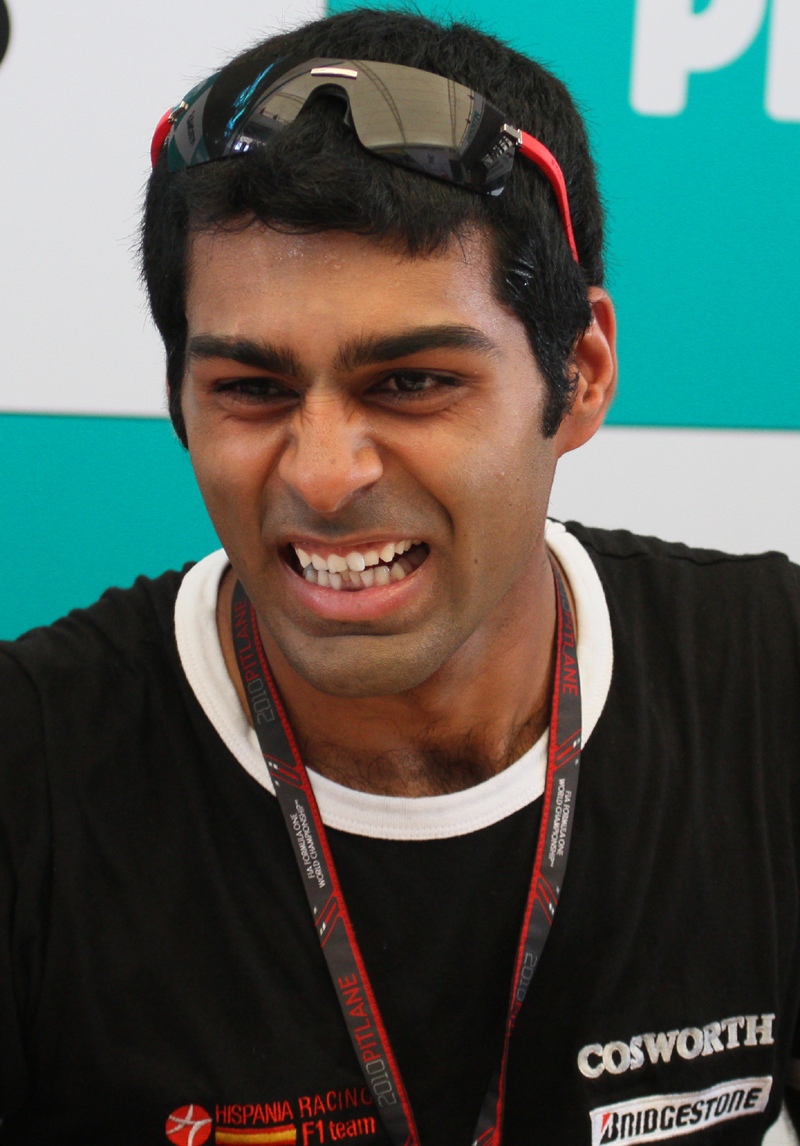
Karun Chandhok
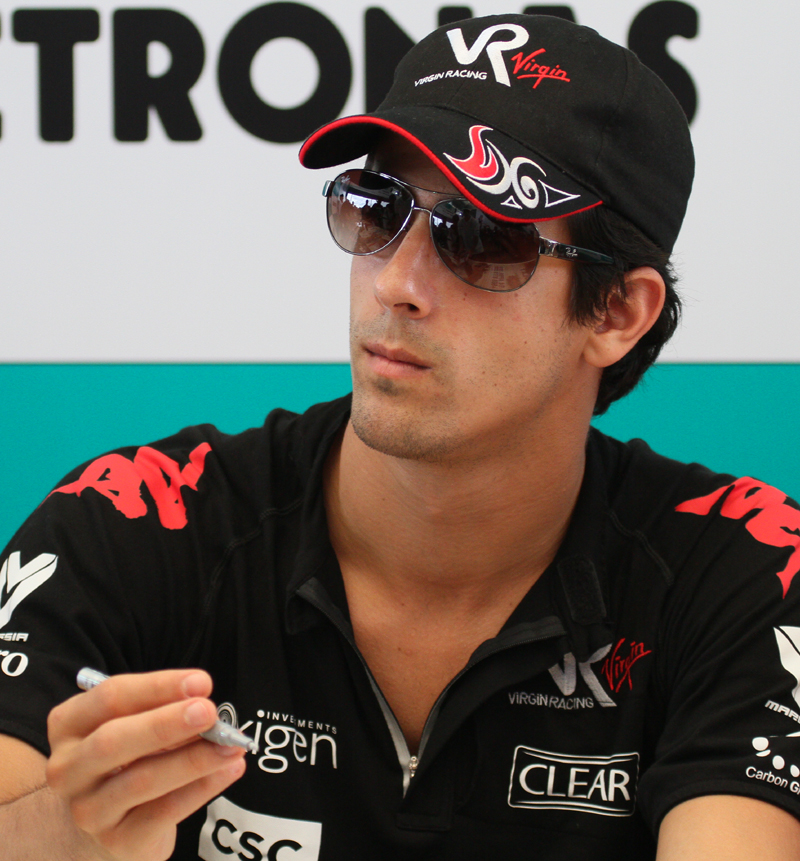
Lucas di Grassi
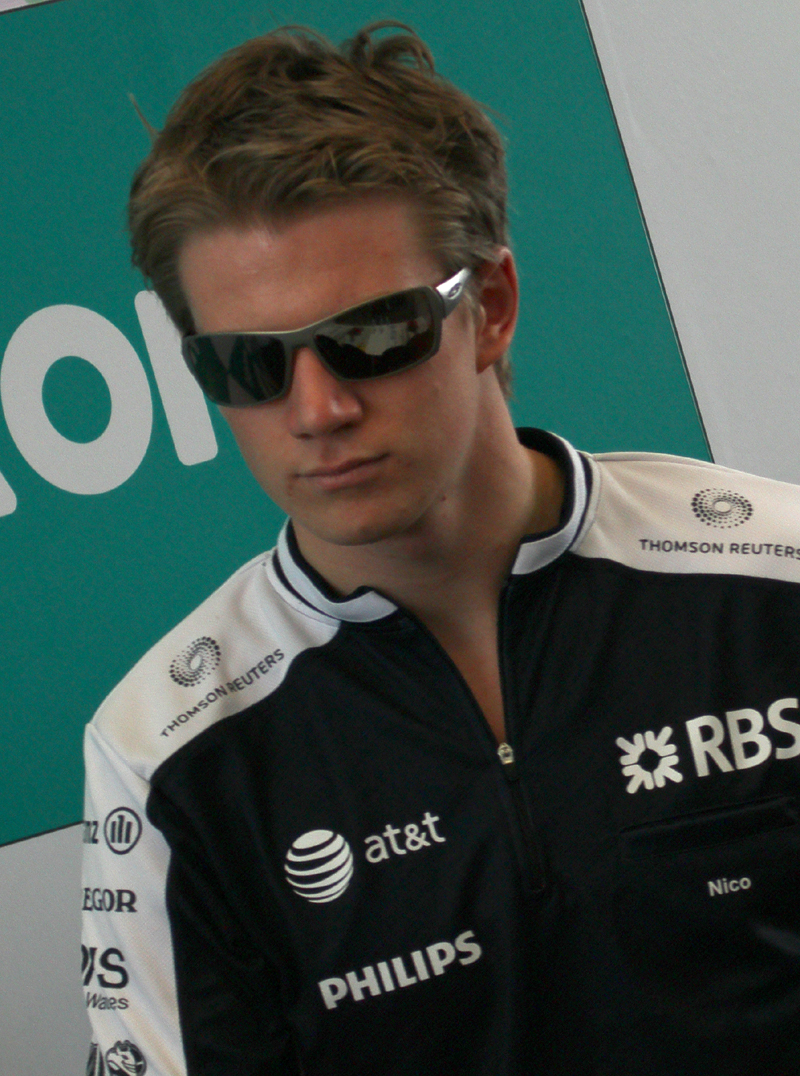
Nico Hülkenberg
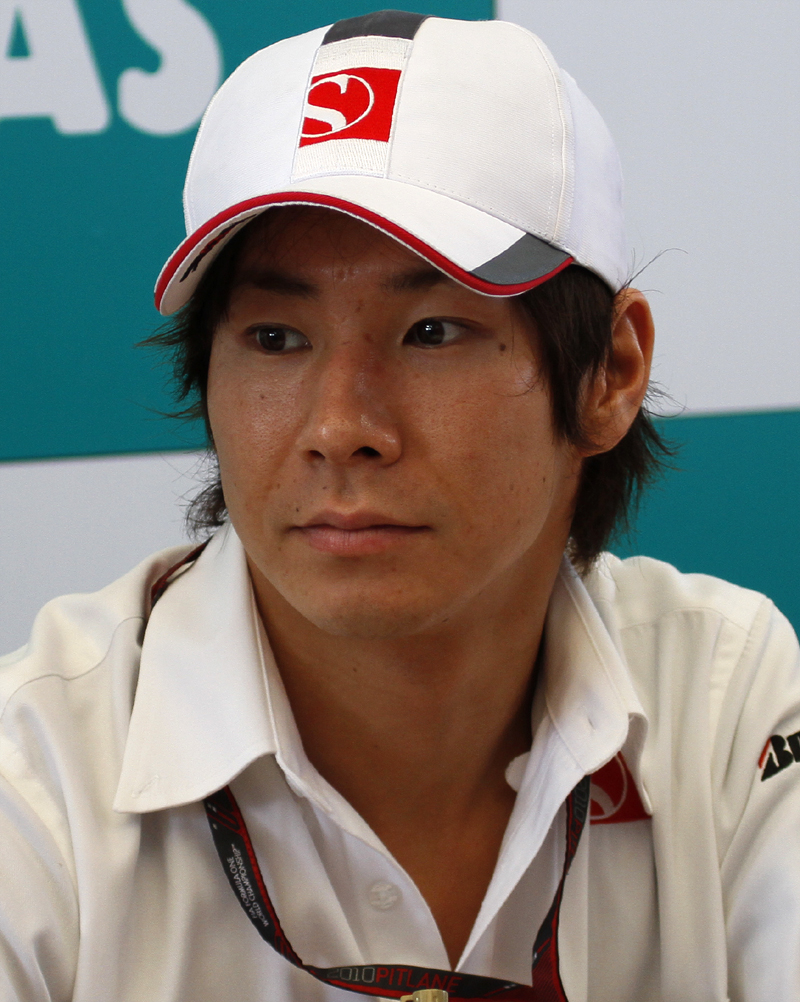
Kamui Kobayashi
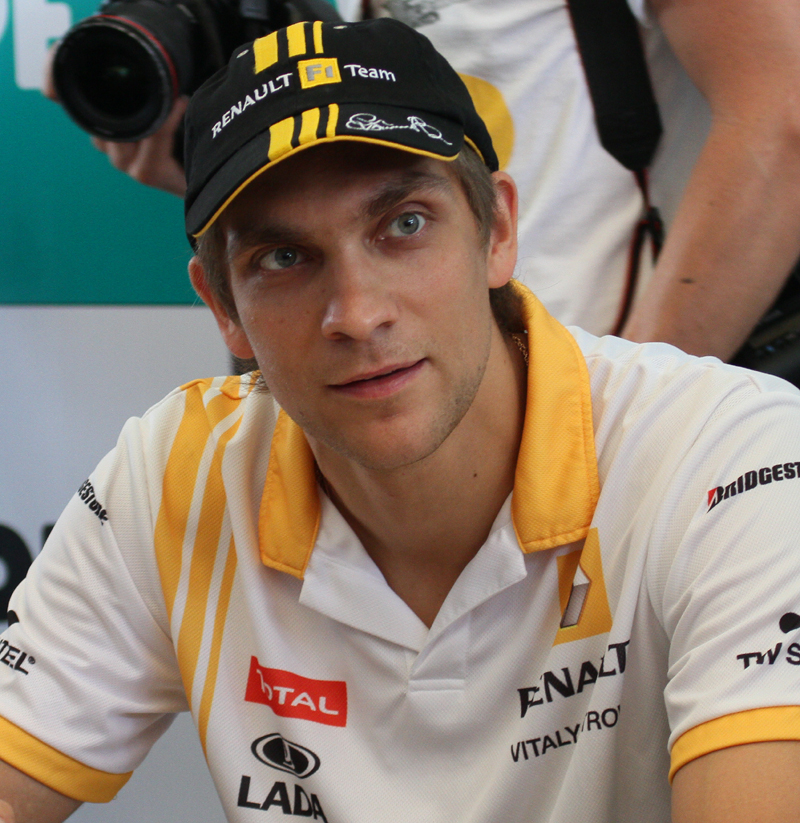
Vitaly Petrov
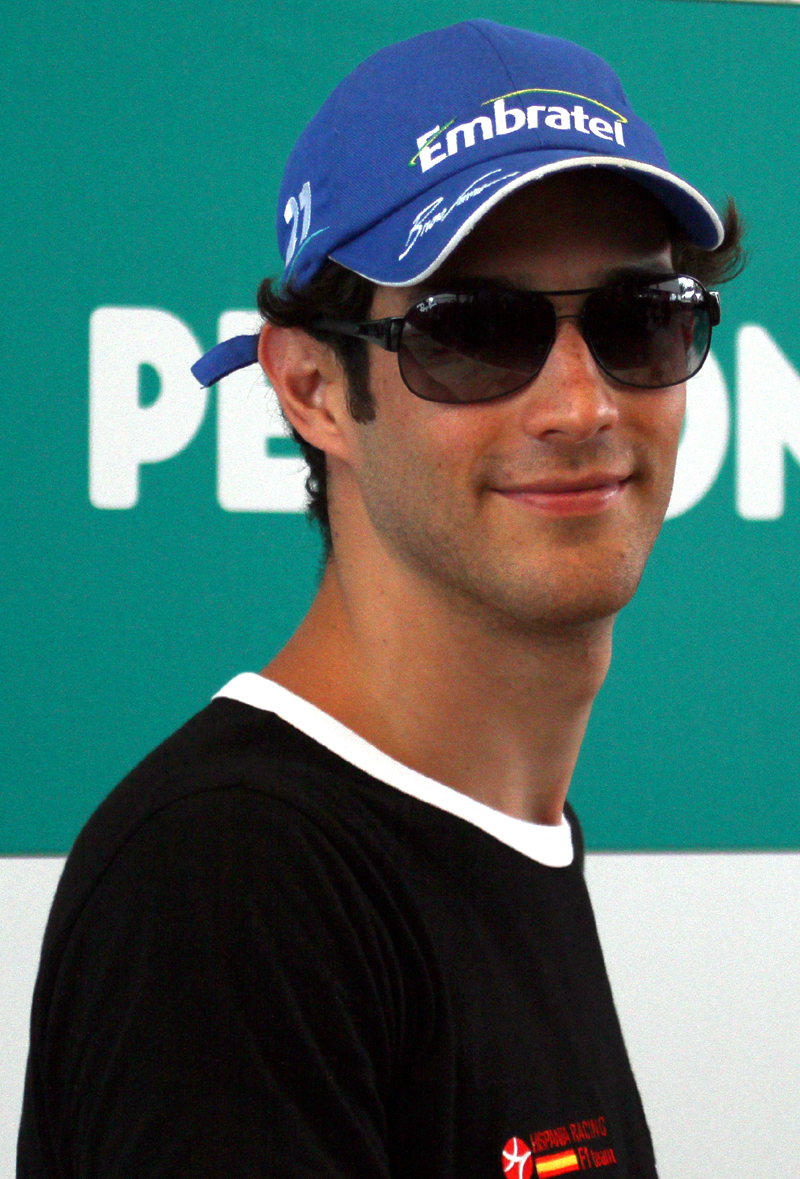
Bruno Senna

Débuts en tant que pilote-essayeur :
- Daniel Ricciardo chez Red Bull Racing[9].
- Paul Di Resta chez Force India[10].
- Fairuz Fauzy chez Lotus Racing[11].
- Luiz Razia chez Virgin Racing[12].
- Andy Soucek chez Virgin Racing[13].
- Valtteri Bottas chez Williams[14].
- Jérôme d'Ambrosio chez Renault[15] et chez Virgin Racing[16].
- Ho-Pin Tung chez Renault[17].
- Jan Charouz chez Renault[18].
- Nabil Jeffri chez Lotus Racing[19].
- Esteban Gutiérrez chez BMW Sauber[20].

Transferts :
- Jenson Button quitte Brawn GP pour McLaren[21].
- Rubens Barrichello quitte Brawn GP pour Williams[22].
- Timo Glock quitte Toyota pour Virgin Racing[23].
- Jarno Trulli quitte Toyota pour Lotus Racing[24].
- Heikki Kovalainen quitte McLaren pour Lotus F1 Racing[25].
- Nico Rosberg quitte Williams pour Mercedes Grand Prix[26].
- Fernando Alonso quitte Renault pour Ferrari[27].
- Robert Kubica quitte BMW Sauber pour Renault[28].

Départs :
- Sébastien Bourdais, (27 GP, 6 points et 3 tours en tête entre 2008 et le GP d'Allemagne 2009), licencié par Scuderia Toro Rosso en cours de saison 2009[29].
- Nelsinho Piquet, (28 GP, 19 points et 1 podium entre 2008 et le GP de Hongrie 2009), licencié par Renault F1 Team en cours de saison 2009[30].
- Luca Badoer (51 GP et 0 point entre 1993 et 2009) retrouve son poste de pilote-essayeur chez Ferrari.
- Kimi Räikkönen (156 GP, 1 titre de champion du monde, 18 victoires, 16 pole positions, 35 meilleurs tours, 62 podiums et 579 points inscrits entre 2001 et 2009) quitte la Formule 1 et s'inscrit en Championnat du monde des rallyes au sein du  Citroën Junior Team[31].
- Giancarlo Fisichella (229 GP, 3 victoires, 4 pole positions, 2 meilleurs tours, 19 podiums et 275 points inscrits entre 1996 et 2009) devient pilote-essayeur et de réserve chez Ferrari.
- Romain Grosjean (7 GP en 2009) n'est pas reconduit par Renault F1 Team.
- Nick Heidfeld (167 GP, 1 pole position, 2 meilleurs tours, 12 podiums et 219 points inscrits entre 2000 et 2009) devient pilote-essayeur et de réserve chez Mercedes Grand Prix[32].

Départs en cours de saison :
- Pedro de la Rosa (85 GP, 1 podium, 1 meilleur tour, 35 points entre 1999 et 2010) est limogé par BMW Sauber à l'issue du Grand Prix d'Italie[33]. Il est remplacé par Nick Heidfeld[32].
- Karun Chandhok (10 Grands Prix en 2010) est écarté par HRT après le Grand Prix de Grande-Bretagne. Il est remplacé par Sakon Yamamoto[34].
- Sakon Yamamoto (21 GP entre 2006 et 2010) est écarté par HRT après le Grand Prix de Corée du Sud. Il est remplacé par Christian Klien[35].

Retours :
- Michael Schumacher (249 GP, 7 titres de champion du monde, 91 victoires, 68 pole positions, 76 meilleurs tours, 154 podiums et 1369 points inscrits entre 1991 et 2006) sort de trois ans de retraite et rejoint l'écurie Mercedes Grand Prix[36],[37].
- Vitantonio Liuzzi, non titulaire en 2008 et 2009, fait son retour en tant que pilote-titulaire chez Force India après 5 Grands Prix en 2009 en remplacement de Giancarlo Fisichella.
- Pedro de la Rosa (72 GP, 1 podium, 1 meilleur tour, 29 points entre 1999 et 2006) fait son retour en tant que pilote-titulaire chez BMW Sauber[38].

Retours en cours de saison :
- Sakon Yamamoto (14 GP en 2006 et 2007) chez HRT pour le GP de Grande-Bretagne à la place de Bruno Senna[34] et pour les GP d'Allemagne, de Hongrie, GP de Belgique, GP d'Italie, GP du Japon et GP de Corée à la place de Karun Chandhok[39],[40].
- Nick Heidfeld, pilote-essayeur et de réserve chez Mercedes Grand Prix puis pilote de test et développement pour Pirelli chez BMW Sauber à partir du Grand Prix de Singapour en remplacement de Pedro de la Rosa[41].
- Christian Klien (46 GP et 14 points inscrits entre 2004 et 2006) chez HRT pour le GP de Singapour à la place de Sakon Yamamoto, victime d'une intoxication alimentaire[35], puis pour les deux derniers Grands Prix de la saison.

### Écuries

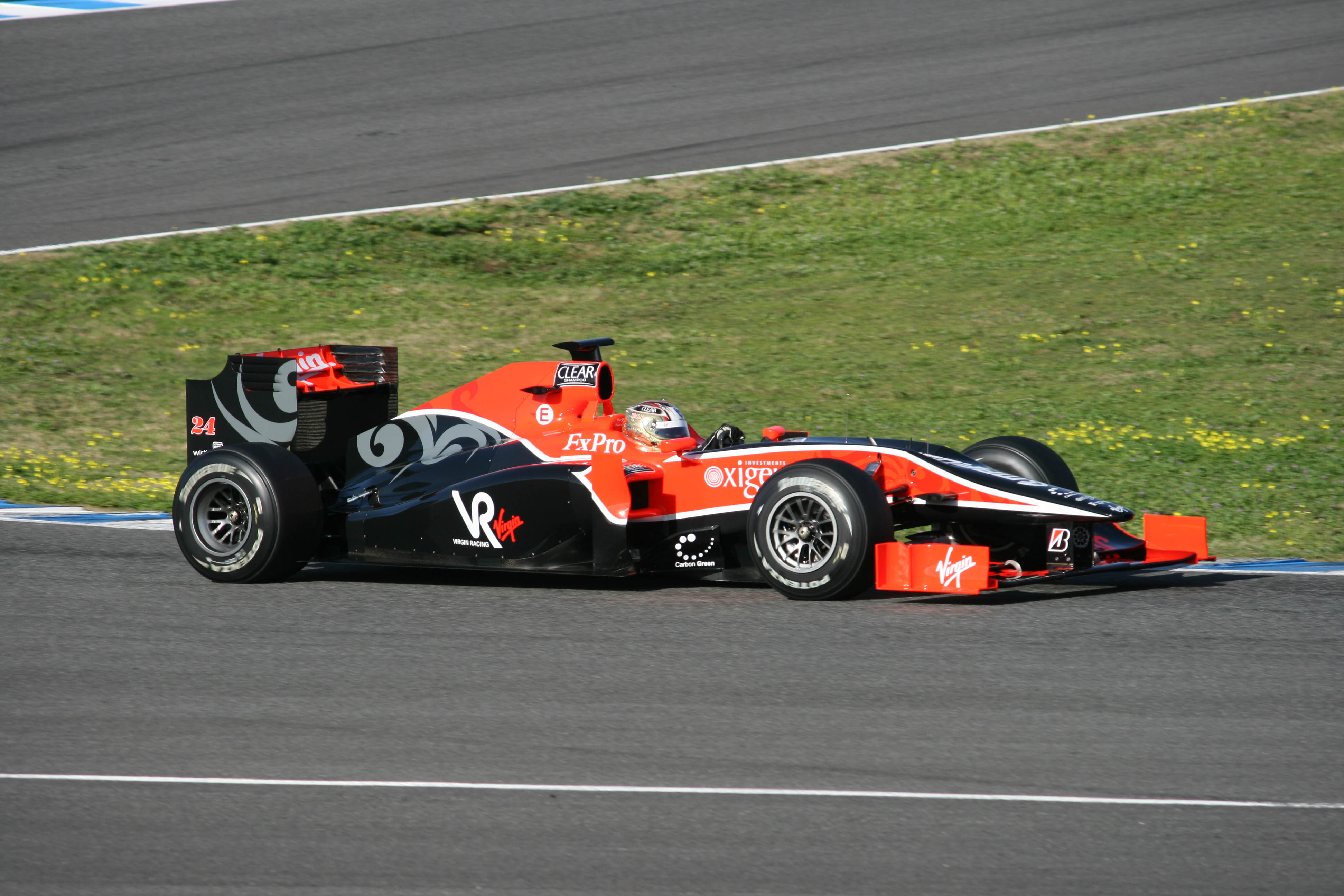
La Virgin VR-01 testée à Jerez par Timo Glock en février 2010

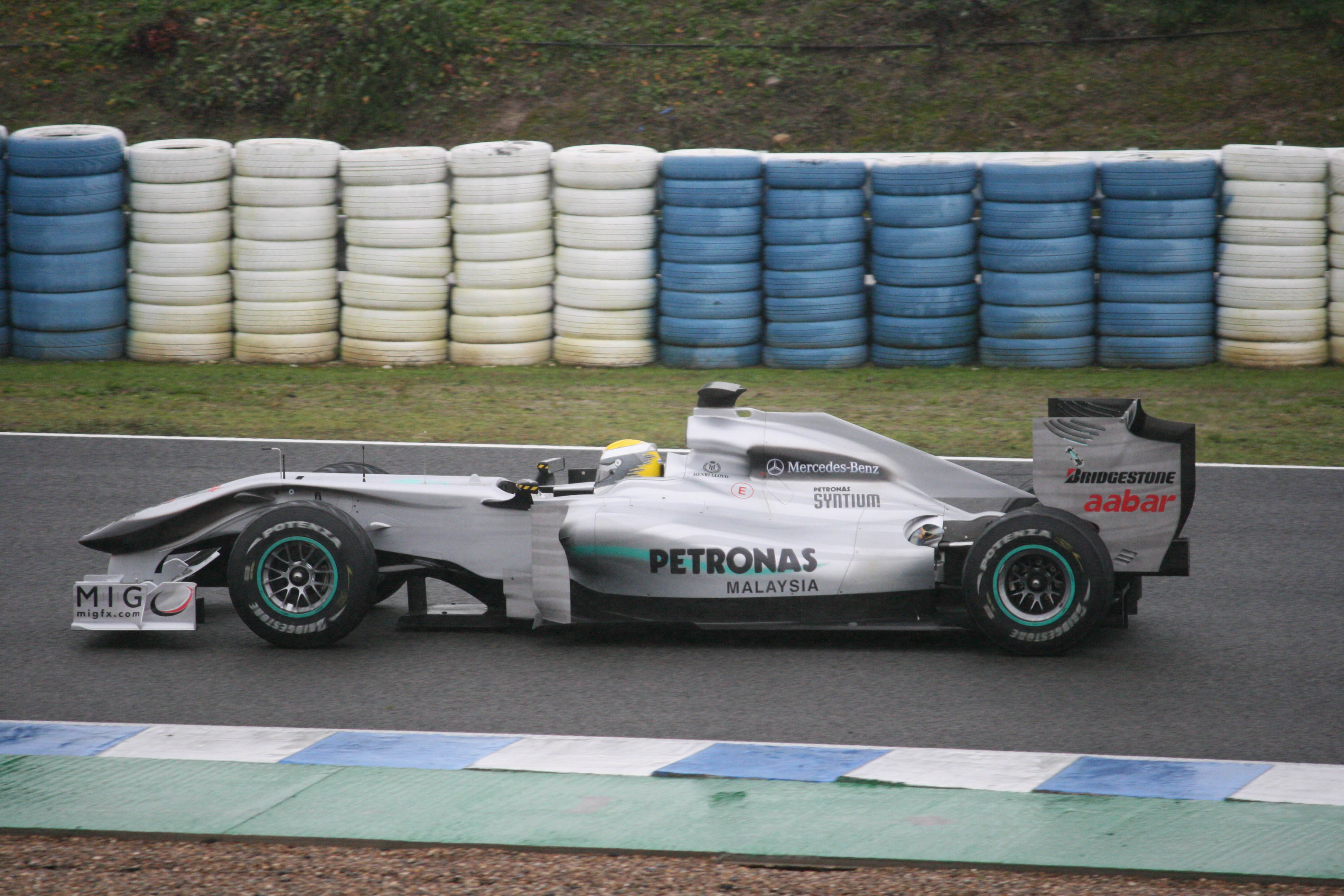
La Mercedes MGP01 testée à Jerez par Nico Rosberg en février 2010

- Toyota F1 Team s'est retirée du championnat du monde de Formule 1 à l'issue de la saison 2009.
- BMW Sauber s'est retirée du championnat du monde de Formule 1 à l'issue de la saison 2009. L'écurie a été rachetée pendant l'intersaison par son fondateur Peter Sauber et, bien qu'initialement non inscrite pour la saison 2010, a pu faire son retour en championnat grâce à son statut d'écurie-réserviste lors de son inscription (en profitant de la place laissée vacante par le départ de Toyota). L'écurie conserve sa dénomination BMW Sauber (mais devient suisse) alors que BMW s'est totalement retiré du capital.
- Quatre nouvelles écuries ont reçu leur autorisation d'inscription au championnat du monde : Campos Meta Team, Lotus Racing, Virgin Racing et USF1.
- USF1 renonce finalement a son engagement et est radiée de la liste des engagés au championnat du monde le 3 mars 2010.
- Brawn GP Formula One Team devient Mercedes Grand Prix à la suite de la prise de participation de Mercedes-Benz dans l'écurie[42].
- Manor Grand Prix devient Virgin Racing après que Virgin Group devient actionnaire majoritaire de l'écurie.
- Campos Grand Prix est rebaptisée Hispania Racing F1 Team à la suite de son rachat par Jose Ramon Carabante.
- Cosworth fournit les moteurs des équipes Hispania Racing F1 Team, Virgin Racing, Lotus Racing et Williams.
- Ferrari fournit les moteurs des équipes Ferrari, BMW Sauber et Toro Rosso.
- Mercedes-Benz fournit les moteurs des équipes Mercedes Grand Prix, McLaren Racing et Force India.
- Renault fournit les moteurs des équipes Renault F1 Team et Red Bull Racing.
- Bridgestone annonce quitter la Formule 1 à l'issue de la saison[43].
- ING cesse son partenariat avec Renault F1 Team[44].
- Petronas devient commanditaire-titre de Mercedes Grand Prix après avoir conclu un accord à long terme[45],[46].

### Grands Prix

Le Grand Prix de Corée du Sud fait son apparition en championnat du monde

- Le calendrier 2010 comporte 19 épreuves[47].
- Le Grand Prix de Bahreïn ouvre la saison. Le circuit n'est plus le même que lors des éditions précédentes : la course se déroule désormais sur le grand développement (initialement réservé aux épreuves d'Endurance). Une section supplémentaire de 888 mètres, située entre les anciens virages no 4 et no 5, fait passer le développement de 5,411 à 6,299 km[48]. L'épreuve se déroulera en 49 tours, soit une distance totale de 308 km[49].
- Le Grand Prix du Canada fait son retour après un an d'absence.
- Le Grand Prix de Corée du Sud fait son apparition.
- Le Grand Prix d'Europe est déplacé au mois de juin.
- Le Grand Prix de Grande-Bretagne se déroule à Silverstone comme les années précédentes, le projet de Donington Park ayant échoué[50]. Le circuit de Silverstone a été modifié et son développement passe de 5,141 km à 5,900 km. Les virages Bridge et Priory sont abandonnés tandis que Abbey et Brooklands sont reconfigurés et qu'un nouveau virage Arena est créé. L'épreuve se déroulera en 52 tours, pour une distance totale de 306,8 km[51].

## Réglementation

### Règlement sportif: les nouveautés
- Le nombre de voitures autorisées à participer au championnat du monde passe de 24 à 26 monoplaces[52].
- Les ravitaillements en fluides sont interdits pendant la durée du Grand Prix. Les voitures devront s'élancer avec la quantité d'essence nécessaire à la distance totale de la course[53].
- Les pneumatiques utilisés par les pilotes qualifiés en Q3 sont conservés pour le départ de l'épreuve[54].
- Le nombre de mécaniciens autorisés à s'affairer autour de la monoplace lors de son arrêt au stand est réduit à six[55].
- Les incidents de course seront instruits après la fin de la course sauf si le directeur de la course a la conviction intime qu’il y a violation du règlement.
- Si la course est suspendue, le temps de suspension sera rajouté à la durée maximale de 2 heures.
- Lors d'une neutralisation de la course, les retardataires n'ont pas le droit de doubler la voiture de sécurité[55].
- Un nouveau barème de points a été validé par le Conseil Mondial de la FIA[55].

| Rang | Barème 2010 | Barème 2003-2009 |
| ---- | ----------- | ---------------- |
| 1er  | 25 points   | 10 points        |
| 2e   | 18 points   | 8 points         |
| 3e   | 15 points   | 6 points         |
| 4e   | 12 points   | 5 points         |
| 5e   | 10 points   | 4 points         |
| 6e   | 8 points    | 3 points         |
| 7e   | 6 points    | 2 points         |
| 8e   | 4 points    | 1 point          |
| 9e   | 2 points    | -                |
| 10e  | 1 point     | -                |

- Le mercredi 23 juin 2010, le Conseil Mondial de la FIA a pris plusieurs décisions importantes en réponse à certains événements qui se sont déroulés en début de saison, ainsi :
  - Si la voiture de sécurité est toujours déployée à l’entame du dernier tour ou déployée durant le dernier tour, elle entrera dans la voie des stands à la fin de ce tour et les voitures passeront sous le drapeau à damier sans se doubler.
  - Toute voiture inutilement lente, erratique et potentiellement dangereuse pour les autres pilotes sur la piste, à l’entrée des stands ou dans la voie pitlane sera signalée aux commissaires[56].

### Règlement technique: les nouveautés

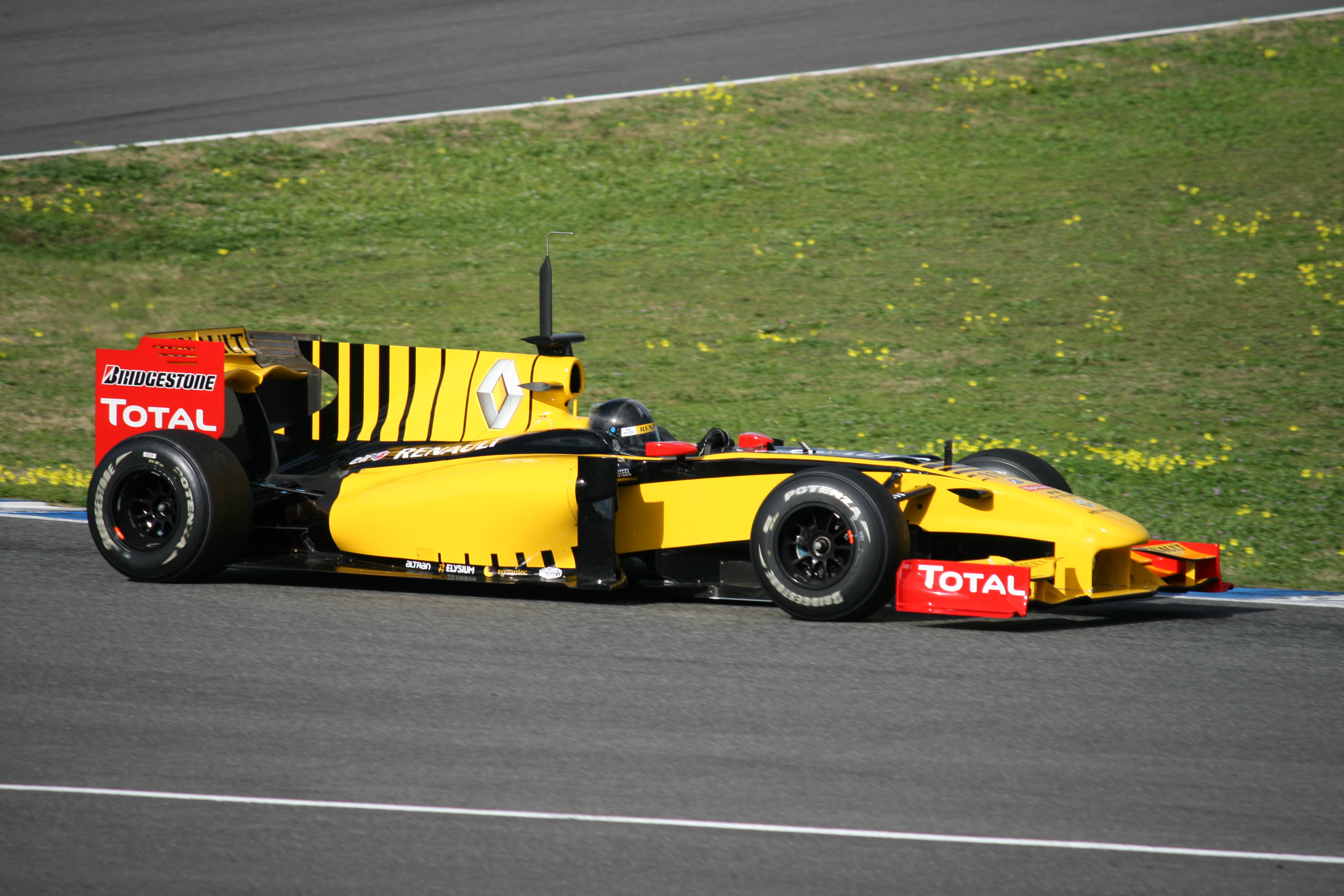
La Renault R30 avec les petits pneumatiques avant, sans flasques aérodynamiques

- L'extracteur-diffuseur arrière ramené au niveau de l'axe des roues arrière est réduit de 175 à 125 mm[57].
- Les flasques déflecteurs aérodynamiques de roues sont interdits[58].
- Le poids minimum des voitures passe de 605 kg à 620 kg, pilote équipé et fluides compris mais essence non comprise, et ce en permanence[59].
- La bande de roulement des pneumatiques avant est ramenée de 270 mm à 245 mm[60].
- Pour les qualifications et la course, les pilotes ont droit à six trains de pneus « durs » et cinq trains de pneus « tendres », soit onze trains de pneus (contre quinze en 2009)[59].
- Le chauffage des jantes est interdit, seul le chauffage des pneumatiques par couverture chauffante reste autorisé[59].
- Possibilité pour les écuries d'avoir un train moteur/boîte/transmission standard low-cost. Le moteur sera fourni par le manufacturier britannique Cosworth, la boîte de vitesses sera de fabrication Xtrac et la transmission proviendra des usines de Ricardo Transmissions[61].
- Le mercredi 23 juin 2010, le Conseil Mondial de la FIA décide que si un échantillon d’essence est demandé après une séance d’essais, la voiture concernée doit d’abord avoir été reconduite aux stands par ses propres moyens[56].

## Pilotes et monoplaces
| Écurie                       | Constructeur  | Châssis | Moteur        | Pneus | no | Pilotes                                       | Pilotes d'essais, de réserve ou de développement                            |
| ---------------------------- | ------------- | ------- | ------------- | ----- | -- | --------------------------------------------- | --------------------------------------------------------------------------- |
| Vodafone McLaren Mercedes    | McLaren       | MP4-25  | Mercedes-Benz | B     | 1  | Jenson Button                                 | Gary Paffett                                                                |
| Vodafone McLaren Mercedes    | McLaren       | MP4-25  | Mercedes-Benz | B     | 2  | Lewis Hamilton                                | Gary Paffett                                                                |
| Mercedes GP Petronas F1 Team | Mercedes-Benz | MGP W01 | Mercedes-Benz | B     | 3  | Michael Schumacher,                           | Nick Heidfeld                                                               |
| Mercedes GP Petronas F1 Team | Mercedes-Benz | MGP W01 | Mercedes-Benz | B     | 4  | Nico Rosberg                                  | Nick Heidfeld                                                               |
| Red Bull Racing              | Red Bull      | RB6     | Renault       | B     | 5  | Sebastian Vettel                              | Daniel Ricciardo Brendon Hartley                                            |
| Red Bull Racing              | Red Bull      | RB6     | Renault       | B     | 6  | Mark Webber                                   | Daniel Ricciardo Brendon Hartley                                            |
| Scuderia Ferrari Marlboro    | Ferrari       | F10     | Ferrari       | B     | 7  | Felipe Massa                                  | Giancarlo Fisichella Luca Badoer Marc Gene                                  |
| Scuderia Ferrari Marlboro    | Ferrari       | F10     | Ferrari       | B     | 8  | Fernando Alonso                               | Giancarlo Fisichella Luca Badoer Marc Gene                                  |
| AT&T Williams                | Williams      | FW32    | Cosworth      | B     | 9  | Rubens Barrichello                            | Valtteri Bottas                                                             |
| AT&T Williams                | Williams      | FW32    | Cosworth      | B     | 10 | Nico Hülkenberg                               | Valtteri Bottas                                                             |
| Renault F1 Team              | Renault       | R30     | Renault       | B     | 11 | Robert Kubica                                 | Ho-Pin Tung Jérôme d'Ambrosio Jan Charouz                                   |
| Renault F1 Team              | Renault       | R30     | Renault       | B     | 12 | Vitaly Petrov                                 | Ho-Pin Tung Jérôme d'Ambrosio Jan Charouz                                   |
| Force India F1 Team          | Force India   | VJM03   | Mercedes-Benz | B     | 14 | Adrian Sutil                                  | Paul di Resta António Félix da Costa Yelmer Buurman                         |
| Force India F1 Team          | Force India   | VJM03   | Mercedes-Benz | B     | 15 | Vitantonio Liuzzi                             | Paul di Resta António Félix da Costa Yelmer Buurman                         |
| Scuderia Toro Rosso          | Toro Rosso    | STR5    | Ferrari       | B     | 16 | Sébastien Buemi                               | Daniel Ricciardo Brendon Hartley                                            |
| Scuderia Toro Rosso          | Toro Rosso    | STR5    | Ferrari       | B     | 17 | Jaime Alguersuari                             | Daniel Ricciardo Brendon Hartley                                            |
| Lotus F1 Racing              | Lotus         | T127    | Cosworth      | B     | 18 | Jarno Trulli                                  | Fairuz Fauzy Nabil Jeffri Rodolfo Gonzalez Vladimir Arabadzhiev             |
| Lotus F1 Racing              | Lotus         | T127    | Cosworth      | B     | 19 | Heikki Kovalainen                             | Fairuz Fauzy Nabil Jeffri Rodolfo Gonzalez Vladimir Arabadzhiev             |
| Hispania Racing F1 Team      | HRT           | F110    | Cosworth      | B     | 20 | Karun Chandhok Sakon Yamamoto Christian Klien | Sakon Yamamoto Christian Klien Davide Valsecchi Josef Král Pastor Maldonado |
| Hispania Racing F1 Team      | HRT           | F110    | Cosworth      | B     | 21 | Bruno Senna Sakon Yamamoto                    | Sakon Yamamoto Christian Klien Davide Valsecchi Josef Král Pastor Maldonado |
| BMW Sauber F1 Team           | BMW Sauber    | C29     | Ferrari       | B     | 22 | Pedro de la Rosa Nick Heidfeld                | Esteban Gutiérrez                                                           |
| BMW Sauber F1 Team           | BMW Sauber    | C29     | Ferrari       | B     | 23 | Kamui Kobayashi                               | Esteban Gutiérrez                                                           |
| Virgin Racing                | Virgin Racing | VR-01   | Cosworth      | B     | 24 | Timo Glock                                    | Luiz Razia Andy Soucek Jérôme d'Ambrosio                                    |
| Virgin Racing                | Virgin Racing | VR-01   | Cosworth      | B     | 25 | Lucas di Grassi                               | Luiz Razia Andy Soucek Jérôme d'Ambrosio                                    |

## Grands Prix de la saison 2010
| no  | Date         | Grand Prix                    | Lieu              | Vainqueur        | Écurie           | Pole position    | Record du tour   | Résumé |
| --- | ------------ | ----------------------------- | ----------------- | ---------------- | ---------------- | ---------------- | ---------------- | ------ |
| 821 | 14 mars      | Grand Prix de Bahreïn         | Sakhir            | Fernando Alonso  | Ferrari          | Sebastian Vettel | Fernando Alonso  | Résumé |
| 822 | 28 mars      | Grand Prix d'Australie        | Melbourne         | Jenson Button    | McLaren-Mercedes | Sebastian Vettel | Mark Webber      | Résumé |
| 823 | 4 avril      | Grand Prix de Malaisie        | Sepang            | Sebastian Vettel | Red Bull-Renault | Mark Webber      | Mark Webber      | Résumé |
| 824 | 18 avril     | Grand Prix de Chine           | Shanghai          | Jenson Button    | McLaren-Mercedes | Sebastian Vettel | Lewis Hamilton   | Résumé |
| 825 | 9 mai        | Grand Prix d'Espagne          | Barcelone         | Mark Webber      | Red Bull-Renault | Mark Webber      | Lewis Hamilton   | Résumé |
| 826 | 16 mai       | Grand Prix de Monaco          | Monaco            | Mark Webber      | Red Bull-Renault | Mark Webber      | Sebastian Vettel | Résumé |
| 827 | 30 mai       | Grand Prix de Turquie         | Istanbul          | Lewis Hamilton   | McLaren-Mercedes | Mark Webber      | Vitaly Petrov    | Résumé |
| 828 | 13 juin      | Grand Prix du Canada          | Montréal          | Lewis Hamilton   | McLaren-Mercedes | Lewis Hamilton   | Robert Kubica    | Résumé |
| 829 | 27 juin      | Grand Prix d'Europe           | Valence           | Sebastian Vettel | Red Bull-Renault | Sebastian Vettel | Jenson Button    | Résumé |
| 830 | 11 juillet   | Grand Prix de Grande-Bretagne | Silverstone       | Mark Webber      | Red Bull-Renault | Sebastian Vettel | Fernando Alonso  | Résumé |
| 831 | 25 juillet   | Grand Prix d'Allemagne        | Hockenheim        | Fernando Alonso  | Ferrari          | Sebastian Vettel | Sebastian Vettel | Résumé |
| 832 | 1er août     | Grand Prix de Hongrie         | Budapest          | Mark Webber      | Red Bull-Renault | Sebastian Vettel | Sebastian Vettel | Résumé |
| 833 | 29 août      | Grand Prix de Belgique        | Spa-Francorchamps | Lewis Hamilton   | McLaren-Mercedes | Mark Webber      | Lewis Hamilton   | Résumé |
| 834 | 12 septembre | Grand Prix d'Italie           | Monza             | Fernando Alonso  | Ferrari          | Fernando Alonso  | Fernando Alonso  | Résumé |
| 835 | 26 septembre | Grand Prix de Singapour       | Marina Bay        | Fernando Alonso  | Ferrari          | Fernando Alonso  | Fernando Alonso  | Résumé |
| 836 | 10 octobre   | Grand Prix du Japon           | Suzuka            | Sebastian Vettel | Red Bull-Renault | Sebastian Vettel | Mark Webber      | Résumé |
| 837 | 24 octobre   | Grand Prix de Corée du Sud    | Yeongam           | Fernando Alonso  | Ferrari          | Sebastian Vettel | Fernando Alonso  | Résumé |
| 838 | 7 novembre   | Grand Prix du Brésil          | Sao Paulo         | Sebastian Vettel | Red Bull-Renault | Nico Hülkenberg  | Lewis Hamilton   | Résumé |
| 839 | 14 novembre  | Grand Prix d'Abou Dabi        | Yas Marina        | Sebastian Vettel | Red Bull-Renault | Sebastian Vettel | Lewis Hamilton   | Résumé |

## Déroulement de la saison et faits marquants du championnat

### Grand Prix de Bahreïn

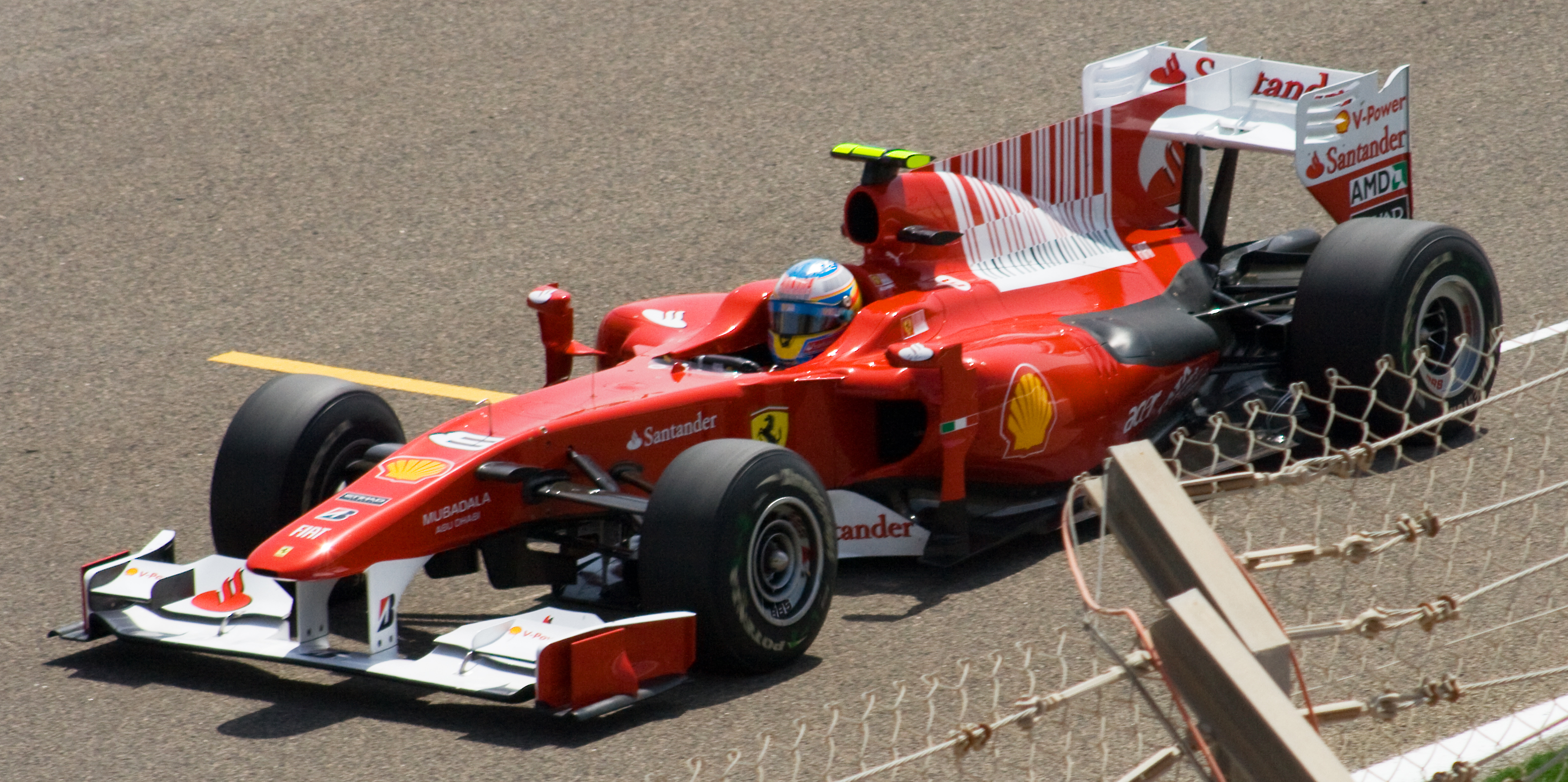
Fernando Alonso remporte son premier Grand Prix chez Ferrari pour sa première course au sein de la Scuderia

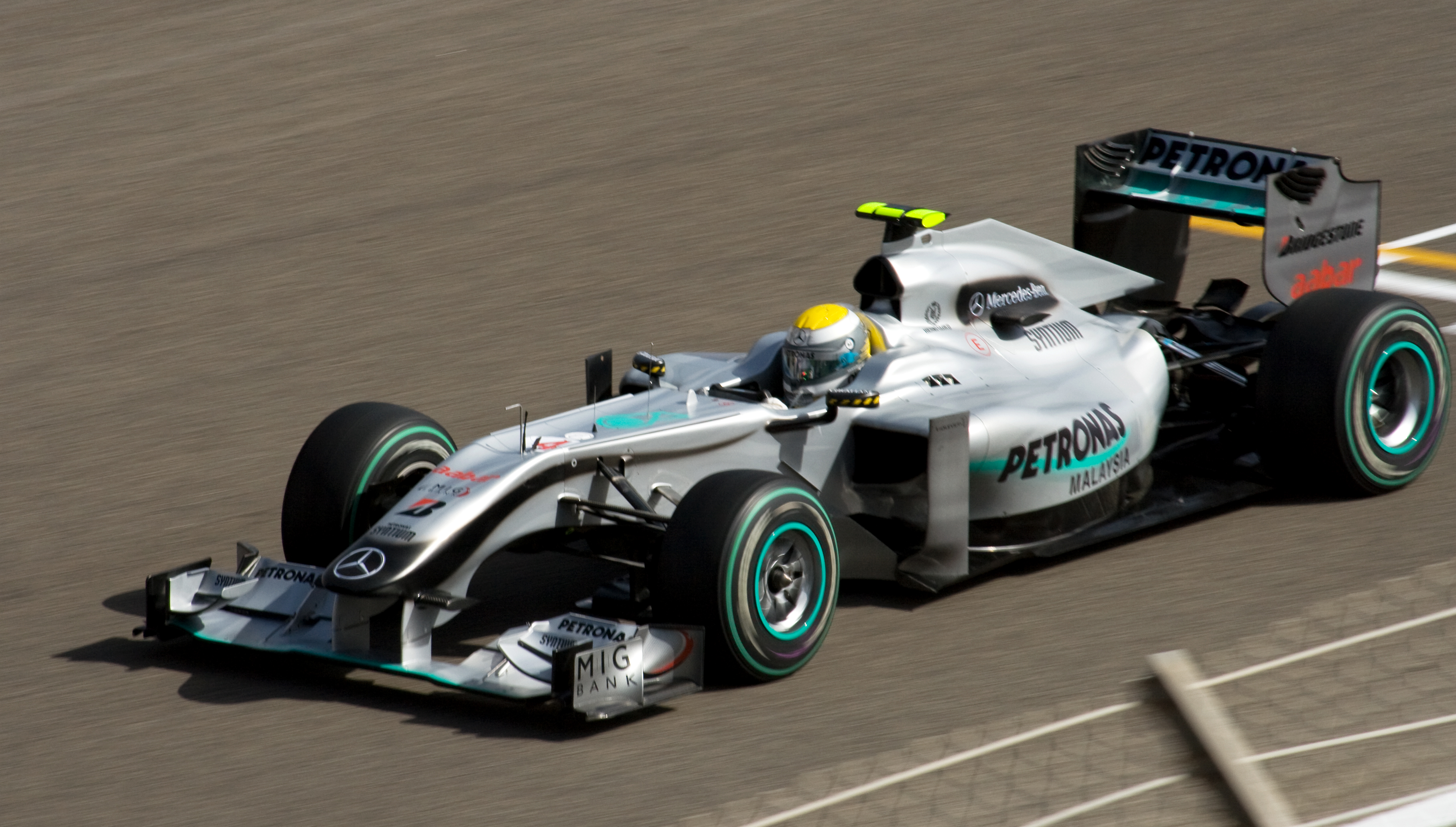
Nico Rosberg termine 5e pour son premier Grand Prix chez Mercedes

À l’extinction des feux, Fernando Alonso passe son coéquipier Felipe Massa et se lance à la poursuite du poleman Sebastian Vettel. Mark Webber est immédiatement gêné par un trop plein d’huile qui ne lui permet pas de conserver sa position de départ. Adrian Sutil, surpris par le nuage de fumée qui s'échappe de la Red Bull s'accroche avec Robert Kubica : les deux pilotes partent en tête-à-queue mais reprennent la course. À l'avant, Vettel prend rapidement le large avec deux secondes d’avance à l’issue du premier tour.
Karun Chandhok, pilote novice chez HRT, ne boucle que deux tours avant d'abandonner, son coéquipier Bruno Senna abandonnant quant à lui après une vingtaine de tours. Lucas di Grassi, sur Virgin Racing abandonne dès la seconde boucle. Derrière le peloton de tête, Kamui Kobayashi, Nico Hülkenberg et Sébastien Buemi se livrent une lutte acharnée et le jeune Hülkenberg sort de la piste, sans dommage. Kobayashi abandonne au treizième tour sur problème hydraulique et Vitaly Petrov au tour suivant à la suite d'une rupture de sa suspension avant-droite alors qu'il occupait la onzième place.
À la mi-course, Vettel est toujours solidement installé en tête devant Alonso et Massa. Derrière, on trouve Lewis Hamilton, Nico Rosberg, Michael Schumacher, Jenson Button, Mark Webber, Vitantonio Liuzzi et Rubens Barrichello. Alonso met peu à peu la pression sur Vettel en proie à un problème de bougie d'allumage. L'Allemand perd en effet plusieurs secondes au tour. Au trente-quatrième passage, Alonso est en tête. Au trente-cinquième, Massa prend à son tour le meilleur sur Vettel, qui se fait passer par Hamilton trois tours plus tard.
En fin de course, Button et Webber haussent le rythme et ramarrent Schumacher, sans toutefois pouvoir tenter le moindre dépassement. Alonso commence sa collaboration avec Ferrari par une victoire, la seconde place de son coéquipier permettant à la Scuderia de signer son 80e doublé en championnat du monde. Hamilton complète le podium, Vettel parvient à conserver sa quatrième place devant Nico Rosberg, Michael Schumacher, Jenson Button, Mark Webber, Vitantonio Liuzzi et Rubens Barrichello.
Chez les constructeurs, Ferrari, avec les 43 points du doublé, prend l'ascendant sur ses adversaires. McLaren, Mercedes Grand Prix et Red Bull Racing voient chacune leurs deux pilotes dans les points et inscrivent respectivement 21, 18 et 16 points. L'écart est déjà grand avec Force India (2 points) et Williams (1 point).

### Grand Prix d'Australie

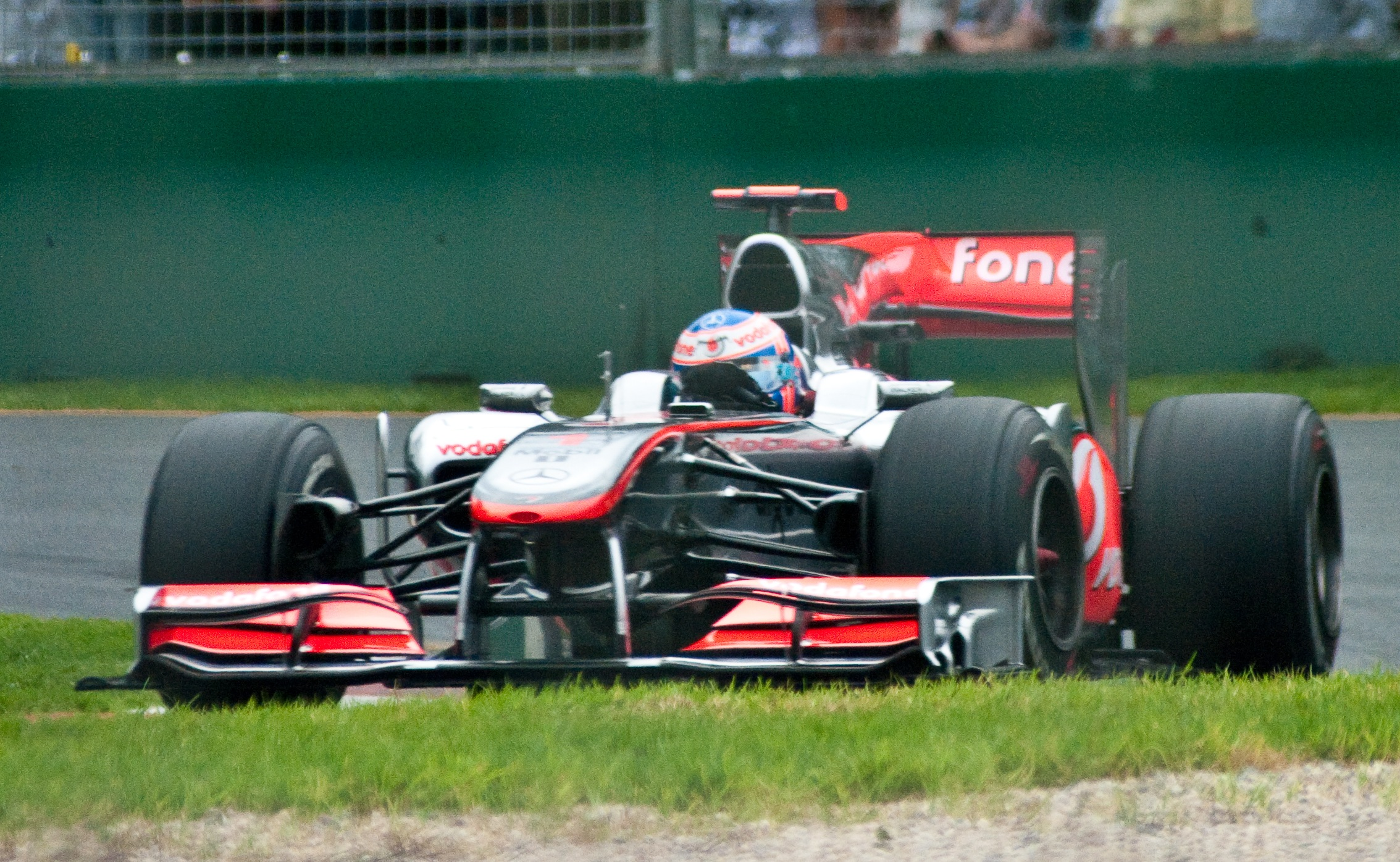
Jenson Button remporte son premier Grand Prix chez McLaren

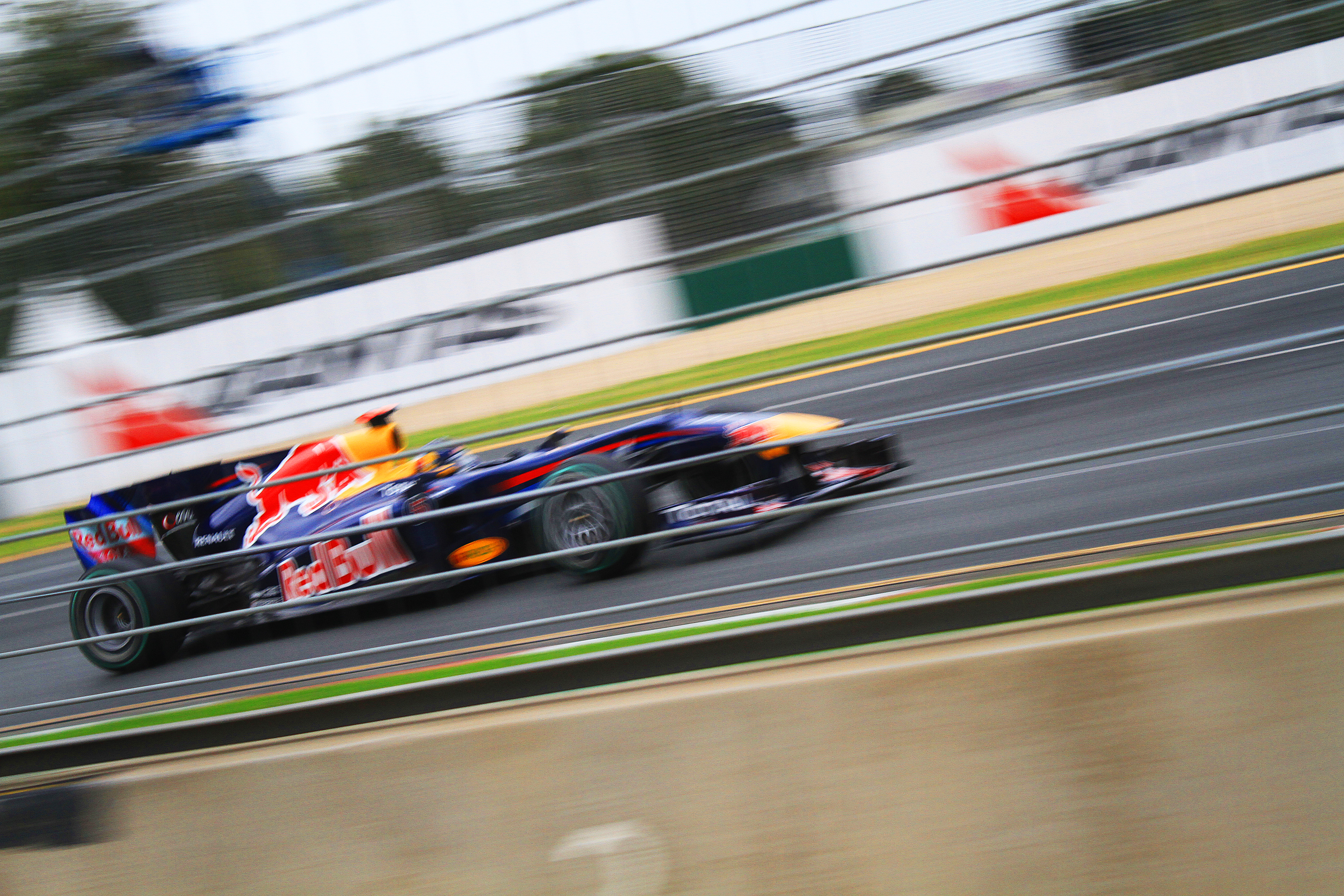
Sebastian Vettel signe la pole position mais abandonnera en course

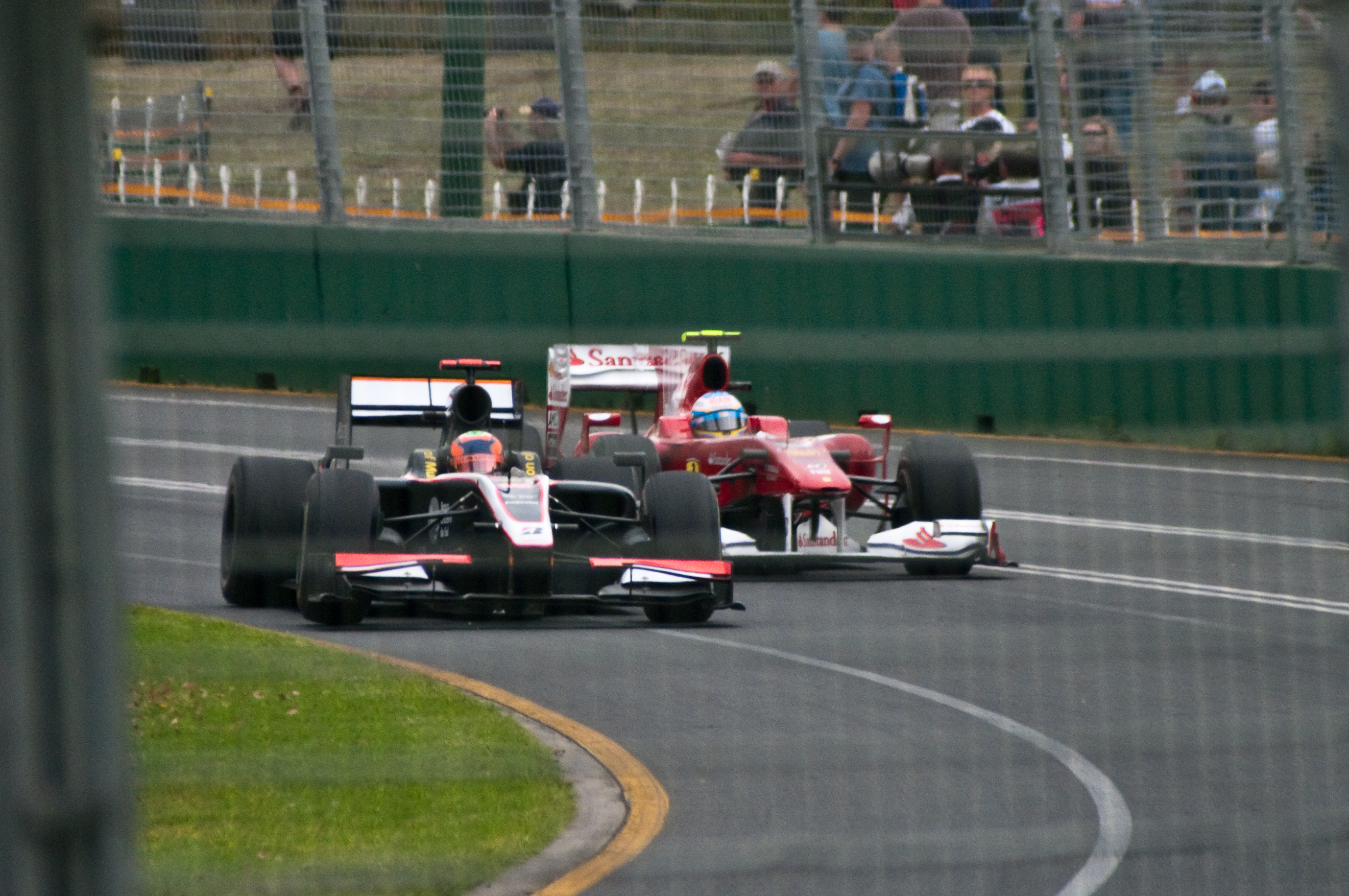
Fernando Alonso prend un tour à Karun Chandhok lors du GP d'Australie

La pluie fait son apparition dix minutes avant le départ de la course. Sebastian Vettel, en pole position, réussit son envol au contraire de son coéquipier Mark Webber passé par Felipe Massa. Robert Kubica prend un bon départ et pointe en quatrième position au premier virage. Fernando Alonso est légèrement touché par Jenson Button, part en tête-à-queue et heurte la monoplace de Michael Schumacher qui doit repasser par son stand pour changer son aileron avant endommagé. Alonso et Schumacher repartent en queue de peloton.
Kamui Kobayashi perd peu après son aileron avant, percute le rail de sécurité et heurte violemment Sébastien Buemi et Nico Hülkenberg. Les trois pilotes abandonnent et la voiture de sécurité fait son apparition à l’entame du second tour de l’épreuve. Après plusieurs tours de neutralisation, les dix premiers sont Vettel, Massa, Webber, Kubica, Nico Rosberg, Button, Lewis Hamilton, Adrian Sutil, Rubens Barrichello et Vitaly Petrov.
Dès la relance, Alonso remonte rapidement vers les avant-postes, imité par Schumacher qui a néanmoins plus de mal à se défaire de Timo Glock. La piste s'asséchant, Button fait le pari de chausser des pneus slicks et rentre le premier, au sixième tour, alors que la piste est encore humide. Les autres équipes rappellent leurs pilotes aux stands au neuvième tour. Webber est le dernier des hommes de tête à rentrer et perd beaucoup de places. Il réussit toutefois à prendre le meilleur sur Felipe Massa au bout de la ligne droite des stands et Hamilton en profite aussitôt pour attaquer Webber avant le virage suivant. Alors que le Britannique a pris l’avantage, Webber retarde son freinage, glisse et percute légèrement la McLaren : Massa en profite pour reprendre sa position en dépassant ses deux rivaux.
Au vingt-septième tour, alors qu'il est toujours en tête, Vettel, victime de la casse d'un écrou de roue, abandonne dans un bac à graviers. Button prend la tête de la course, qu'il ne lâchera pas jusqu'à l'arrivée. Kubica occupe la seconde place et il faut attendre plus d'une dizaine de tours pour qu'Hamilton, Webber et Rosberg, qui ont changé de pneumatiques, rattrapent Massa et Alonso, solides troisième et quatrième.
En fin de course, Kubica, Massa, Alonso, Hamilton et Webber roulent de conserve car les Ferrari, qui n'ont pas chaussé de pneumatiques neufs, sont en difficulté. À l'arrière, Schumacher, toujours hors des points, a du mal à dépasser Jaime Alguersuari. Hamilton ne parvient pas à dépasser Alonso et reste sous la pression de Mark Webber. Rosberg, grâce à une piste dégagée, en profite pour revenir dans leurs échappements.
À deux tours de la fin, Hamilton tente sans succès de dépasser Alonso pour le gain de la quatrième place et se fait percuter par Webber au freinage : l'Australien perd son aileron avant, repasse par les stands et chute au neuvième rang, juste devant Schumacher qui a réussi à dépasser Alguersuari et rentrer dans les points. Rosberg récupère donc deux places alors qu'Hamilton parvient à repartir derrière lui.
Au terme des 58 tours, Jenson Button s’impose pour la deuxième fois consécutive sur ce circuit. Il franchit le drapeau à damier agité par John Travolta. Robert Kubica et Felipe Massa complètent le podium. Fernando Alonso est quatrième devant Nico Rosberg, Lewis Hamilton, Vitantonio Liuzzi, Rubens Barrichello, Mark Webber et Michael Schumacher qui complètent le Top 10.
Au classement général du championnat, les pilotes Ferrari devancent les pilotes McLaren (Alonso : 37 points, Massa 33, Button 31 et Hamilton 23). Rosberg est cinquième avec 20 points, talonné par Kubica (18 points). Chez les constructeurs, Ferrari est toujours en tête avec 70 points, devant McLaren avec 54 points. Mercedes Grand Prix est troisième, à déjà 25 points du second. Renault F1 Team réalise la bonne opération du week-end en chipant, à égalité de points, la quatrième place à Red Bull Racing.

### Grand Prix de Malaisie

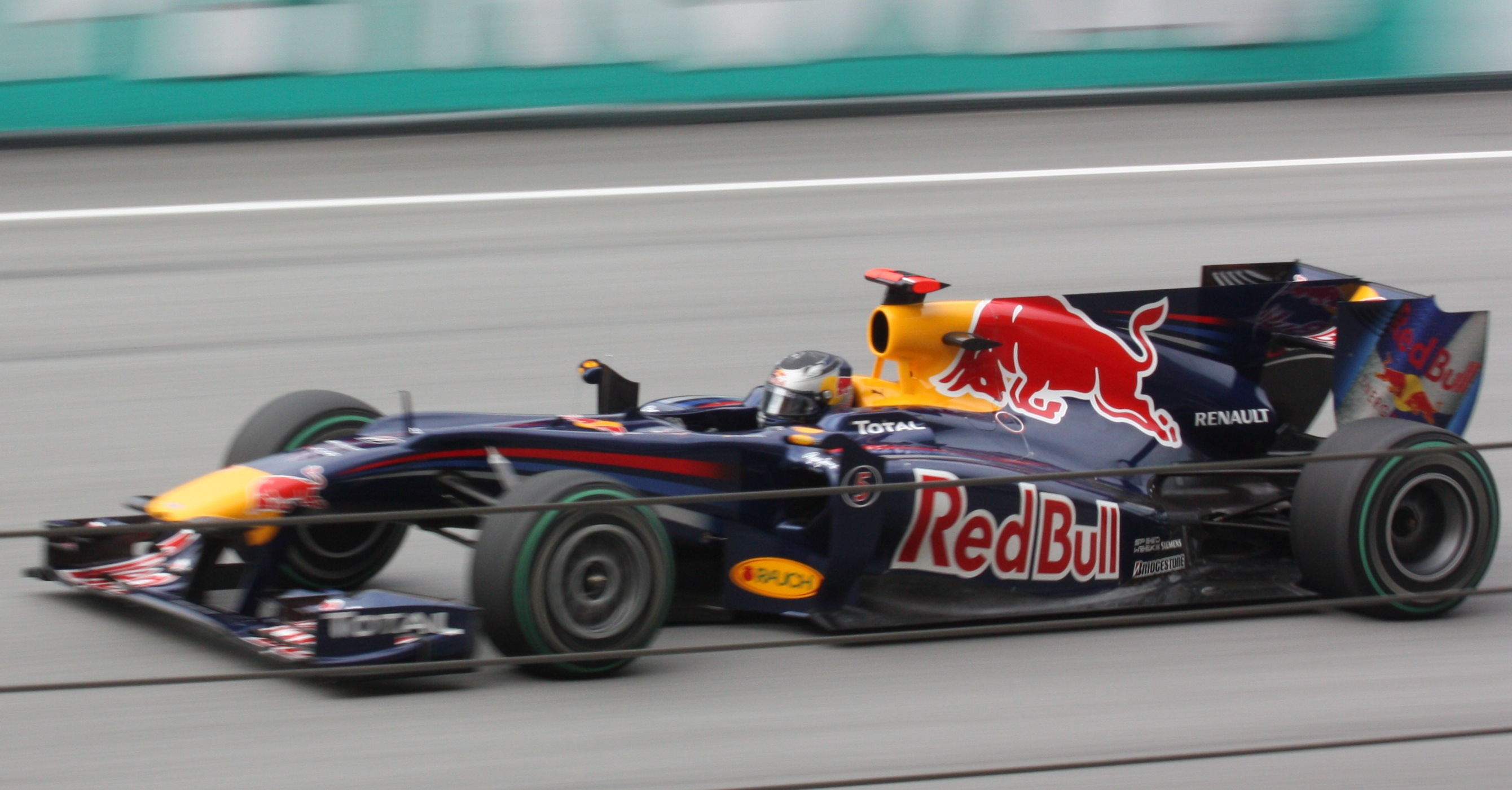
Sebastian Vettel décroche la sixième victoire de sa carrière à Sepang

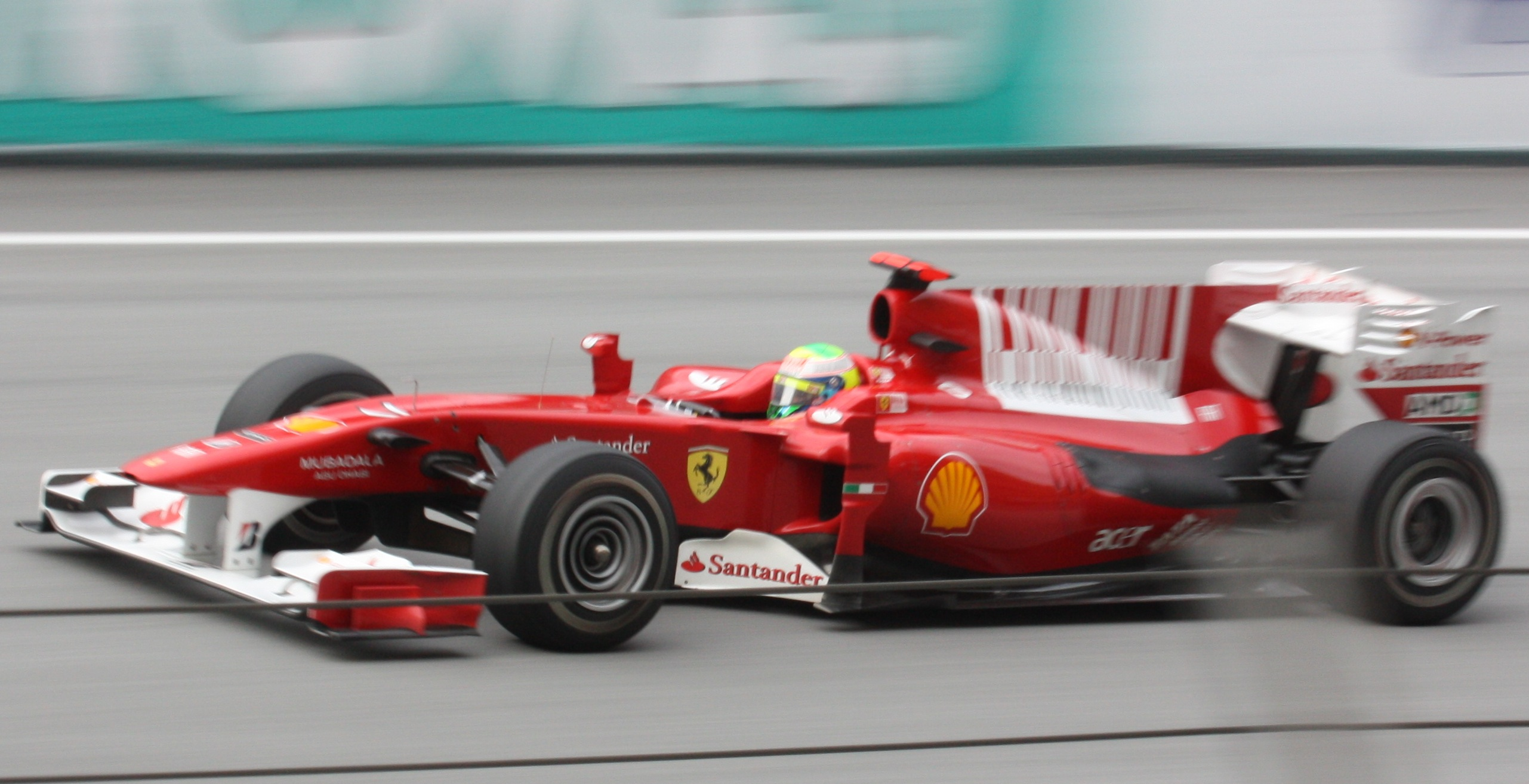
En terminant septième de la course, Felipe Massa s'empare de la tête du championnat du monde

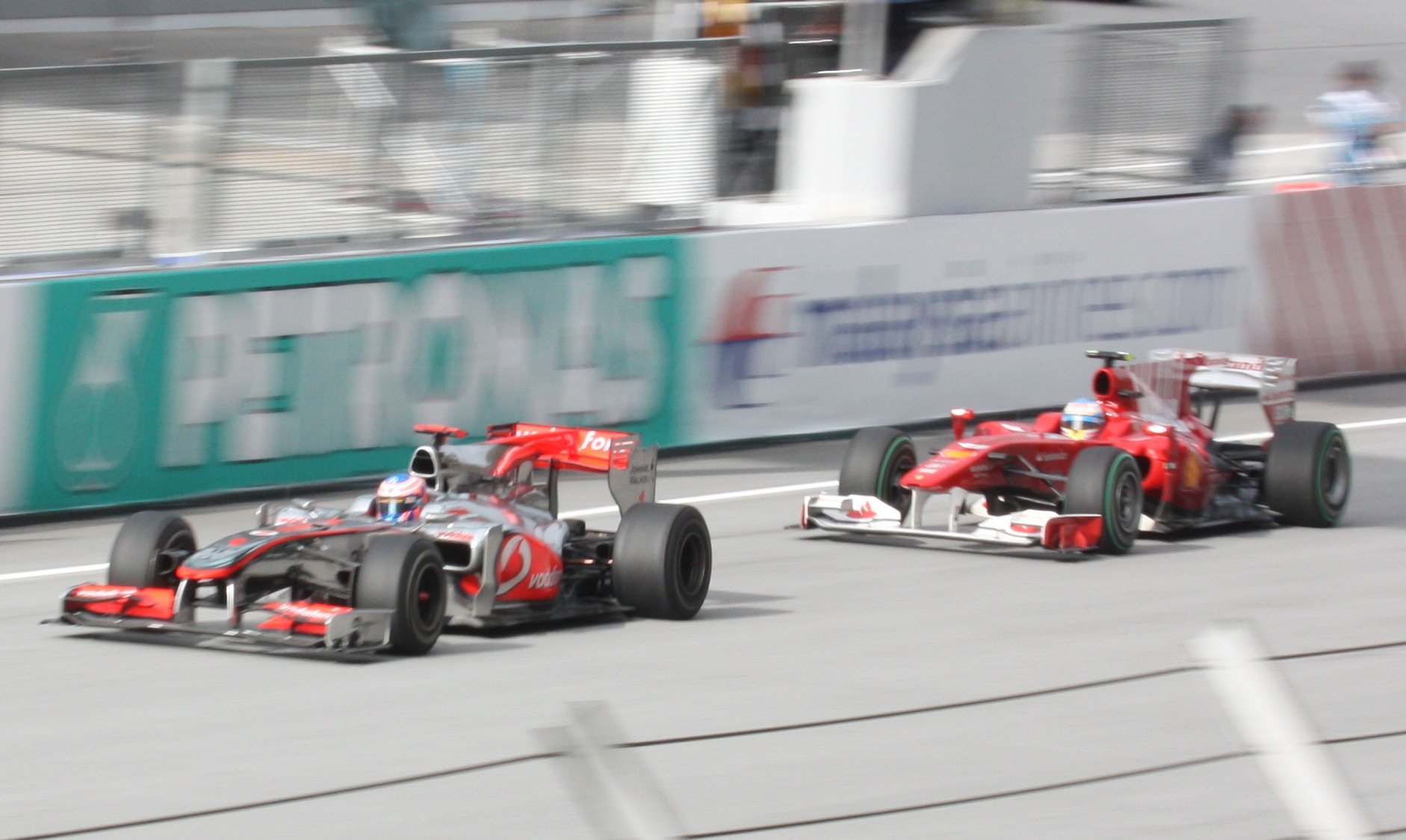
Alonso tentera sans succès de passer Button avant d'abandonner

Piégés en qualification, Jenson Button, Fernando Alonso, Lewis Hamilton et Felipe Massa sont relégués en fond de grille tandis que Mark Webber, en pole et Sebastian Vettel, troisième, donnent à Red Bull Racing un avantage conséquent. À l'extinction des feux, Vettel prend d'emblée la tête de la course, poursuivi par Webber et Rosberg. Robert Kubica pointe au quatrième rang tandis que son coéquipier Vitaly Petrov gagne deux places. Rubens Barrichello reste scotché sur la grille et s'élance dernier. En fond de grille, les pilotes Ferrari sont aux prises avec les pilotes McLaren. Hamilton prend le meilleur par l'extérieur sur Sébastien Buemi alors que Massa fait une légère erreur : Button essaie d'en profiter, se fait piéger à son tour et dépasser par Alonso.
Au quatrième tour, Hamilton entre dans les points après avoir dépassé Jaime Alguersuari et Kamui Kobayashi pendant que Button, Massa et Alonso sont en lutte contre les pilotes Toro Rosso. Hamilton profite d'une erreur de Petrov pour le passer mais le Russe reprend sa position au bout de la ligne droite des stands. Au septième tour, le classement est le suivant : Vettel en tête devant Webber, Rosberg, Kubica, Adrian Sutil, Michael Schumacher, Nico Hülkenberg, Vitantonio Liuzzi, Petrov et Hamilton.
Hamilton passe Petrov qui veut reprendre l'avantage dans la ligne droite des stands : le Britannique, change plusieurs fois de trajectoire dans la ligne droite et écope d'un avertissement. Michael Schumacher, abandonne au neuvième tour à cause d'un problème d'écrou de roue alors qu'il était sixième. Liuzzi abandonne trois boucles plus tard sur problème d'accélérateur. Au quatorzième tour, lorsque Hülkenberg et Petrov rentrent aux stands pour leur premier changement de pneumatiques, les Ferrari et Button entrent dans les points. Hamilton signe le meilleur tour en course et fait la jonction avec Sutil tandis que Webber fait de même avec Vettel. Alonso rencontre alors des problèmes mécaniques à chaque rétrogradage. Hamilton profite de l’arrêt au stand de Sutil pour prendre la cinquième place. Au tour suivant, Kubica s’arrête mais garder l'avantage sur Massa. Alguersuari et Buemi dépassent Petrov dont la monoplace crache de l'huile. Rosberg passe à son tour par les stands et conserve son avantage sur Kubica. Webber connaît un problème à l'écrou avant droit lors de son passage par les stands et perd sa seconde place au profit d'Hamilton, qui n'a toujours pas changé de pneus.
À la mi-course, Massa s'arrête changer de gommes et laisse le champ libre à son équipier. Le Brésilien signe alors le meilleur tour en course, inférieur de plus d’une seconde aux temps de ses prédécesseurs. Kubica revient à six dixièmes de Rosberg quand Hamilton s'arrête enfin au trente-et-unième tour : la sortie des stands est à l'avantage d'Hamilton qui passe son coéquipier Button. Alguersuari entre dans les points en dépassant Hülkenberg alors que Petrov abandonne sur problème de boîte de vitesses. À vingt tours du terme, Vettel est toujours en tête devant Webber, Rosberg, Kubica, Alonso (qui ne s'est pas encore arrêté), Sutil, Hamilton, Button, Massa et Alguersuari. Alonso change de pneus et se retrouve neuvième tandis que Sutil, en résistant à Hamilton, fait les affaires des quatre pilotes de tête.
Massa dépasse Button pour le gain de la septième position et Alonso, en tentant de faire de même, casse son moteur et abandonne. Sebastian Vettel s’impose, Webber offre quant à lui le doublé à Red Bull Racing et Nico Rosberg complète le podium. Kubica, quatrième, devance Sutil, Hamilton, Massa, Button, et Alguersuari et Hülkenberg qui inscrivent leurs premiers points en championnat. Felipe Massa prend la tête du championnat du monde avec 39 points, immédiatement suivi par Alonso et Vettel (37 points), Button et Rosberg (35 points). Chez les constructeurs, Ferrari pointe en tête avec 76 points avec dix longueurs d'avance sur McLaren, désormais pressée par Red Bull Racing (61 points). Toro Rosso devient la huitième équipe à inscrire des points grâce à Alguersuari, désormais second plus jeune pilote à marquer en championnat du monde.

### Grand Prix de Chine

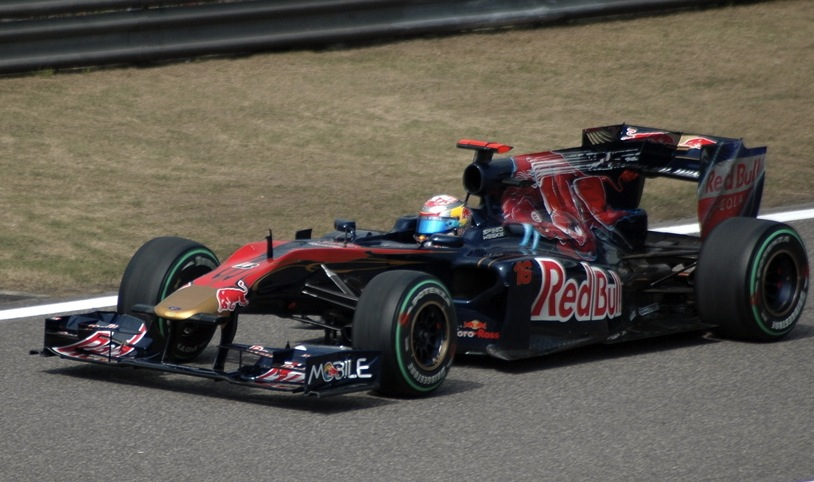
Lors des essais libres, Buemi est victime d'un accident à 311 km/h à la suite de la perte simultanée de ses deux roues avant

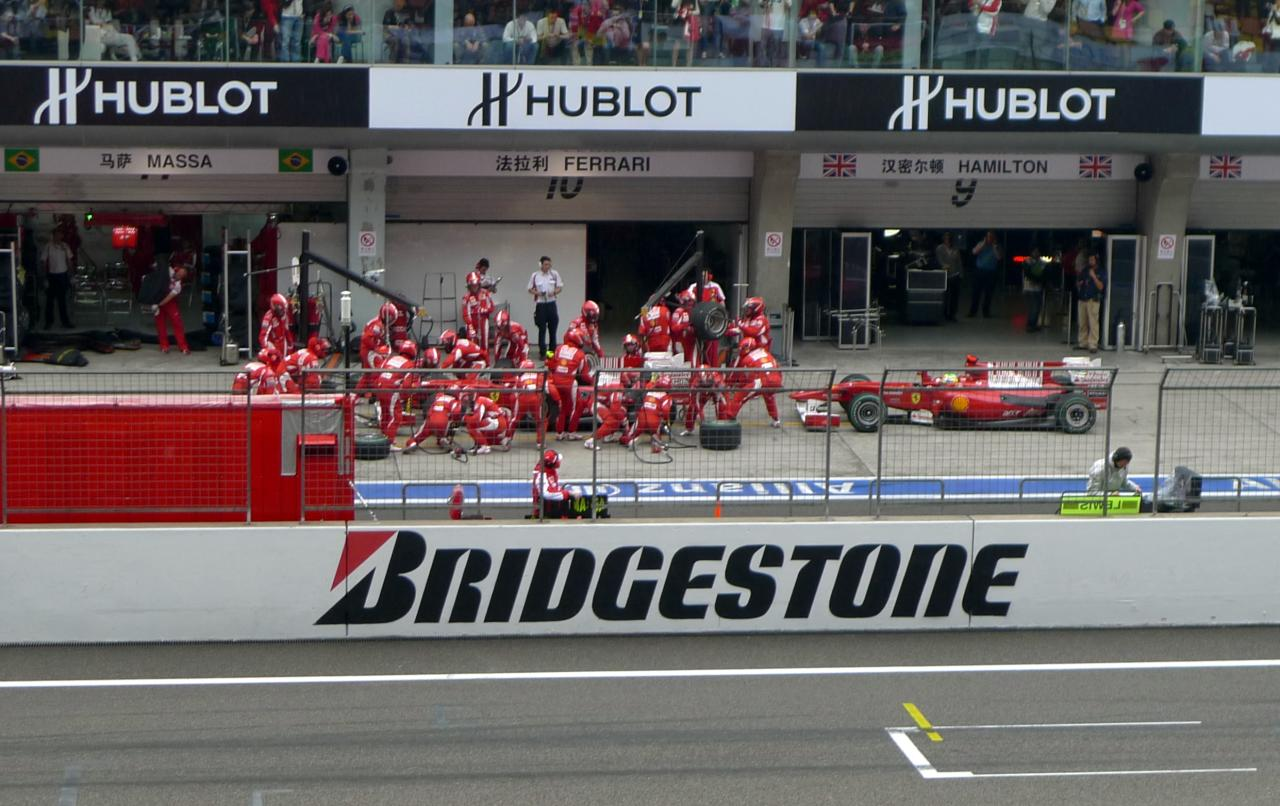
Doublé par Alonso dans la ligne d'accès à la pitlane, Massa doit patienter pour changer de pneumatiques

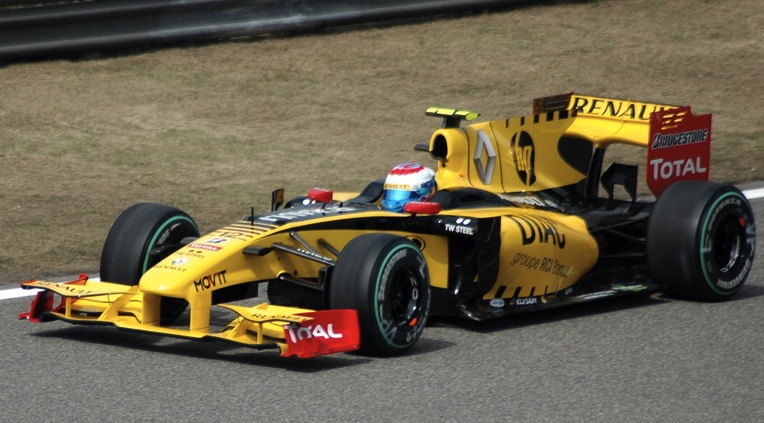
Vitaly Petrov devient le premier Russe à inscrire des points en Formule 1

Sur la ligne de départ, la piste est sèche mais des gouttes de pluie sont déjà présentes sur certaines parties du circuit. Au départ, Fernando Alonso, en deuxième ligne, réussit son envol et prend la première place tandis que Mark Webber double son coéquipier Sebastian Vettel qui partait de la pole position. Derrière, Vitantonio Liuzzi accroche Sébastien Buemi et Kamui Kobayashi : les trois pilotes abandonnent et la voiture de sécurité fait son apparition.
Profitant de la sortie de la voiture de sécurité, la plupart des pilotes passe par les stands chausser des pneus intermédiaires. Toutefois, Nico Rosberg, Jenson Button, Robert Kubica et Vitaly Petrov gardent leurs slicks et prennent la tête de l’épreuve. Alonso doit quant à lui repasser par les stands pour un drive-through : il avait volé le départ. Quelques tours plus tard, la piste s'asséchant, les pilotes qui avaient mis des gommes intermédiaires doivent repasser par les stands pour rechausser des slicks. Vettel et Hamilton, à la lutte dans la voie d’accès aux stands manquent de s'accrocher.
Après ces arrêts successifs, Rosberg est en tête devant Button, Kubica, Pedro de la Rosa, Petrov, Jaime Alguersuari, Adrian Sutil et Heikki Kovalainen. De la Rosa, victime d'un souci moteur abandonne et Petrov se retrouve quatrième. Vettel double son coéquipier et est imité par Hamilton tandis que Kovalainen est passé Vettel, Hamilton et Webber. Alors que Vettel et Sutil sont à la lutte, Hamilton prend l'intérieur, gagne deux places et s'échappe. Au tour suivant, Vettel et Webber doublent Sutil. Rosberg, en tête, compte deux secondes d'avance sur Button et huit sur Kubica, Petrov a 30 secondes de retard et Hamilton est sur les talons de Michael Schumacher en cinquième position. Après trois tours de chasse, Hamilton dépasse l'Allemand, qui ne peut pas non plus résister à Vettel.
Lorsque Rosberg tire tout droit dans un virage, Button prend la tête de la course. Les pilotes repassent alors par les stands chausser de nouvelles gommes intermédiaires. Webber, en s'arrêtant un tour plus tôt que la meute, passe Hamilton et Vettel. Alguersuari, en prenant un tour à Karun Chandhok, perd son aileron et laisse des morceaux sur la piste : la voiture de sécurité fait sa réapparition. Quand la safety-car s'efface, Button est en tête devant Rosberg, Kubica, Petrov, Schumacher, Webber, Hamilton, Vettel, Sutil et Alonso. À la relance, Hamilton et Schumacher se donnent des coups de roue et l’Anglais passe. Schumacher est dépassé par Sutil, puis par Alonso et Vettel. Hamilton prend l'avantage sur Kubica pour la troisième place et Alonso remonte jusqu'à la sixième. Petrov part en tête-à-queue et reprend la piste en septième position. Sutil tient la dragée haute à Schumacher.
Quand la pluie fait son retour, Hamilton Kubica et Vettel chaussent de nouveaux intermédiaires. Button, Rosberg et Alonso s'arrêtent au tour suivant. Hamilton repart devant Rosberg et Alonso devant Kubica. Petrov, Massa, Sutil et Barrichello prennent l’avantage sur Alguersuari en difficulté avec ses pneumatiques. Alors que Button accroît son avance sur Hamilton, Alonso revient sur Rosberg et Petrov prend l'avantage sur Schumacher, revient sur Webber et profite d'une erreur de l’Australien pour prendre la septième place tandis que Massa passe Schumacher. Jenson Button remporte le Grand Prix, Hamilton assurant le doublé pour McLaren. Rosberg complète le podium devant Alonso, Kubica, Vettel, Petrov, Webber, Massa et Schumacher.
Jenson Button réalise la bonne opération du week-end en prenant la tête du championnat du monde avec 60 points. Il devance Rosberg de dix points, Alonso et Hamilton de onze points. Massa et Vettel chutent au classement : le Brésilien, leader avant la course, n'est plus que sixième, juste derrière l'Allemand. Chez les constructeurs, McLaren, en réalisant un doublé, prend la tête du classement avec 109 points, devançant Ferrari avec 90 points, le reste du classement n'évoluant pas.

### Grand Prix d'Espagne

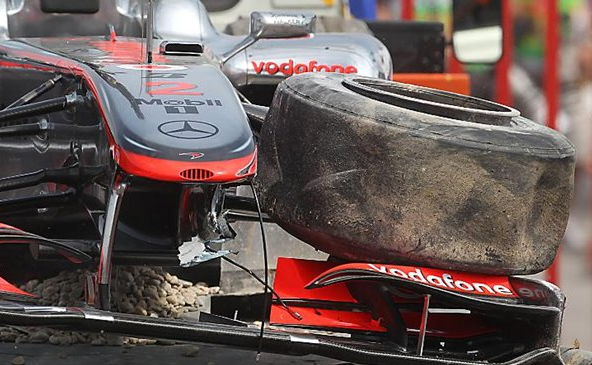
Lewis Hamilton abandonne en vue de l'arrivée, à la suite de la casse d'une jante, alors qu'il était second de la course

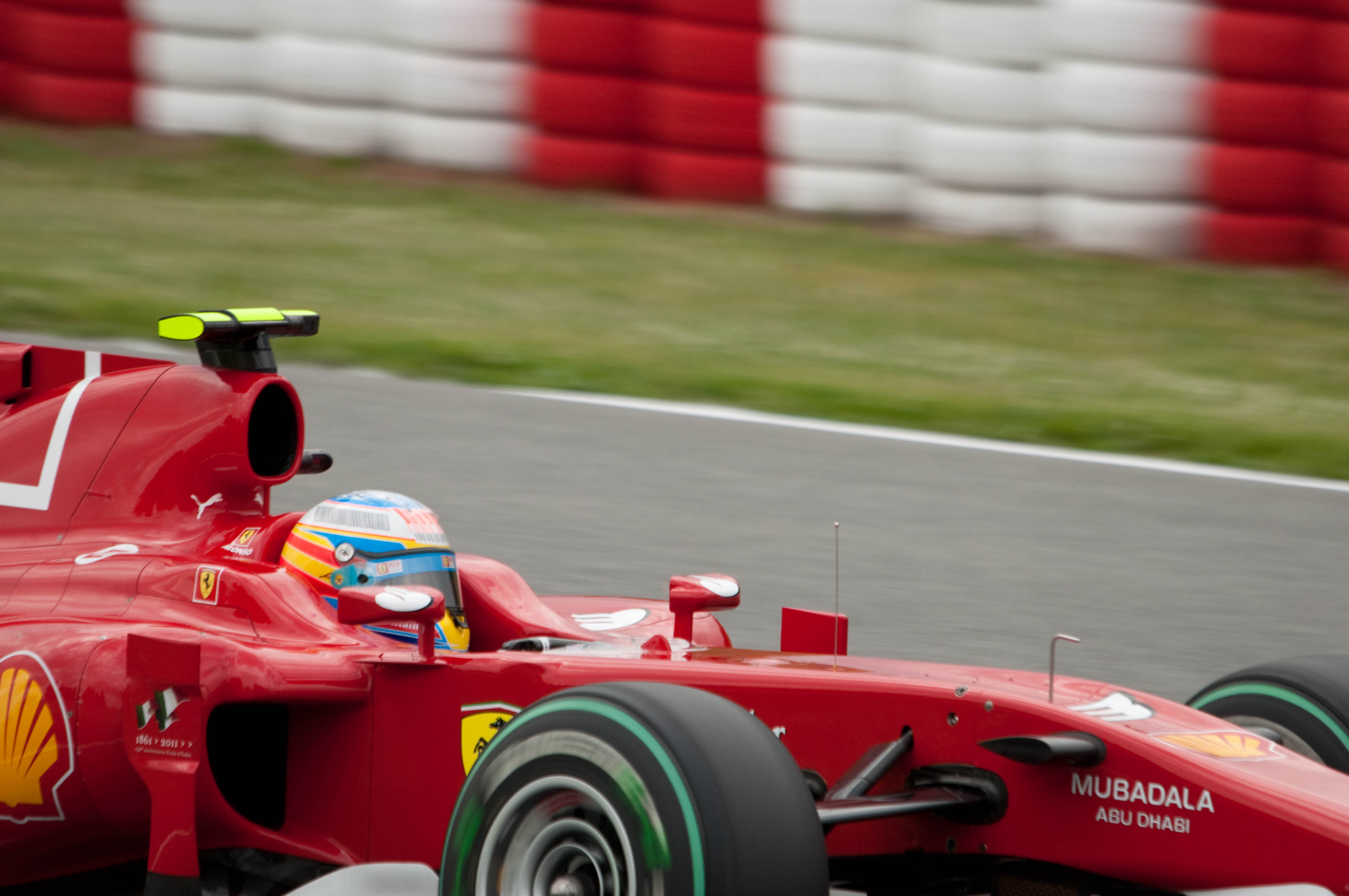
Fernando Alonso, second du GP d'Espagne

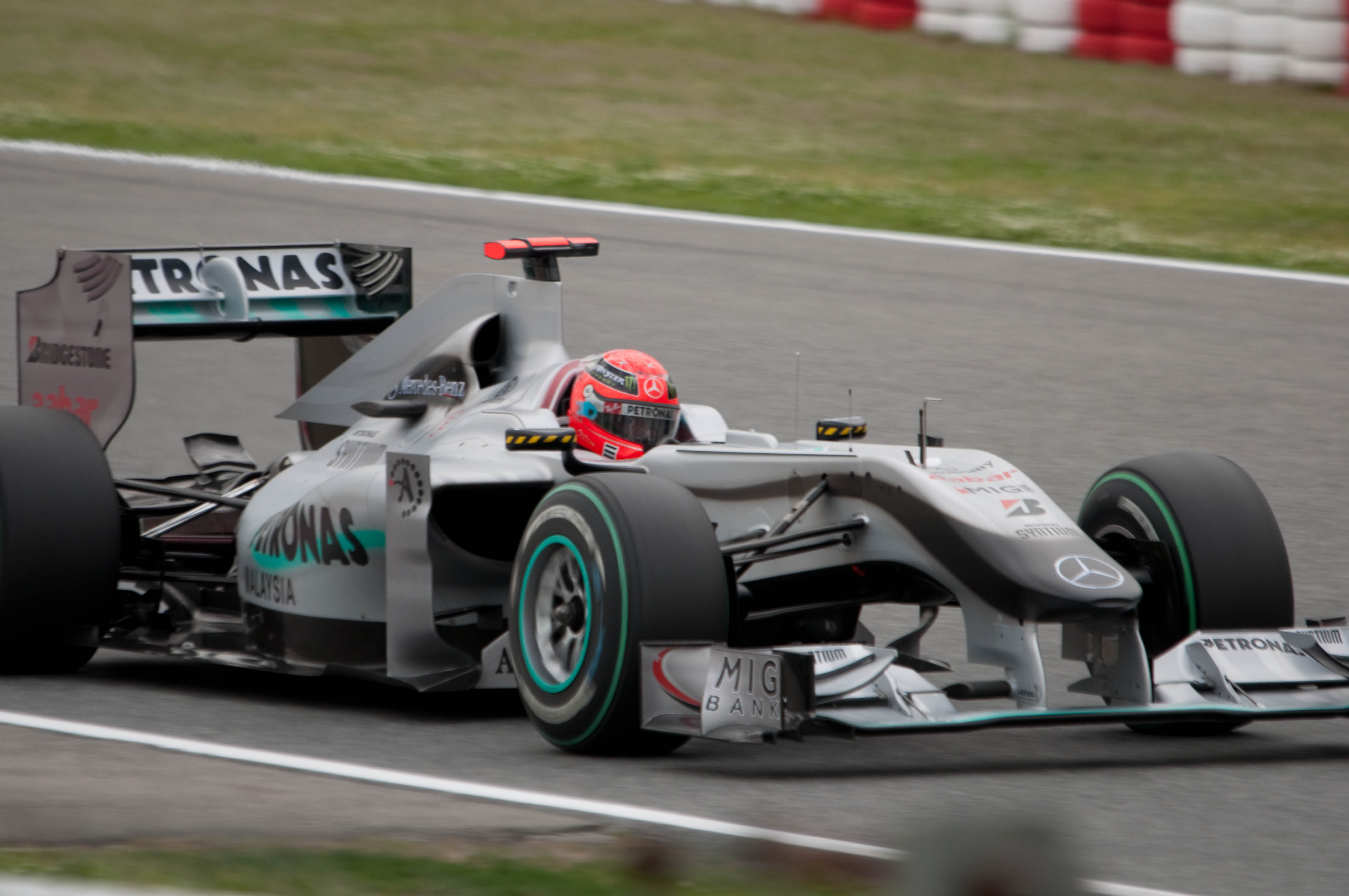
Michael Schumacher, quatrième du GP d'Espagne

Les deux pilotes Red Bull prennent un très bon départ, Mark Webber conservant l’avantage procuré par sa pole position. Robert Kubica et Kamui Kobayashi se touchent légèrement et obligent Nico Rosberg à quitter la piste pour éviter un contact : les trois rivaux perdent de nombreuses places. Bruno Senna abandonne, encastré dans le muret de pneumatiques au fond d’un bac à sable tandis que l’Espagnol Pedro de la Rosa doit passer par les stands pour changer un pneumatique crevé à l’arrière gauche après une touchette avec Sebastien Buemi. Après deux tours de course, Webber est en tête devant Sebastian Vettel, Lewis Hamilton, Fernando Alonso, Jenson Button, Michael Schumacher, Felipe Massa, Adrian Sutil, Jaime Alguersuari et Kubica.
Alors que Webber a près de deux secondes d’avance sur son équipier, Kubica met la pression sur Alguersuari. Vitantonio Liuzzi rentre aux stands au 13e tour pour changer de pneus et revient en piste à hauteur de Sébastien Buemi et Jarno Trulli : Buemi tente alors de dépasser Liuzzi, sort dans l’échappatoire et revient brusquement reprendre sa place en piste : il est pénalisé d'un drive-through.
Massa et Schumacher entrent peu après chausser des pneus durs alors qu’il reste 50 tours à couvrir, Rosberg fait de même mais une incompréhension avec ses mécaniciens le propulse encore plus loin au classement. Vettel, Alonso, Button et Kubica passent à leur tour aux stands : Schumacher se défait de Button dans le premier virage tandis que Vettel perd deux secondes sur ses rivaux.
Webber, toujours leader, passe par les stands tandis qu’Hamilton prend le dessus sur Vettel pour le gain de la seconde place. Button tente de dépasser, sans succès, Schumacher et de la Rosa abandonne alors que Massa fait la jonction avec duo Schumacher-Button. Peu après, le Brésilien perd une ailette d’aileron à la suite d'une touchette, sans conséquence. Webber hausse le rythme, tournant en une demi-seconde de moins au tour qu’Hamilton, son plus proche poursuivant. Alguersuari, en se rabattant trop tôt, accroche Karun Chandhok qui perd son aileron avant, rejoint les stands pour en changer puis abandonne dans le tour suivant. Le pilote espagnol est alors sanctionné par un drive-through.
La bataille fait rage pour la douzième place que se disputent Nico Hülkenberg, Vitaly Petrov et Kamui Kobayashi. Buemi abandonne alors qu’il ne reste plus que vingt tours. À dix tours du but, Vettel chausse un train de pneus tendres neufs et chute en quatrième position devant Schumacher, Button, Massa, Sutil, Kubica et Barrichello, Webber conservant la tête devant Hamilton et Alonso, le plus rapide en piste. Vettel, en proie à des problèmes de freins, doit réduire son rythme et perd deux secondes au tour sur Alonso. À deux tours du drapeau à damiers, Hamilton, second, tape le mur à la suite de la casse de la jante de sa roue avant gauche. Mark Webber franchit la ligne d’arrivée en vainqueur alors que le public espagnol acclame Alonso, deuxième, Vettel complétant le podium. Schumacher conserve sa position devant Button, Massa, Sutil, Kubica, Barrichello et Alguersuari qui récupère le point de la dixième place.
Au classement du championnat, Button conserve la première place, avec 70 points. Fernando Alonso réalise la bonne opération du week-end en pointant désormais second (67 points) devant les pilotes Red Bull (Vettel 60 points, Webber 53 points) alors que Rosberg et Hamilton dégringolent au classement. Chez les constructeurs, McLaren, avec 119 points, voit se rapprocher à seulement trois points Ferrari et, à 6 points, Red Bull Racing, ces écuries étant les seules à avoir franchi la barre des 100 points.

### Grand Prix de Monaco
Vingt-trois pilotes s'alignent sur la grille de départ du Grand Prix puisque Fernando Alonso s’élance depuis la voie des stands à la suite du changement de la coque de sa monoplace. Mark Webber prend un excellent départ depuis la pole position et entre en tête dans le premier virage devant son équipier Sebastian Vettel qui a ravi la seconde position à Robert Kubica. Le classement après le premier tour de course s’établit ainsi : Webber, Vettel, Kubica, Felipe Massa, Lewis Hamilton, Rubens Barrichello, Michael Schumacher, Nico Rosberg, Vitantonio Liuzzi, Adrian Sutil, Jenson Button.
Nico Hülkenberg ne boucle pas le premier tour, victime d'une violente sortie de piste dans le tunnel qui provoque la sortie de la voiture de sécurité jusqu'au septième tour. Alonso profite de la neutralisation de l’épreuve pour chausser des pneus durs après avoir pris le départ en pneus tendres : il fait ainsi le pari d’aller au bout de la course avec le même train de pneus. Dès le deuxième tour, Button abandonne, victime d’une surchauffe moteur, alors que le peloton est derrière la voiture de sécurité.
Le pace-car rentré, Webber et Vettel poursuivent en tête. Alonso dépasse successivement Lucas di Grassi puis Jarno Trulli. Au dixième passage, Webber compte 2 s 4 d'avance sur Vettel, 3 s 4 sur Kubica, 5 s sur Massa, 6 s sur Hamilton, 9 s sur Barrichello, 10 s sur Schumacher et 12 sur Rosberg, Alonso étant désormais 18e. Webber creuse alors l’écart sur Vettel tandis qu'Hamilton change ses pneus au dix-septième tour et remonte en piste en quinzième position, juste devant Alonso qui a pris l'avantage sur Timo Glock et Heikki Kovalainen. Après la valse des changements de pneus, le classement s’établit ainsi : Webber, Vettel, Kubica, Massa, Hamilton, Rosberg, Alonso, Schumacher, Sutil, Barrichello, Liuzzi, Buemi, Petrov, Alguersuari.
Petrov doit repasser au stand car il a crevé, tandis que Barrichello est victime d’une rupture de suspension arrière à cause d'une plaque d'égoût sortie de son logement. Il part à la faute et détruit sa monoplace, ce qui provoque la deuxième intervention de la voiture de sécurité. La course est relancée au trente-troisième tour, sans changement de position. Du 43e au 45e tour, la voiture de sécurité intervient pour permettre aux commissaires de replacer la plaque d’égout descellée. À quatre tours de l’arrivée, Trulli escalade la HRT de Chandhok à la Rascasse, ce qui provoque une quatrième intervention de la voiture de sécurité jusqu’à la fin de course. Toutefois, une fois la voiture de sécurité rentrée, quelques hectomètres avant la ligne d’arrivée, Schumacher dépasse Alonso et est sanctionné pour infraction à l'article 40.13 (dont l'application fut logiquement contesté par Mercedes, les drapeaux verts étant remis) : l'Allemand écope de vingt secondes de pénalité.
Mark Webber remporte la quatrième victoire de sa carrière, la deuxième cette saison devant son coéquipier Sebastian Vettel, Kubica complétant le podium. Massa, Hamilton, Alonso, Rosberg, Sutil, Liuzzi et Buemi terminent dans le top 10, le Suisse signant son premier point de la saison.
Au classement du championnat, les pilotes Red Bull tirent leur épingle du jeu, Webber prenant la tête devant Vettel avec 78 points. Alonso, bien que parti dernier réalise une excellente opération en se hissant au troisième rang avec 75 points, Button perd gros à la suite de son abandon puisqu'il n'est plus que quatrième. Chez les constructeurs, le classement est bouleversé avec Red Bull Racing en tête avec 156 points devant Ferrari (136 points) et McLaren (129 points), les autres écuries n'ayant toujours pas atteint les 100 points.

### Grand Prix de Turquie
23 pilotes sont présents sur la grille puisque Lucas di Grassi prend le départ depuis la voie des stands avec un nouveau moteur. À l’extinction des feux, Mark Webber, en pole position, et son coéquipier Sebastian Vettel, troisième, profitent du côté propre de la piste pour prendre la tête au premier virage. Lewis Hamilton reprend l’avantage sur Vettel après quelques centaines de mètres et, au premier passage, les premiers sont Webber, Hamilton, Vettel, Jenson Button, Michael Schumacher, Nico Rosberg, Robert Kubica, Felipe Massa, Vitaly Petrov, Kamui Kobayashi, Adrian Sutil et Fernando Alonso. Nico Hülkenberg et Sébastien Buemi se sont légèrement touchés dans ce tour et doivent passer par leur stand chausser de nouvelles gommes.
En tête de course, Webber est suivi comme son ombre par Hamilton et le duo creuse l’écart sur Vettel, repoussé à deux secondes. Kobayashi et Rubens Barrichello rentrent les premiers changer de pneus au dixième tour, Alonso s’arrête au tour suivant, puis au douzième tour Petrov, Sutil et de la Rosa l’imitent. Kubica, Massa et Liuzzi s'arrêtent au treizième tour, Vettel, Schumacher et Jaime Alguersuari au suivant, Webber, Hamilton et Rosberg au quinzième et enfin Button au dix-septième. Vettel réalise la meilleure opération à la suite des arrêts aux stands en prenant la deuxième place à Hamilton. Au dix-huitième tour, Webber est en tête devant Vettel à 1 s, Hamilton à 1 s 4, Button à 2 s, Schumacher à 18 s, Rosberg à 19 s, Kubica à 20 s, Massa à 22 s, Petrov à 23 s et Alonso à 25 s.
Au vingtième tour, les Red Bull mènent toujours la course devant les McLaren. À 30 secondes du leader, Schumacher devance Rosberg, Kubica, Massa, Petrov, Alonso et Kobayashi. Au trente-quatrième tour, Jarno Trulli abandonne sa monoplace sur le bas-côté de la piste alors que son équipier Heikki Kovalainen rentre au stand pour abandonner lui aussi. Au trente-septième tour, Webber mène toujours avec moins d'une seconde d‘avance sur Vettel, Hamilton à 1 s, Button à 2 s, Schumacher à 37 s, Rosberg et Kubica à 40 s, Massa à 41 s, Petrov et Alonso à 43 s. Au trente-neuvième tour, Vettel attaque Webber et, alors qu'il a pris l’avantage, se rabat sur son coéquipier, ce qui provoque une double sortie de piste. Vettel abandonne alors que Webber doit rejoindre son stand et reprend la piste en troisième position devant Schumacher, Rosberg, Kubica, Massa, Petrov, Alonso et Kobayashi. Lewis Hamilton est désormais en tête de la course devant son équipier Button.
La pluie, très légère, fait son apparition au quarante-cinquième tour mais les pilotes conservent tous leurs pneus. Profitant de l'averse, Button porte une attaque sur Hamilton à la fin du quarante-septième tour et le passe mais Hamilton reprend l'avantage dès le premier virage du tour suivant. Il ne reste plus que quatre tours lorsqu’Alonso attaque Petrov pour le gain de la huitième place : ils se touchent légèrement et Petrov crève à l’avant-droit. Après un passage par son stand, Petrov ne reprend la piste qu’en quinzième position.
Le classement ne bouge plus lors des derniers tours et Lewis Hamilton signe sa première victoire de sa saison devant Button, Webber, Schumacher, Rosberg, Kubica, Massa, Alonso, Sutil et Kobayashi qui inscrit son premier point de la saison.
Si Webber, avec 93 points, conserve la tête du championnat du monde, les pilotes McLaren réalisent la bonne opération du week-end puisque Button remonte à la deuxième place avec 88 points, juste devant Hamilton (84 points). Vettel, le grand perdant, est désormais seulement cinquième, à un point de Fernando Alonso (78 contre 79). Chez les constructeurs, le 46e doublé de McLaren permet à l'écurie de prendre la tête du championnat avec un point d'avance sur Red Bull Racing (172 points contre 171). Ferrari est maintenant troisième avec 146 points, tandis que Mercedes Grand Prix, quatrième, possède désormais 100 points. Le reste du classement n'évolue qu'en bas de tableau où BMW Sauber inscrit son premier point de la saison.

### Grand Prix du Canada

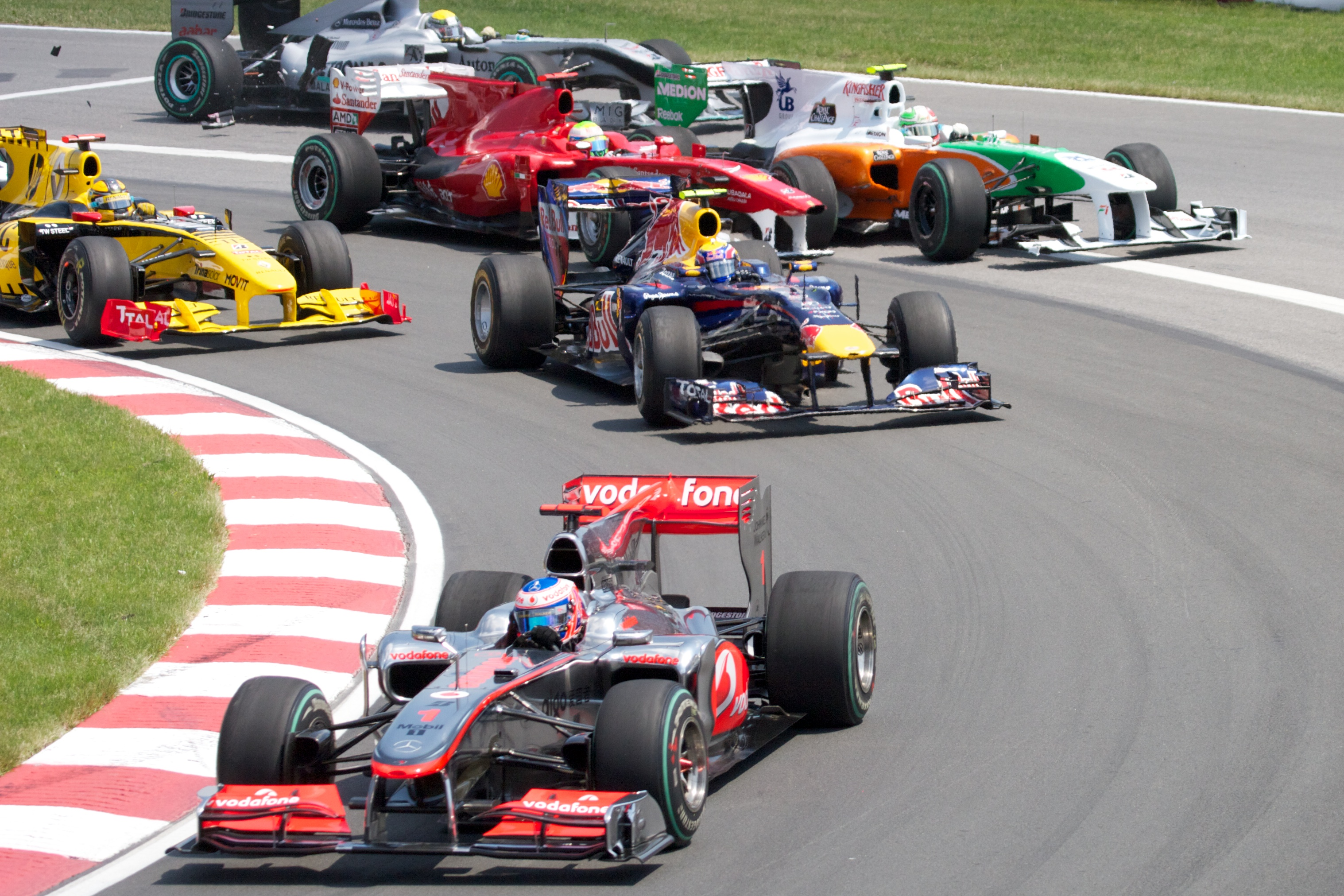
Le départ mouvementé de l'épreuve

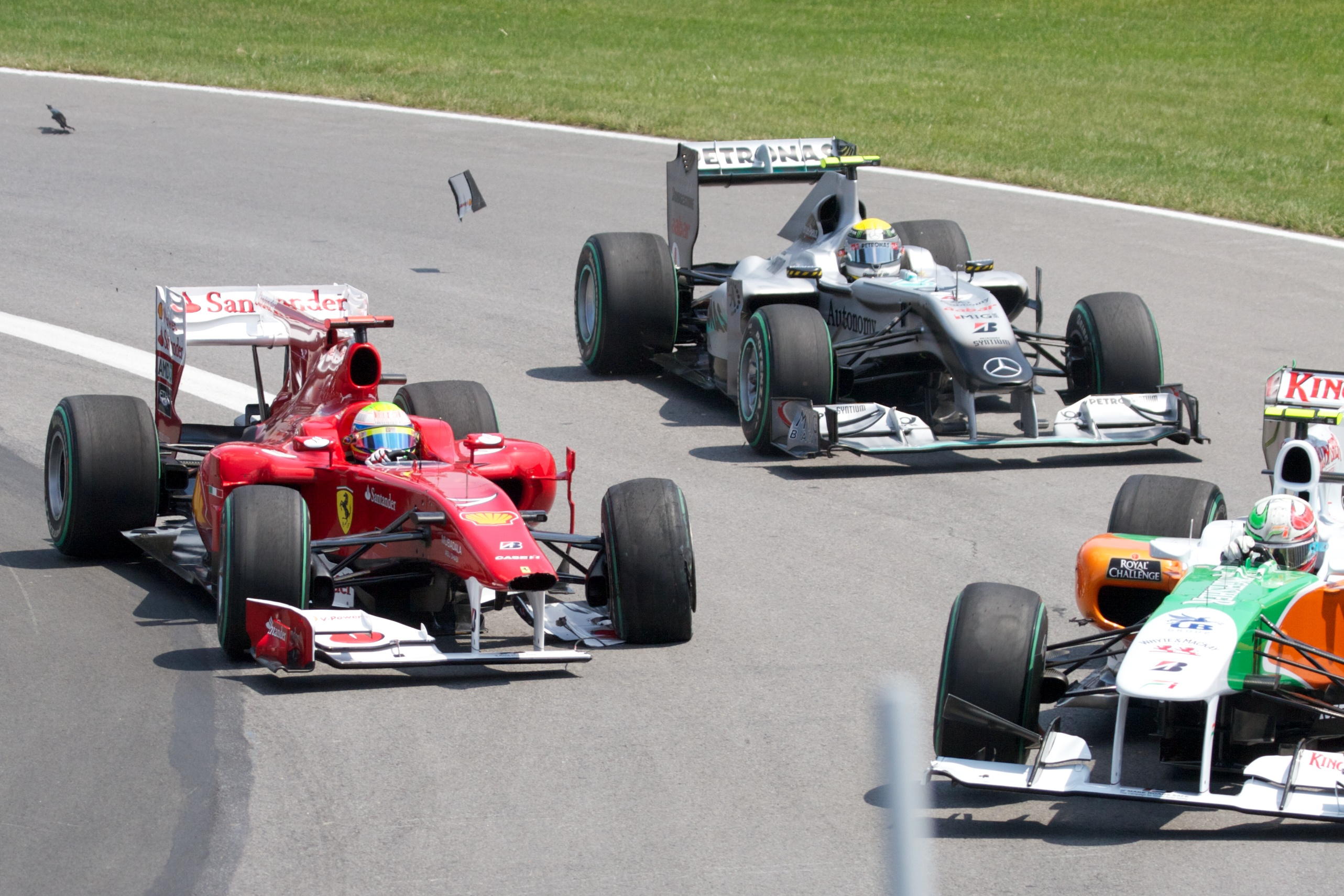
L'accrochage Massa-Liuzzi du premier tour

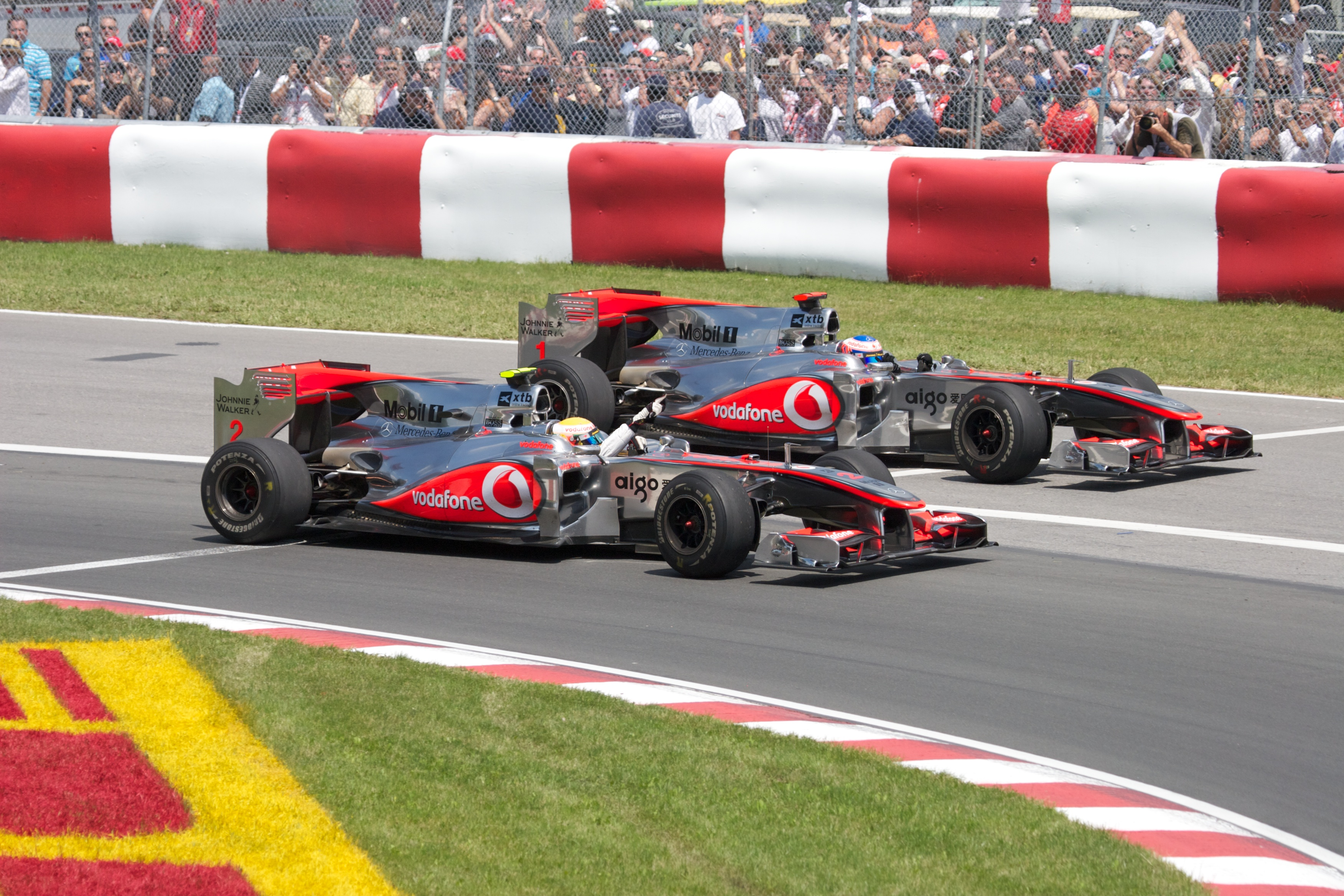
Lewis Hamilton décroche la 13e victoire de sa carrière et Jenson Button termine second de l'épreuve

Pour la première fois de la saison, les vingt-quatre monoplaces sont présentes sur la grille de départ. Parmi les dix premiers de la grille de départ, seuls Sebastian Vettel, Mark Webber et Robert Kubica sont chaussés en pneus durs. À l’extinction des feux, Lewis Hamilton, en pole position, poursuit en tête devant Vettel, Fernando Alonso, Jenson Button, Webber, Kubica, Adrian Sutil et Michael Schumacher. Plus loin, la situation est confuse car Vitantonio Liuzzi et Felipe Massa s’accrochent à trois reprises et doivent passer aux stands changer leurs ailerons. Vitaly Petrov, qui a volé le départ, accroche Pedro de la Rosa tandis que Kamui Kobayashi part à la faute et crashe sa monoplace.
Au troisième passage sur la ligne, Hamilton devance Vettel, Alonso, Button, Webber, Kubica, Sutil et Schumacher. Webber prend alors l’avantage sur Button au quatrième tour. Dès le tour suivant, Rosberg et Jarno Trulli s’arrêtent changer de pneus, imités au sixième tour par Button, Sutil et Hulkenberg puis par Hamilton, Alonso, Alguersuari et Barrichello. Alonso et Hamilton ressortent des stands côte à côte et l’Espagnol prend l’avantage. Le top 10 au onzième tour est alors :  Vettel devant Webber à 3 secondes, Schumacher à 7 s, Buemi à 9 s, Alonso à 12 s, Hamilton à 13 s, Button à 18 s, Kubica à 22 s, Sutil à 23 s et Kovalainen à 24 s.
Rubens Barrichello change ses pneus au 11e tour, Schumacher au 12e, Webber au 13e, Vettel -qui choisit l’option tendre- et Schumacher au 14e et enfin Sébastien Buemi, qui menait un Grand Prix pour la première fois de sa carrière, au 15e. Kubica manque de s’accrocher avec Schumacher qui le tasse dans l’herbe et les deux pilotes doivent couper la chicane ensemble pour éviter une sortie définitive de piste. Alonso se fait passer par Hamilton qui devient leader de la course devant Alonso, Button, Vettel, Webber, Kubica, Sutil et Buemi, les cinq premiers se tenant en moins de 9 secondes. Au fil des tours, Hamilton ne parvient pas à décrocher Alonso et les cinq premiers sont en moins de 7 secondes au 24e passage.
Entre les 23e et 35e tour, tous les pilotes sauf Webber, Massa, Trulli et Lucas di Grassi effectuent un nouveau changement de pneumatiques et le classement au 36e tour est le suivant : Webber, Hamilton à 12 s, Alonso à 13 s, Button à 16 s, Vettel à 17 s, Kubica à 34 s. Webber, qui ne s’est arrêté qu’une seule fois, est en difficulté avec ses pneumatiques alors qu’Hamilton et Alonso reviennent sur lui : Hamilton le dépasse à au 49e tour et prend la tête de la course. Webber change ses pneus au tour suivant et tente d’aller au bout de l’épreuve en pneus tendres, il reprend la piste en cinquième place derrière Hamilton, Alonso, Button et Vettel.
Quelques minutes plus tard, Alonso est gêné par un retardataire et Button lui subtilise la deuxième place : les McLaren sont désormais en tête de la course. Kubica change ses pneus pour la troisième fois au 59e tour et se retrouve septième. Il signe alors le record du tour. Massa s’accroche avec Schumacher en tentant de le doubler et doit changer son aileron. À deux tours du terme, Schumacher est dépassé par Liuzzi et Sutil et se retrouve hors des points. Hamilton remporte son deuxième succès de sa saison devant son coéquipier Button. Alonso termine sur la plus petite marche du podium devant Vettel, Webber, Rosberg, Kubica, Buemi, Liuzzi et Sutil.
Hamilton prend la tête du championnat du monde avec 109 points, Button conserve sa seconde place avec 106 points, Webber étant désormais troisième avec 103 points. Alonso et Vettel suivent (94 et 90 points), devant Rosberg et Kubica au coude-à-coude (74 et 73 points). Chez les constructeurs, McLaren passe la barre des 200 points (215) et devance Red Bull Racing (193 points) et Ferrari (161 points). Les autres écuries sont reléguées à plus de 50 points, Mercedes Grand Prix comptant 108 points et Renault 79.

### Grand Prix d'Europe

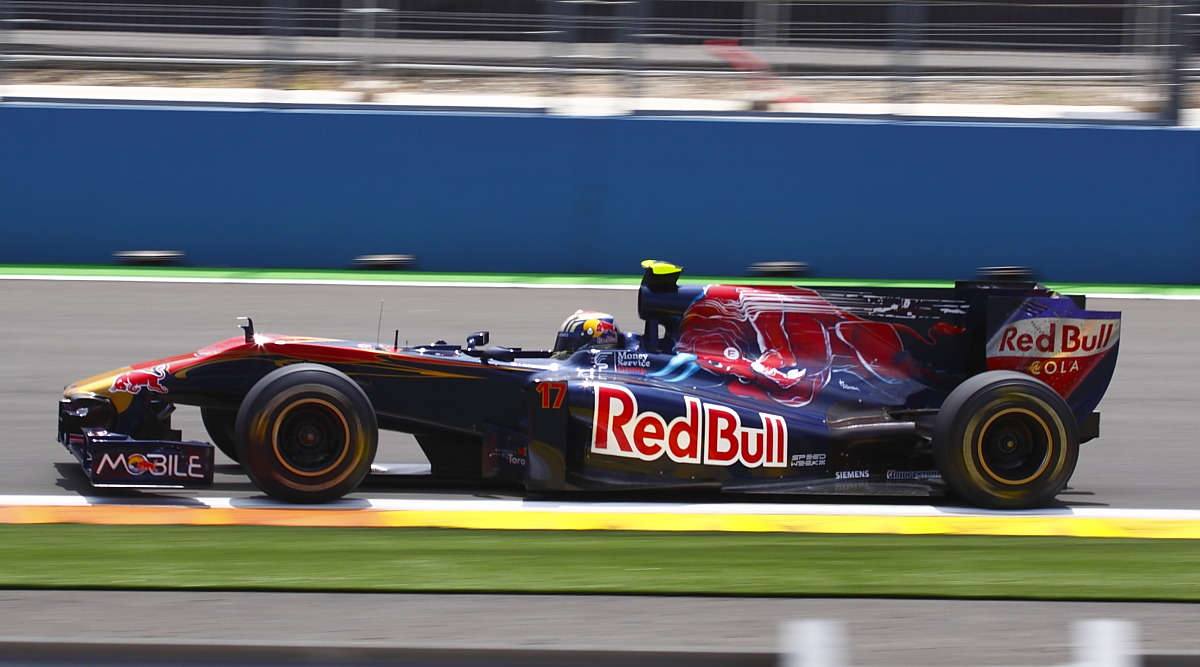
Jaime Alguersuari au GP d'Europe 2010

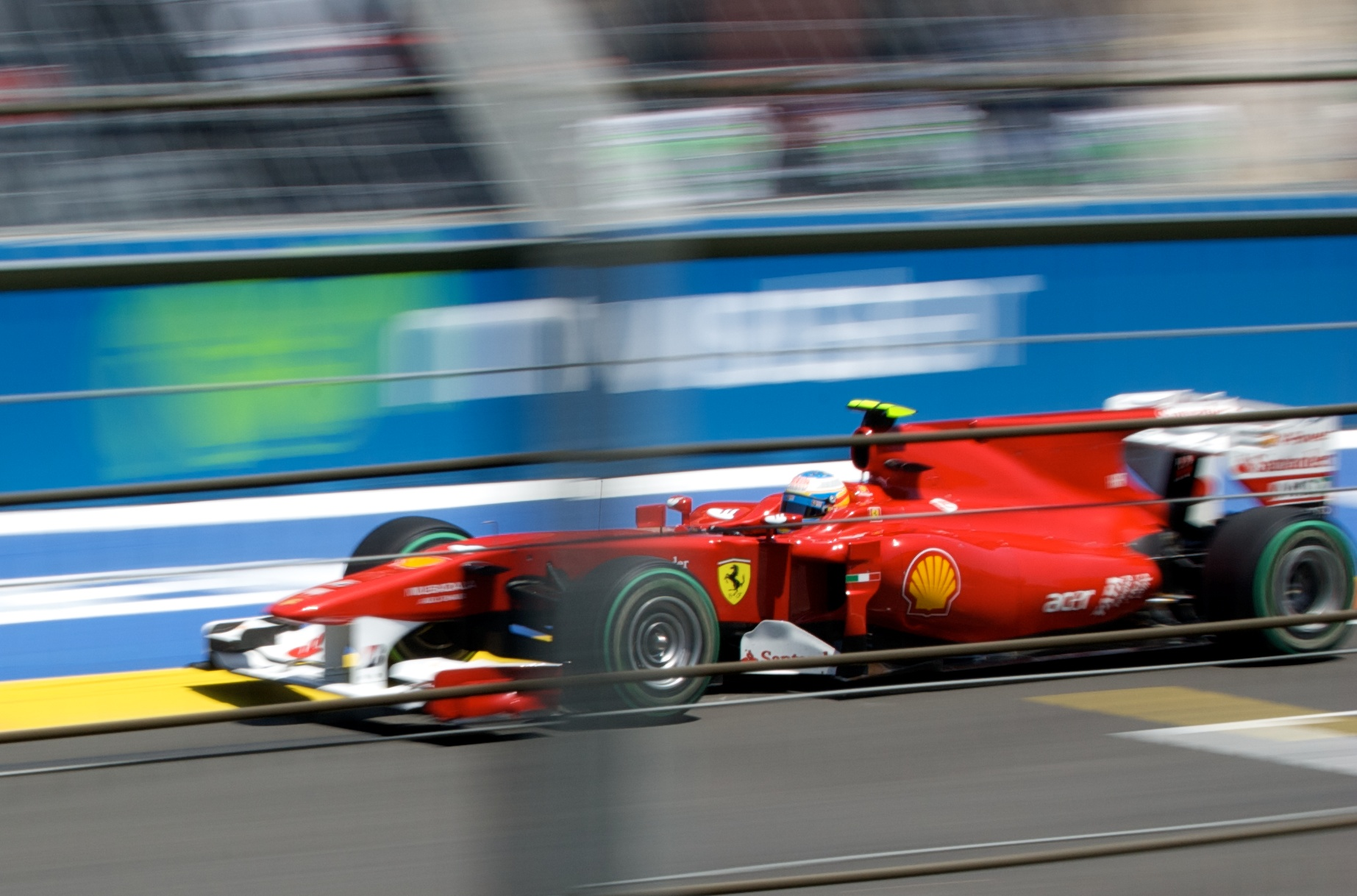
Fernando Alonso lors du GP d'Europe 2010

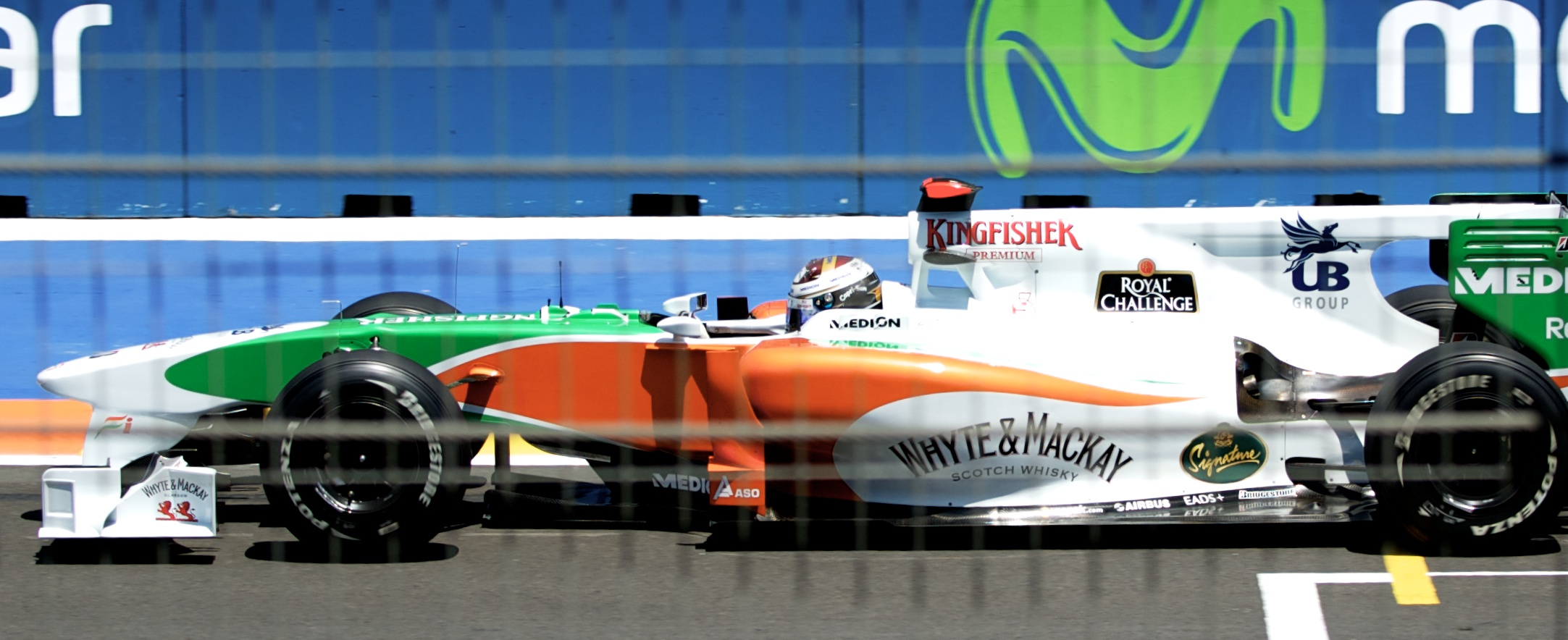
Adrian Sutil lors du GP d'Europe 2010

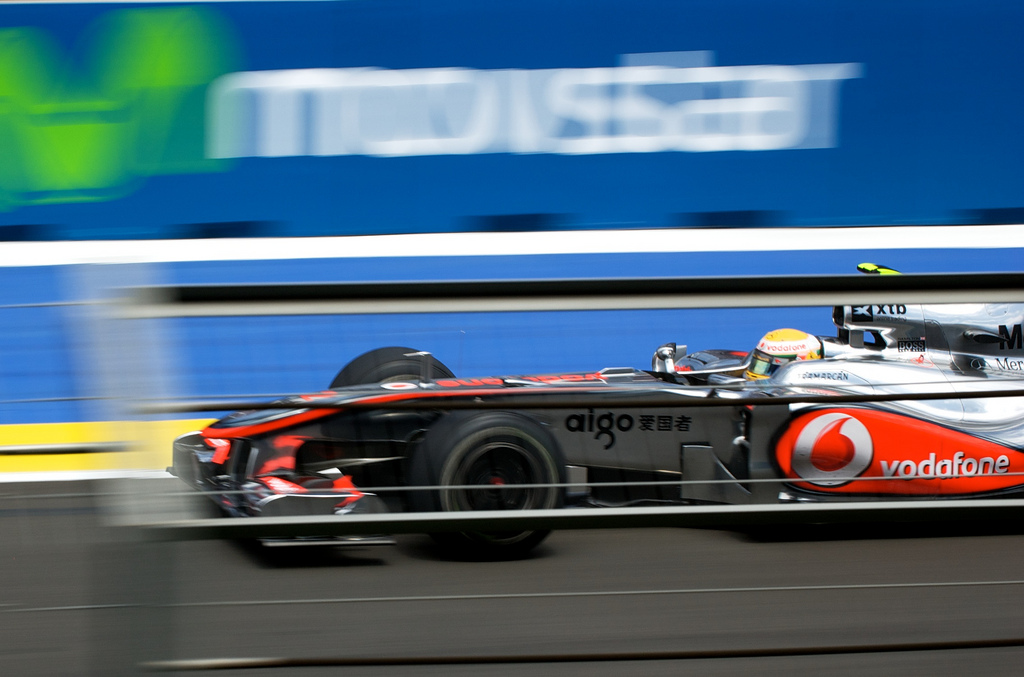
Lewis Hamilton lors du GP d'Europe 2010

À l’extinction des feux, Vettel, en pole position, prend un bon départ alors que son coéquipier Mark Webber, second mais sur la partie sale de la piste, est dépassé par Lewis Hamilton et Fernando Alonso, puis dégringole au classement. À l’issue du premier tour, Vettel devance Hamilton, Alonso, Felipe Massa, Robert Kubica, Jenson Button, Rubens Barrichello, Nico Hülkenberg, Webber, Sébastien Buemi, Michael Schumacher et Adrian Sutil. Trulli passe par son stand pour changer son aileron avant.
Au quatrième tour, Vettel précède Hamilton de 3 secondes, Alonso de 5 s, Massa de 6 s, Kubica de 7 s, Button de 9 s, Barrichello de 10 s, Hülkenberg de 11 s et Webber de 11 s 5. Webber est le premier à changer de pneus au 7e tour ; il reprend la piste en 18e position et rattrape rapidement Heikki Kovalainen. Il le percute à l’arrière en tentant de le doubler, effectue un demi-looping avant de retomber sur l’arceau de sécurité, puis part en un demi-tonneau pour s’encastrer dans un mur de pneus. Bien que les deux monoplaces soient détruites, les deux pilotes s’en sortent sans dommage physique.
Alors que la voiture de sécurité entre en action, Kubica, Button, Barrichello, Buemi, Sutil, Hülkenberg, Pedro de la Rosa, Vitaly Petrov, Vitantonio Liuzzi et Karun Chandhok rentrent immédiatement changer de pneus, imités dès le tour suivant par Vettel, Hamilton, Alonso, Massa et Jaime Alguersuari.
Le classement derrière la voiture de sécurité est Vettel devant Hamilton, Kamui Kobayashi, Button, Barrichello, Kubica, Buemi, Sutil, Hülkenberg, Alonso, de la Rosa, Petrov, Rosberg, Liuzzi, Lucas di Grassi, Timo Glock, Massa, Alguersuari, Schumacher, Chandhok, Bruno Senna et Trulli. La course est relancée au 14e tour et le grand perdant de cette neutralisation est la Scuderia Ferrari puisqu’Alonso se retrouve 10e et Massa 17e tandis que Kobayashi, qui ne s’est pas arrêté, occupe la troisième place.
Au 18e tour, Vettel devance toujours Hamilton à 1 s, Kobayashi à 8 s, Button à 9 s, Barrichello à 10 s, Kubica à 10 s 5, Buemi à 11 s 5, Sutil à 12 s, Alonso à 13 s et Hülkenberg à 13 s 5. Au 20e tour, la direction de course sanctionne Hamilton d’un drive-through pour avoir dépassé la voiture de sécurité alors qu’elle entrait en piste à la suite de l'accident de Webber. Il purge sa pénalité au 27e passage et conserve sa deuxième place devant Kobayashi. Au 29e tour Vettel précède Hamilton de 14 s, Kobayashi de 16 s, Button de 18 s, Barrichello de 21 s, Kubica de 22 s, Buemi de 25 s, Sutil de 25 s 5, Alonso de 26 s 5 et Hülkenberg de 28 s. Kobayashi est le seul pilote du top 10 qui doit encore changer obligatoirement de pneus avant l’arrivée. Schumacher s’arrête une troisième fois changer de pneus alors que Glock et Senna sont en pleine lutte : si Hamilton hésite à leur prendre un tour, Kobayashi et Button ont encore plus de mal car Glock et Senna s’accrochent juste devant eux et doivent rejoindre leur stand pour réparer leurs monoplaces.
En tête de la course, Vettel dispose désormais d’une avance de 11 s sur Hamilton au 40e passage Kobayashi étant à 17 s et Button à 18 s 5. Au 43e tour, la direction de course informe que Button, Barrichello, Hülkenberg, Kubica, Petrov, Sutil, Liuzzi, Buemi et de la Rosa sont sous investigation pour leur comportement derrière la voiture de sécurité. Hülkenberg ne sera pas sanctionné car il abandonne au 50e alors qu’il était dixième, ce qui permet à Pedro de la Rosa d’entrer dans les points.
Kobayashi, toujours troisième, rentre au 53e tour pour changer de pneus et reprend la piste en 9e position dans le sillage de Fernando Alonso. Le Japonais le dépasse à deux tours de l’arrivée et fait de même sur Buemi dans le dernier virage. Sebastian Vettel remporte la victoire, Hamilton termine à la deuxième place devant Button, Barrichello, Kubica, Sutil, Kobayashi, Buemi, Alonso et de la Rosa. Ce classement n’est pourtant pas définitif et sera modifié car les pilotes sous investigation écopent tous de 5 secondes de pénalité : Alonso est finalement reclassé huitième, Buemi neuvième et Nico Rosberg dixième, au détriment de Pedro de la Rosa éjecté de la zone des points.
Au championnat du monde, Lewis Hamilton conserve la tête avec 127 points, juste devant son coéquipier Jenson Button (121 points) et Sebastian Vettel (115 points). Mark Webber est désormais quatrième avec 103 points et Alonso n'est plus que cinquième avec 98 points. Chez les constructeurs, McLaren, avec 248 points, dispose de 30 points d'avance sur Red Bull Racing, Ferrari étant troisième avec 165 points devant Mercedes Grand Prix (109 points). En bas de classement, BMW Sauber réalise une belle opération en marquant 6 points d'un coup pour revenir au contact de Scuderia Toro Rosso.

### Grand Prix de Grande-Bretagne

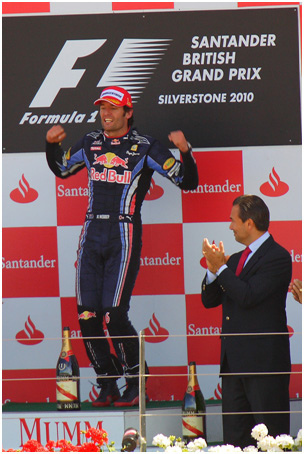
Mark Webber, vainqueur du Grand Prix

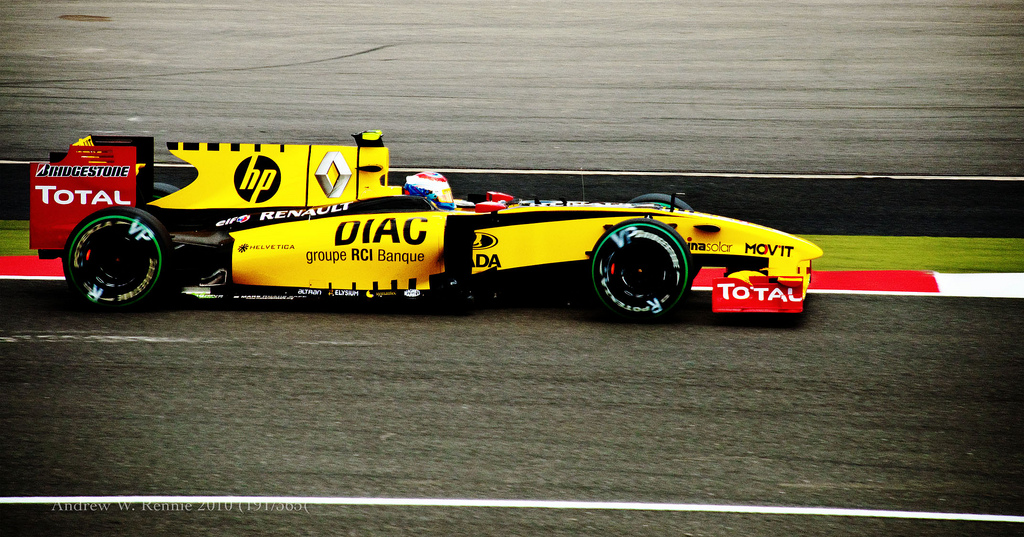
Vitaly Petrov à Silverstone en 2010

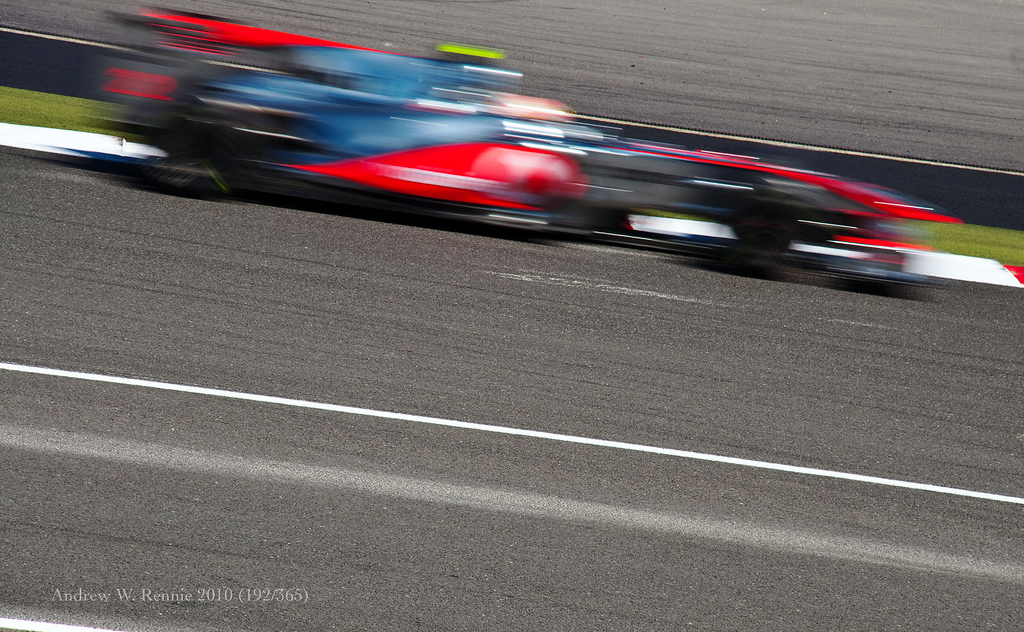
Lewis Hamilton à domicile en 2010

À l’extinction des feux, Mark Webber, en première ligne mais sur le côté sale de la piste, prend l’avantage sur le poleman Sebastian Vettel qui cherche à le tasser mais sort de la piste. Felipe Massa, touché par son coéquipier Fernando Alonso et Vettel, touché par Lewis Hamilton rentrent tous deux à la fin du premier tour avec un pneu crevé. Au premier passage Webber devance Hamilton, Robert Kubica, Nico Rosberg, Alonso, Rubens Barrichello, Michael Schumacher, Jenson Button, Kamui Kobayashi et Sutil.
Au sixième tour, le classement des dix premiers n’a pas changé tandis que Massa est 20e et Vettel 24e et dernier. Schumacher est le premier à changer ses pneus au 11e tour, suivi au fil des tours par Alonso, Barrichello, Kobayashi, Kubica, Pedro de la Rosa, Rosberg, Sutil, Vitaly Petrov, Hamilton, Sébastien Buemi et le leader Webber au 17e. Alors qu'Alonso et Kubica sont à la lutte, le pilote espagnol prend le meilleur sur son rival en coupant une chicane : la direction de course annonce qu’une enquête est lancée sur cet incident.
Button et Sakon Yamamoto changent de pneus au 21e tour, suivis par Heikki Kovalainen et Karun Chandhok au 22e, Timo Glock au 24e puis Jarno Trulli au 25e tour. À l’issue de ces changement de gommes, le classement est désormais Webber toujours leader devant Hamilton à 6 secondes, Nico Hülkenberg à 26 s, Rosberg à 31 s, Alonso à 32 s, Button à 33 s, Jaime Alguersuari à 38 s, Barrichello à 39 s, Kobayashi à 40 s. Au vingt-sixième tour, la direction de course inflige un drive-through à Alonso à la suite de son dépassement irrégulier sur Kubica, qui entre-temps a abandonné sur casse mécanique.
Hülkenberg change de pneus au 27e tour, juste avant l’entrée en piste de la voiture de sécurité : Sutil a légèrement accroché Pedro de la Rosa dans le tour précédent et l’aileron arrière de la Sauber s’est à-demi désintégré et a répandu des débris de carbone sur la piste. Alguersuari et Vitantonio Liuzzi changent de pneus au 28e tour alors que la voiture de sécurité est en piste. Fernando Alonso, obligé d’attendre qu’elle rentre pour enfin purger sa pénalité, voit sa course ruinée : il ressort des stands en seizième position.
Le classement au 35e tour est : Webber, Hamilton, Rosberg, Button, Barrichello, Kobayashi, Sutil, Schumacher, Hülkenberg, Petrov, Vettel, Alguersuari, Massa, Liuzzi, Alonso, Buemi, Trulli, Glock, Kovalainen, Chandhok et Yamamoto. Deux tours plus tard, Vettel profite d’une erreur de Petrov pour lui ravir la dixième place et entrer dans les points avant de s’installer en neuvième position après avoir dépassé Hülkenberg. Il s’empare ensuite de la huitième place de Schumacher au quarantième tour. En tête de la course, Webber compte 5 s 2 d'avance sur Hamilton au 42e tour. Rosberg est troisième à 20 secondes, poursuivi par Button. Sebastian Vettel est quant à lui à l’attaque de la septième place d’Adrian Sutil et le passe dans le dernier tour.
Mark Webber remporte la victoire devant Hamilton et Rosberg. Button, Barrichello, Kobayashi, Vettel Sutil, Schumacher et Hülkenberg complètent le top 10. Au classement des pilotes, Hamilton conserve la tête devant son coéquipier Button (145 contre 133 points) tandis que Webber rafle la troisième place à son coéquipier Vettel (128 contre 121 points). Alonso, bredouille à Silverstone, conserve sa cinquième place avec huit points d'avance sur Rosberg, désormais sixième à la place de Kubica. Plus bas dans le classement, Kobayashi réalise à nouveau une bonne opération et pointe désormais au 12e rang. Au classement des constructeurs, McLaren conforte sa position de leader en stabilisant son écart avec Red Bull Racing (30 points contre 31 inscrits ce week-end, soit 278 contre 249 en championnat) et en repoussant Ferrari qui n'inscrit aucun point et stagne à 165 unités. Mercedes Grand Prix est un solide quatrième avec 126 points, d'autant plus que Renault F1 Team repart la besace vide de Grande-Bretagne. En bas de classement BMW Sauber ravit la place de huitième à la Scuderia Toro Rosso.

### Grand Prix d'Allemagne

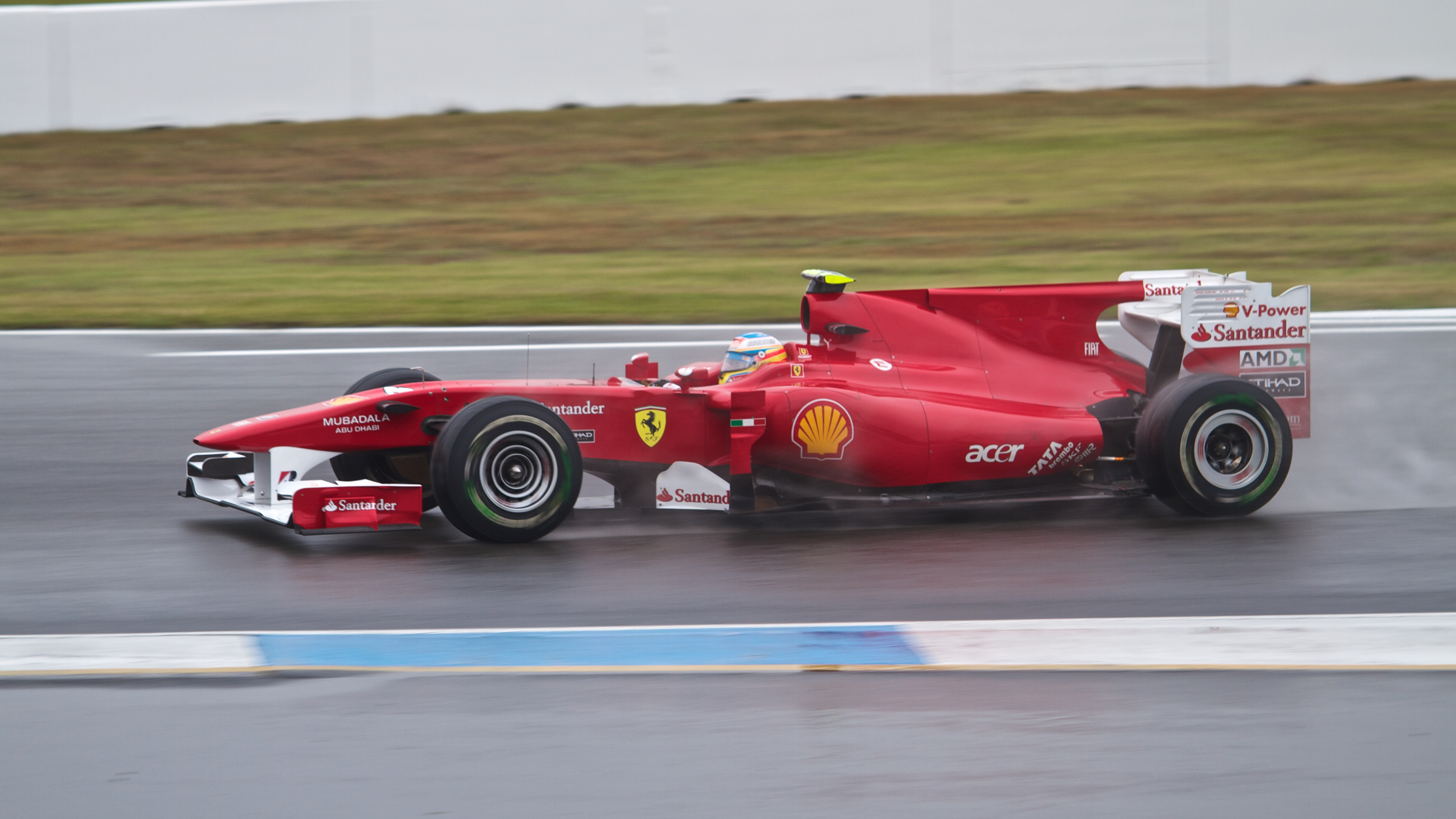
Fernando Alonso signe une victoire contestée à Hockenheim

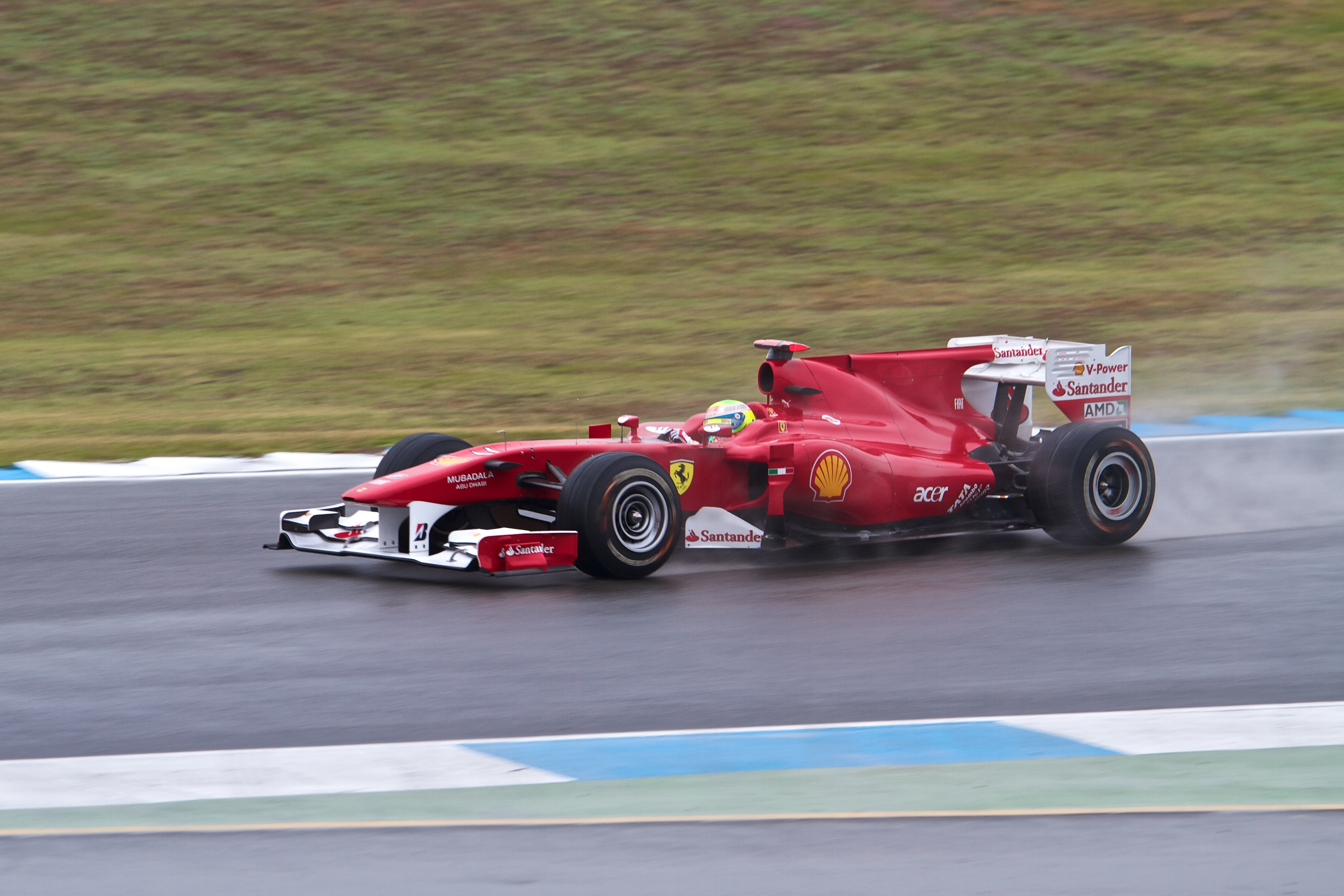
Longtemps leader de la course, Felipe Massa a cédé la victoire à son coéquipier

À l’extinction des feux, Sebastian Vettel, en pole position, serre Fernando Alonso contre le muret des stands et laisse ainsi la porte ouverte à Felipe Massa, troisième sur la grille, qui prend la tête de la course dès le premier virage. Au premier passage, Massa devance Alonso, Vettel, Lewis Hamilton, Mark Webber, Jenson Button, Robert Kubica, Michael Schumacher, Nico Rosberg et Kamui Kobayashi. Adrian Sutil, Vitantonio Liuzzi, Sébastien Buemi, Jarno Trulli et Jaime Alguersuari repassent par leur stand pour réparer les dégâts causés dans un accrochage ou à cause de souci techniques.
En tête de course, Massa creuse un petit écart et, au sixième tour, compte une avance de 1 seconde sur Alonso, 3 s sur Vettel, 4 s sur Hamilton, 5 s sur Webber, 8 s sur Button, 12 s sur Kubica, 13 s sur Schumacher, 14 s sur Rosberg et 15 s sur Kobayashi. Vettel rentre le premier chausser des gommes dures au douzième tour, Alonso et Webber l’imitent au tour suivant, Massa, Hamilton, Schumacher et Barrichello au quatorzième passage.
Massa reprend piste devant Alonso, de plus en plus menaçant car Vettel revient sur lui. Profitant du dépassement de retardataires, Alonso tente de dépasser Massa qui conserve néanmoins sa première place. Au vingt-cinquième tour, le top 10 est constitué de Massa, Alonso à 2 s, Vettel à 4 s, Hamilton à 12 s, Button à 13 s, Webber à 14 s, Nico Hülkenberg à 24 s, Pedro de la Rosa à 30 s, Kubica à 33 s et Rosberg à 35 s.
En tête de course, Alonso se relance à l’attaque de Massa : au quarantième tour, il n’y a plus que 1 s 2 d’écart entre les deux pilotes. Au quarante-huitième tour, Massa laisse passer Alonso dans la ligne droite car la Scuderia vient de lui adresser ce message : « Fernando est plus rapide que toi. Peux-tu nous confirmer que tu as bien compris ce message ? ».
Si Fernando Alonso remporte la victoire, Ferrari est jugée coupable d’avoir donné un ordre d’équipe qui a interféré avec la course (violation de l'article 39.1 du règlement sportif de la Formule 1) et sera également convoqué devant le conseil mondial de la FIA pour avoir nuit à l’image de la Formule 1, selon l’article 151c du Code Sportif international. Felipe Massa termine second devant Sebastian Vettel, Lewis Hamilton, Jenson Button, Mark Webber, Robert Kubica, Nico Rosberg, Michael Schumacher et Vitaly Petrov. Au classement des pilotes Hamilton conserve la tête (157 points) devant son coéquipier Button (143 points). Les pilotes Red Bull sont à égalité de points (Webber et Vettel comptent 136 unités) et Alonso passe la barre des 100 points et se maintient à la cinquième place (123 points). Chez les constructeurs, le classement n'évolue pas, McLaren conserve la tête avec 300 points, devant Red Bull Racing (272 points) et Ferrari (208 points).

### Grand Prix de Hongrie
Sebastian Vettel, en pole position, s’engouffre en tête dans le premier virage devant Fernando Alonso. À l’issue du premier tour, les deux hommes devancent Mark Webber, Felipe Massa, Vitaly Petrov, Lewis Hamilton, Nico Rosberg, Robert Kubica, Rubens Barrichello, Nico Hülkenberg et Pedro de la Rosa.
Hamilton prend l’avantage sur Petrov dès le deuxième tour alors que Jaime Alguersuari abandonne. En tête de course, Vettel creuse l’écart et possède une avance de 6 secondes sur Alonso, 7 s sur Webber, 8 s sur Massa et 10 s sur Hamilton après six tours. Jenson Button est le premier à changer ses pneus au 14e tour, suivi par Vitantonio Liuzzi qui doit changer son aileron avant dont les débris trainant sur la piste provoquent la sortie de la voiture de sécurité au 15e tour.
Dès que la voiture de sécurité entre en piste, afin de ne pas perdre de temps derrière elle, Vettel, Alonso, Massa, Hamilton, Petrov, Rosberg, Kubica, Hülkenberg, de la Rosa, Adrian Sutil, Michael Schumacher, Sébastien Buemi, Lucas di Grassi, Heikki Kovalainen, Timo Glock, Bruno Senna et Sakon Yamamoto rejoignent leur stand immédiatement. En repartant de son emplacement, Rosberg perd sa roue arrière droite qui rebondit dans la pitlane, blesse un mécanicien Williams et crée la confusion chez les mécaniciens de Renault : ils libèrent alors Kubica alors que Sutil entre sur son emplacement : l’accrochage cause l’abandon du pilote Force India tandis que Kubica peut poursuivre sa course, avant d’être pénalisé par un drive-through à la suite de cet accrochage, puis d’abandonner au vingt-troisième tour.
Webber, qui n’a pas encore changé ses gommes, occupe la première place. Lors de la relance de la course, Vettel ralentit fortement Alonso derrière lui, ce qui favorise l’échappée de son équipier en tête : la direction de course indique qu’elle lance une enquête sur ce fait de course. Au 18e passage, Webber devance Vettel de 4 secondes, Alonso de 5 s, Hamilton de 6 s, Massa de 7 s, Barrichello et Petrov de 10 s et Hülkenberg de 11 s. Au vingt-troisième tour, Lewis Hamilton abandonne puis, au vingt-huitième tour, Vettel reçoit sa pénalité - drive-through -qu’il purge au 31e tour : il reprend la piste en troisième position, derrière Alonso.
Au 32e tour, Webber est toujours en tête de la course mais il ne s’est toujours pas arrêté changer de pneus. Alonso le suit à 14 secondes et Vettel à 18 s. Webber cherche à creuser un écart suffisant sur ses poursuivant avant de rentrer au stand, chose faite au 43e tour où il peut s’arrêter, changer ses pneus tendres contre des durs et reprendre la piste en tête.
Barrichello, qui occupait la sixième place, chausse enfin de nouveaux pneus au 55e tour et reprend la piste en onzième position, derrière Schumacher. Après une longue chasse, le Brésilien lui ravit la dixième place au 66e tour bien que Schumacher l’a serré contre le mur dans la ligne droite, forçant Barrichello à mettre deux roues dans l’herbe.
Mark Webber remporte sa quatrième victoire de la saison et prend la tête du championnat du monde. Fernando Alonso termine deuxième devant Vettel. Suivent Massa, Petrov, Hülkenberg, de la Rosa (qui inscrit ses premiers points de la saison), Button, Kobayashi (qui a effectué une remontée de 14 places) et Barrichello.
À l'issue de cette épreuve, les classements des championnats du monde sont totalement modifiés. Mark Webber est désormais en tête des pilotes avec 161 points et devance Hamilton (qui reste à 157 points), Vettel (151 points), Button (147 points), Alonso (141 points) et Massa (97 points). Chez les constructeurs, Red Bull Racing prend la tête avec 312 points et devance McLaren (304 points), Ferrari (238 points), Mercedes Grand Prix (132 points) et Renault (106 points).

### Grand Prix de Belgique

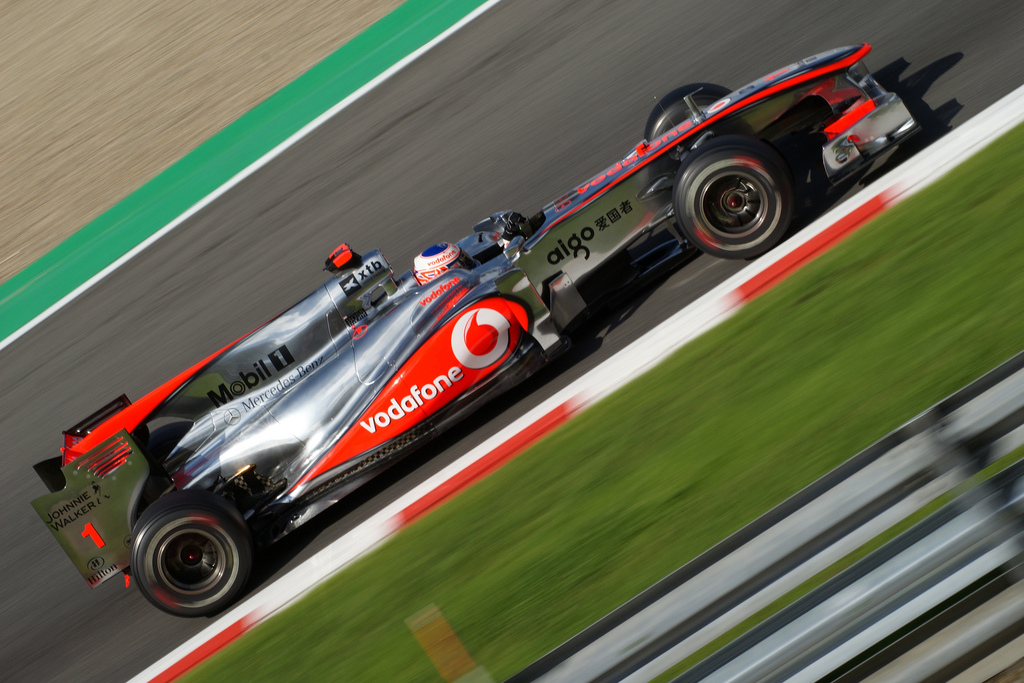
Jenson Button, alors second de la course, abandonne après avoir été accroché par Sebastian Vettel

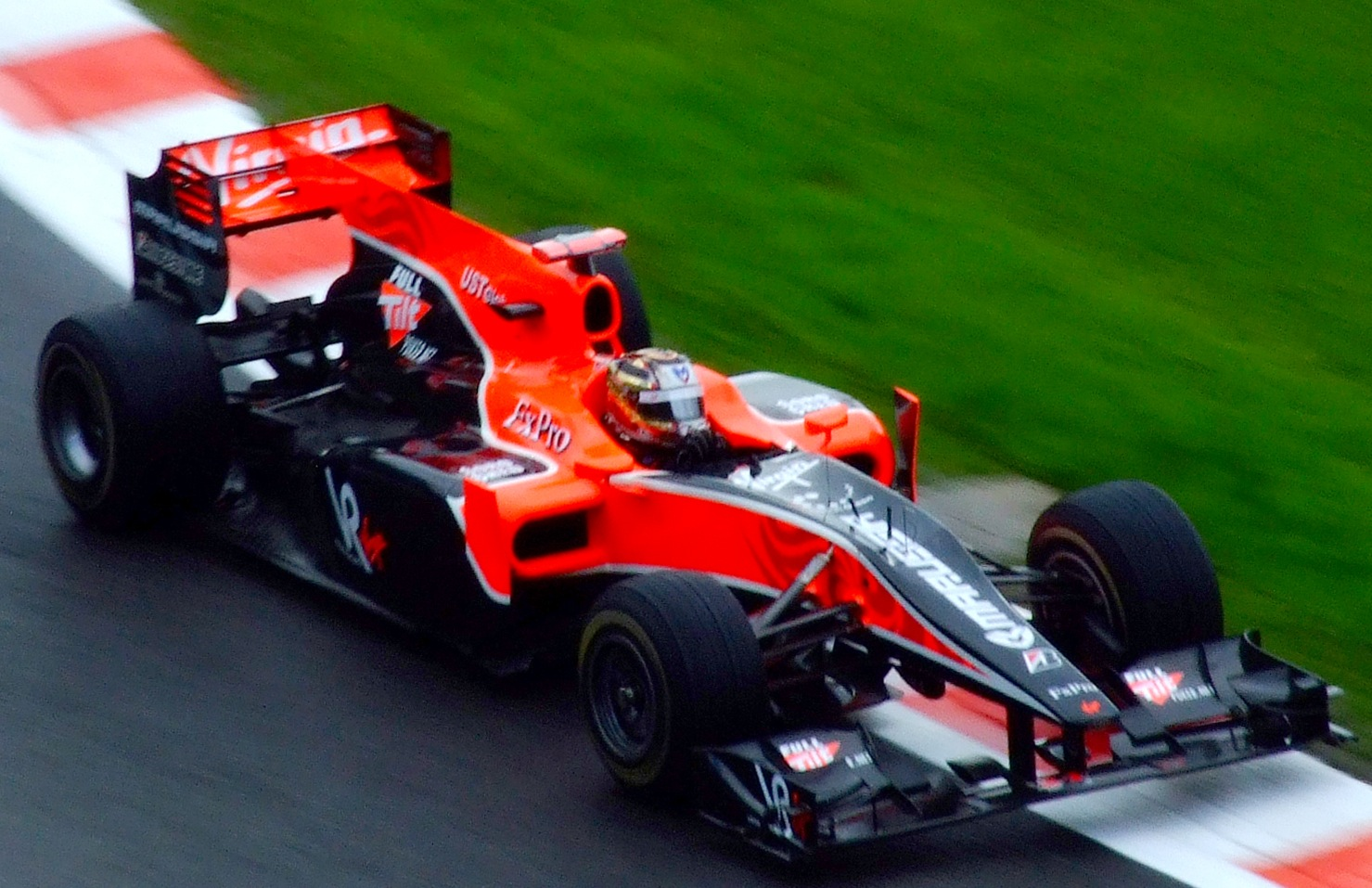
Timo Glock, sur Virgin VR-01 au GP de Belgique

C’est sur piste sèche que le départ du Grand Prix de Belgique est donné. À l’extinction des feux, Mark Webber, en pole position, manque complètement son départ et Lewis Hamilton prend la première position dans le premier virage, devançant Robert Kubica, Jenson Button, Sebastian Vettel, Felipe Massa et Adrian Sutil. La pluie fait son apparition avant même la fin de premier tour : de nombreux pilotes sortent de la piste dans le dernier virage, Barrichello perd le contrôle de sa Williams et percute violemment Alonso qui parvient pourtant à poursuivre la course alors que le Brésilien abandonne.
À la fin du premier tour, Pedro de la Rosa, Heikki Kovalainen, Timo Glock et Sébastien Buemi rentrent chausser des pneus pluie. Alonso rentre également pour faire contrôler l’état de sa monoplace et changer de gommes. La voiture de sécurité entre alors en piste pour permettre aux commissaires d’évacuer la voiture de Barrichello. Kamui Kobayashi, Jaime Alguersuari et Bruno Senna profitent de cette neutralisation pour changer de pneus mais lorsque la voiture de sécurité libère les pilotes au début du troisième tour, il ne pleut déjà plus : de la Rosa, Kovalainen, Senna, Buemi, Alguersuari et Alonso doivent à nouveau repasser par les stands chausser des pneus slicks.
Le classement au 5e passage est Hamilton leader devant son coéquipier Button, Vettel, Kubica, Webber, Massa, Sutil, Nico Hülkenberg, Vitantonio Liuzzi, Nico Rosberg, Vitaly Petrov et Michael Schumacher. En tête de course, Hamilton s’échappe : au 8e passage, il a un avantage de 5 s 5 sur Button, 6 s 1 sur Vettel, 7 s 4 sur Kubica, 8 s 2 sur Webber et 10 s 2 sur Massa. Alonso remonte progressivement dans le classement et pointe à la 14e au huitième passage. Liuzzi rejoint son stand au dixième tour pour changer de pneus et Schumacher profite de la lutte entre Petrov et Rosberg pour prendre l’avantage sur ce dernier.
À la fin du 15e tour, Sebastian Vettel, alors troisième, perd le contrôle de sa monoplace et accroche Jenson Button au freinage du dernier virage : Button abandonne alors que Vettel rejoint son stand pour réparer les dégâts sur sa monoplace tandis que les commissaires de course lui infligent un drive-through quelques minutes plus tard. Une pluie légère fait son apparition au 33e tour alors qu’Hamilton compte 12 s d’avance sur Kubica et 15 s d’avance sur Webber. Glock rentre le premier changer ses pneus, Buemi et Yamamoto s’arrêtent ensuite et donnent le signal à tous les autres concurrents. Hamilton fait une légère sortie de piste avant son arrêt tandis que Kubica glisse dans la pitlane et manque son emplacement dans les stands ce qui permet à Webber de lui ravir sa seconde place. Au 36e tour Hamilton n’a plus que 3 secondes d’avance sur Webber et 7 s sur Kubica. Massa, Sutil, Schumacher, Kobayashi, Alonso, Rosberg et Petrov, en pneus intermédiaires suivent.
La pluie s’intensifie alors et Alonso abandonne sur sortie de piste au 37e tour. Sa voiture étant revenue sur la piste après avoir touché le rail, la voiture de sécurité intervient pour la seconde fois. La course est relancée au 40e passage et Hamilton conserve sa position devant Webber, Kubica et Massa. Hamilton résiste jusqu’au bout pour signer sa troisième victoire de la saison. Webber termine à la deuxième place devant Kubica, Massa, Sutil, Rosberg, Schumacher, Kobayashi, Petrov et Alguersuari qui est déclassé pour avoir coupé la chicane au 42e tour pour prendre l’avantage sur Liuzzi, qui récupère le point.
Grâce à sa victoire, Lewis Hamilton reprend la tête du championnat du monde avec trois points d'avance sur Mark Webber (182 points contre 179). Vettel, troisième, est relégué à 31 points, Button à 36 points et Alonso à 41 points. Chez les constructeurs, Red Bull Racing ne possède plus qu'un point d'avance sur McLaren (330 points contre 329). Ferrari (250 points), Mercedes Grand Prix (146 points) et Renault F1 Team (123 points) sont désormais distancés par les deux écuries de tête.

### Grand Prix d'Italie

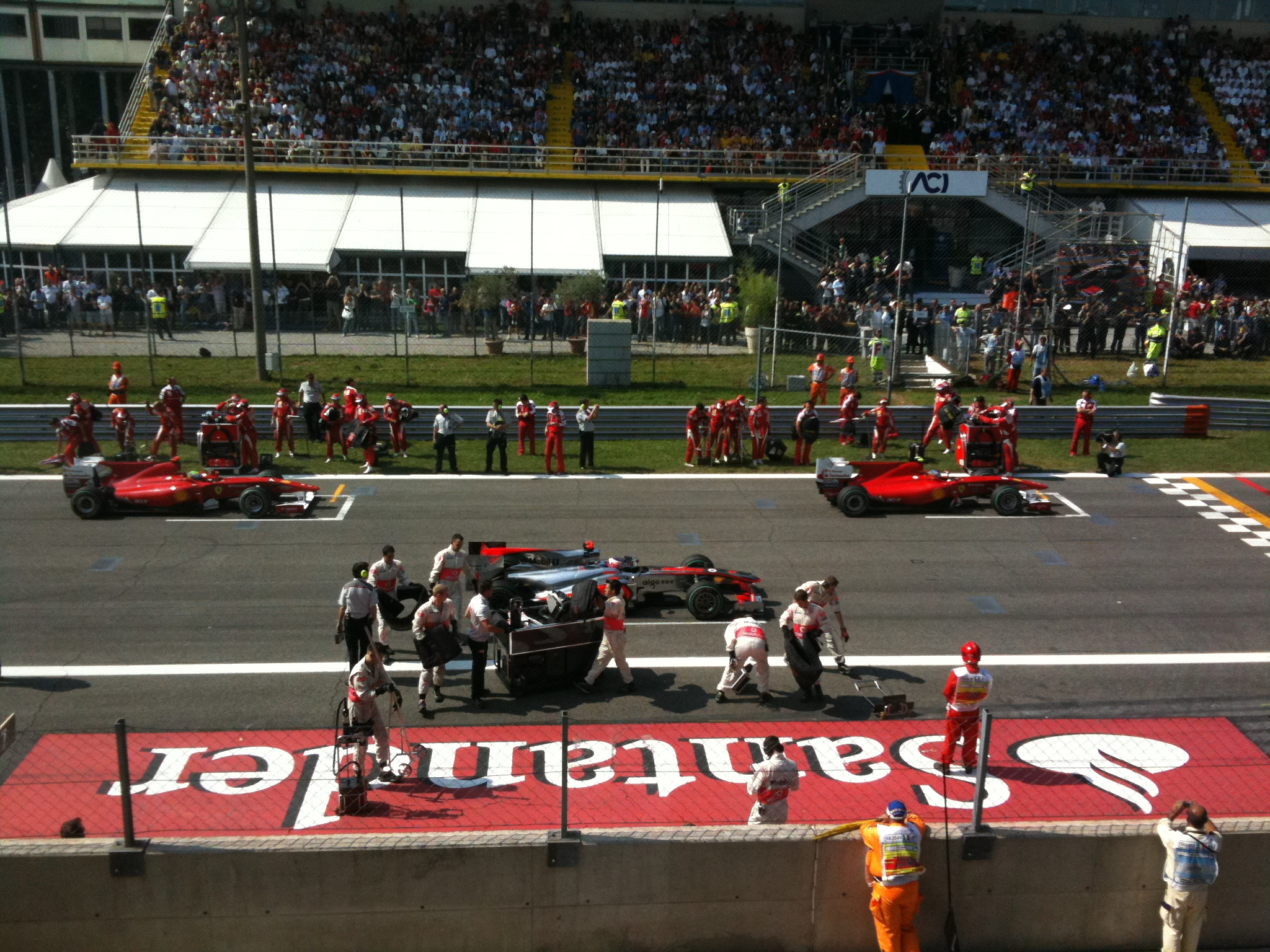
La mise en grille du Grand Prix

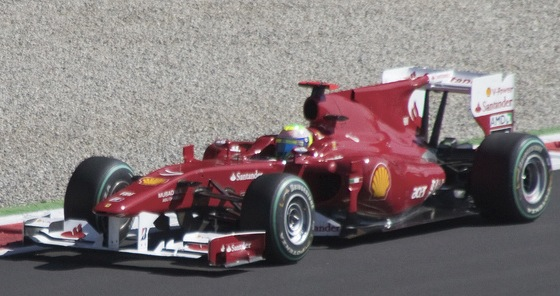
Felipe Massa au Grand Prix d'Italie

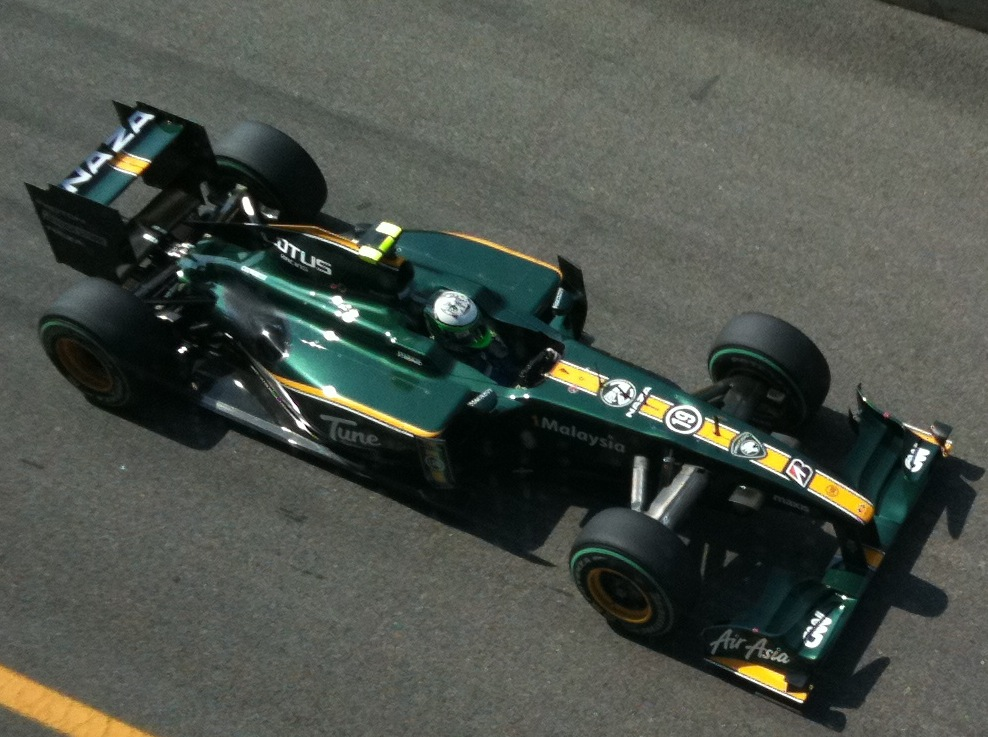
Heikki Kovalainen au Grand Prix d'Italie

À l’extinction des feux, Jenson Button prend le meilleur départ et dépasse le poleman Fernando Alonso qui conserve l’avantage sur Felipe Massa. Kamui Kobayashi prend quant à lui le départ depuis la pitlane à la suite de problèmes de boîte de vitesses et abandonne avant de boucler son premier tour. Quelques secondes après le départ, dans la chicane, Lewis Hamilton attaque Massa pour le gain de la troisième place mais l’accroche, casse une biellette de direction et abandonne. Au premier passage sur la ligne, Button précède Alonso, Massa, Nico Rosberg, Robert Kubica, Nico Hülkenberg, Sebastian Vettel, Michael Schumacher et Mark Webber.
En tête de la course, Button, Alonso et Massa forment un trio séparé par moins de 2 secondes au 10e passage. Rosberg suit à 7 s et Kubica à 9 s. Au treizième tour, Button compte 1 s 6 d’avance sur Alonso et 3 s sur Massa. Au vingtième tour, Vettel connaît un problème de frein quand l’une des plaquettes reste bloquée sur un disque après le freinage pour la chicane Ascari, pénalisant son accélération. Vettel se fait dépasser par son coéquipier Webber dans la ligne droite avant de retrouver le plein usage de sa monoplace quelques instants plus tard. Au trentième tour, Button est toujours leader devant Alonso, Massa, Rosberg, Kubica, Hülkenberg, Webber, Vettel, Schumacher et Sébastien Buemi.
Vitantonio Liuzzi s’arrête au trente-et-unième tour pour changer ses pneus et est imité par Kubica et Buemi au 34e tour, Rosberg et Webber au 35e, Button au 36e, Alonso et Barrichello au 37e et Massa au 38e. Parmi les hommes de tête, seul Sebastian Vettel reste en piste et poursuit en pneus tendres. Le grand bénéficiaire de ces changements de pneus est Alonso qui reprend la piste devant le museau de la monoplace de Button. Au quarantième tour, Alonso précède Button de moins d'une seconde, Massa de 4 s, Vettel de 6 s, Rosberg de 25 s, Hülkenberg de 28 s et Webber de 29 s.
Fernando Alonso creuse peu à peu l’écart sur Button. Derrière lui, en 4e position, Vettel change enfin ses pneus à l’entame du dernier tour et conserve sa position alors que, quelques instants avant, Webber a enfin pris l’avantage sur Hülkenberg après un duel de plusieurs tours.
Fernando réalise le quatrième Hat-trick de sa carrière, Button et Massa l’accompagnent sur le podium. Rosberg, Hülkenberg, Webber, Vettel, Kubica, Schumacher et Barrichello complètent le top 10.
Bénéficiant de l'abandon de Lewis Hamilton, Mark Webber reprend la tête du championnat du monde avec 187 points, soit seulement cinq points d'avance sur son rival. Fernando Alonso réalise une bonne opération au championnat puisqu'il est désormais troisième devant Jenson Button, qui limite les dégâts tandis que Sebastian Vettel qui perd deux places. Les trois rivaux ne sont toutefois séparés que par quelques points (166/165/163 points). Felipe Massa est sixième avec 124 points et devance Nico Rosberg et Robert Kubica.
Chez les constructeurs, l'ordre du championnat n'évolue pas par rapport au Grand Prix précédent : Red Bull Racing (350 points) possède 3 points d'avance sur McLaren Racing et la Scuderia Ferrari suit avec 290 points.

### Grand Prix de Singapour

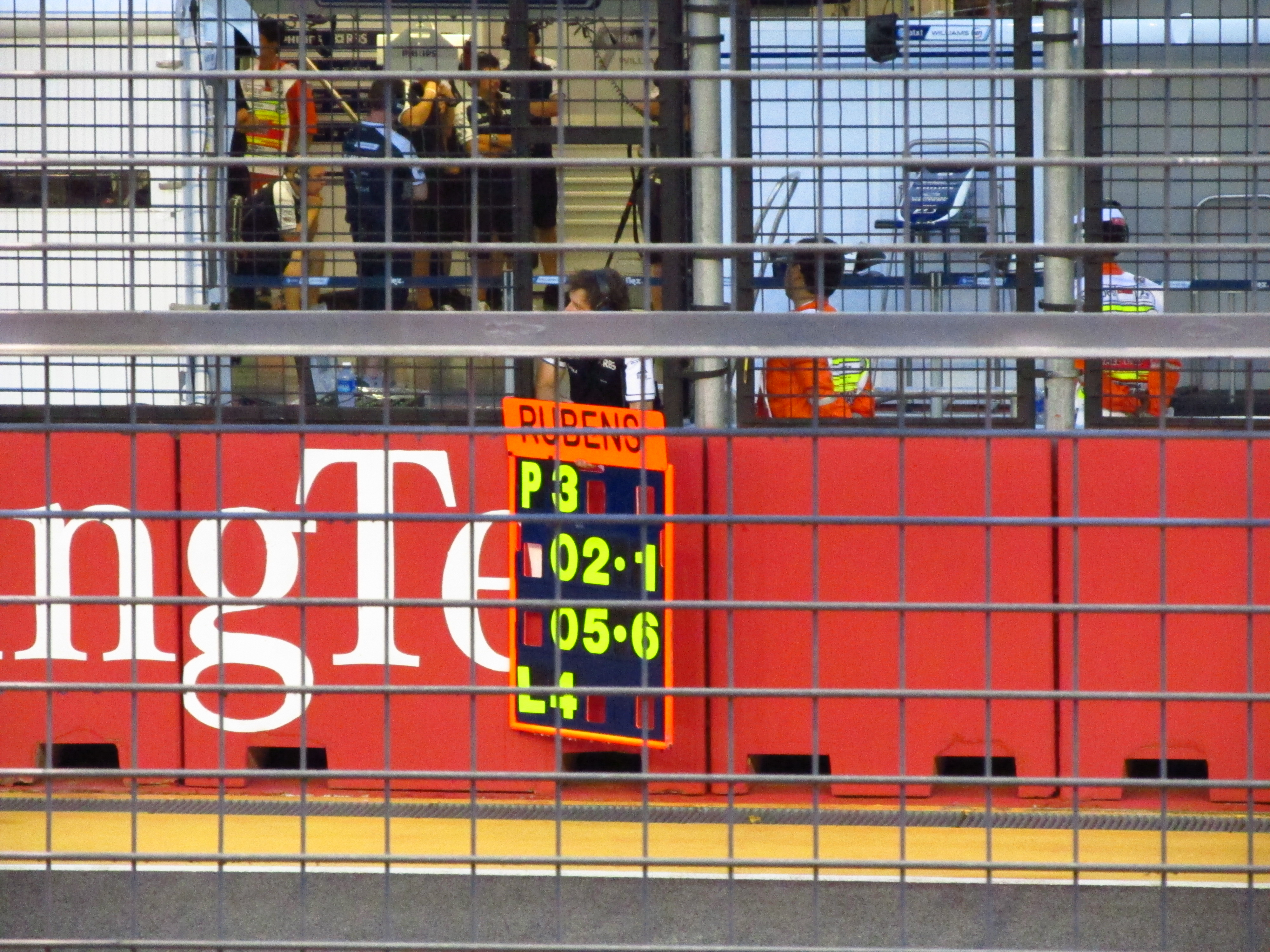
Panneautage pour Rubens Barrichello durant les essais libres

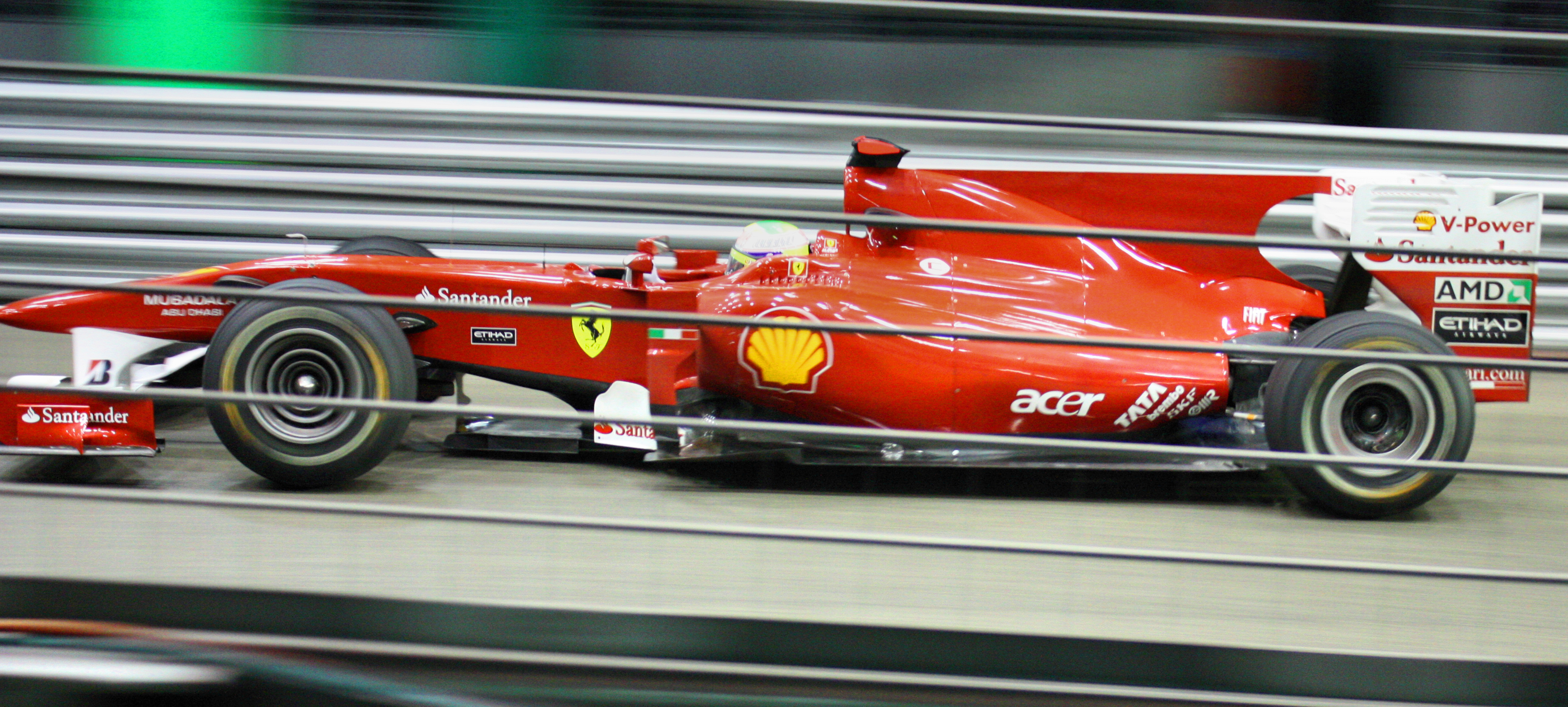
Felipe Massa à Singapour en 2010

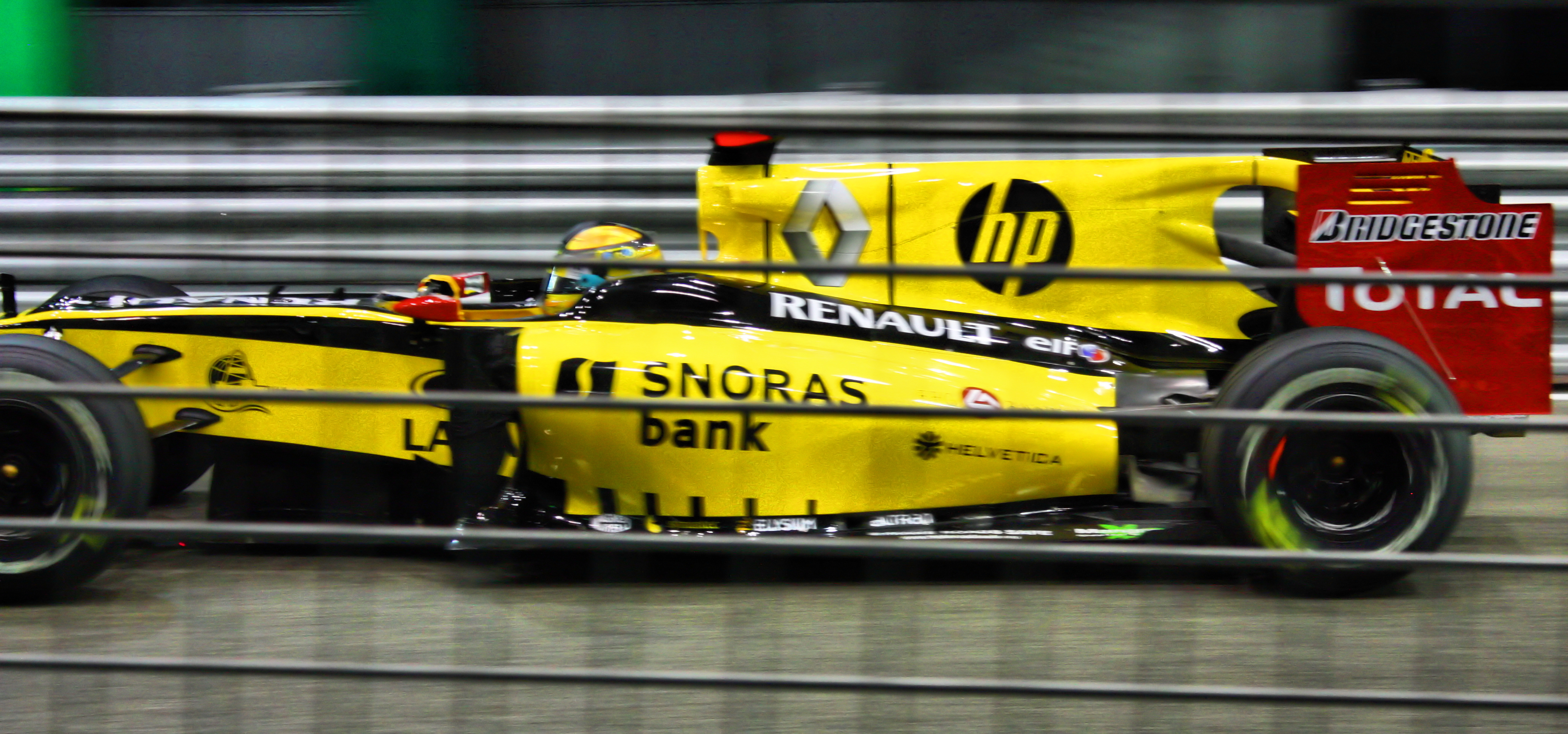
Robert Kubica à Singapour en 2010

Jaime Alguersuari prenant le départ depuis la pitlane, 23 pilotes se présentent sur la grille, tous en pneus slicks. À l’extinction des feux, Fernando Alonso, en pole position, s’engouffre dans le premier virage en première position après avoir résisté à Sebastian Vettel. Au premier passage, Alonso devance Vettel, Lewis Hamilton, Jenson Button, Mark Webber, Nico Rosberg, Robert Kubica et Rubens Barrichello.
Nick Heidfeld, qui fait son retour à la compétition, passe par son stand dès la fin du premier tour après avoir abîmé sa voiture. Massa, qui est parti de la dernière place sur la grille, rentre changer ses pneus tendres contre des durs pour ne plus avoir à s’arrêter d’ici la fin de la course. Vitantonio Liuzzi, à l’arrêt sur le circuit et provoque l’intervention de la voiture de sécurité dès le second tour. Profitant de la neutralisation de l’épreuve, Webber, Vitaly Petrov, Sébastien Buemi, Nico Hülkenberg, Adrian Sutil, Heikki Kovalainen, Jarno Trulli, Alguersuari, Christian Klien, Lucas di Grassi et Bruno Senna rentrent changer de gommes. Derrière la voiture de sécurité, Alonso devance désormais Vettel, Hamilton, Button, Rosberg, Kubica, Barrichello, Schumacher et Kobayashi.
Webber prend alors le meilleur sur Timo Glock et Kamui Kobayashi et occupe la neuvième place alors qu’Alonso devance Vettel d’une seconde, Hamilton de 3 s, Button de 5 s, Rosberg de 6 s et Kubica de 7 s. Webber poursuit sa remontée et dépasse Michael Schumacher : tous les pilotes qui le précèdent doivent désormais changer de pneus. À partir du vingt-cinquième tour, les McLaren, sujettes à des problèmes d’adhérence, perdent trois secondes sur les leaders. Hamilton change de pneumatiques au vingt-huitième tour, Alonso, Vettel et Button au tour suivant. Webber réussit son pari puisqu'il devance désormais Hamilton et Button tandis que Schumacher accroche Kobayashi et reprend la piste derrière Webber.
Au trente et unième tour, Kobayashi tape le mur, imité par Senna qui ne peut l’éviter : la voiture de sécurité intervient pour la deuxième fois. Kubica, Barrichello, Buemi et Klien se précipitent alors dans leur stand changer de pneus. Le classement derrière la voiture de sécurité est Alonso devant Vettel, Webber, Kubica, Hamilton, Button, Rosberg, Kubica, Barrichello, Sutil... La course est relancée au trente-cinquième tour et quelques instants plus tard, Hamilton profite du dépassement d’un attardé par Webber pour attaquer l’Australien. Les monoplaces se touchent et Hamilton abandonne. Quelques instants plus tard, Schumacher rejoint son stand avec un aileron avant abîmé à la suite d'un accrochage avec la Sauber de Nick Heidfeld.
Au trente-neuvième tour, Alonso est toujours en tête devant Vettel à 2 secondes, Webber à 9 s, Button à 11 s, Rosberg à 13 s, Kubica à 14 s, Barrichello à 17 s, Sutil à 21 s, Hülkenberg à 22 s et Massa à 23 s. Kubica change ses pneus après une crevaison à l’arrière-gauche et chute de la 6e à la 11e place. Dix tours plus tard, Alonso précède Vettel d’une seconde et Webber de 17 s puis suivent Button, Rosberg, Barrichello, Sutil, Hülkenberg, Massa, Petrov, Buemi et Kubica. Dans les derniers tours, aidé par ses pneus neufs, Kubica prend le meilleur sur Buemi, Petrov, Massa, Hülkenberg et Sutil qui recevra une pénalité de 20 secondes après l'arrivée, jugé coupable d’avoir tiré profit d’une erreur de pilotage dans le premier tour et d'avoir gagné des places en coupant la piste au virage no 7. Force India dépose alors une réclamation contre Hülkenberg qu’elle accuse d’avoir fait la même chose que Sutil. Les commissaires infligent 20 secondes de pénalité à Hülkenberg qui passe à son tour de la huitième à la dixième place.
Fernando Alonso décroche le premier chelem de sa carrière, Vettel termine deuxième devant Webber, Button, Rosberg, Barrichello, Kubica, Hülkenberg, Massa et Sutil. Il réalise ainsi une excellente opération au championnat du monde où il pointe désormais au second rang, à 11 points de Mark Webber (191 points contre 202). Lewis Hamilton et Jenson Button perdent tous deux une place (Hamilton est troisième et Button cinquième) tandis que Vettel est maintenant quatrième avec seulement 1 point de moins qu'Hamilton (181 points contre 182). Chez les constructeurs, le championnat n'évolue pas : Red Bull Racing est toujours en tête avec 383 points et devance McLaren (359 points), Ferrari (319 points), Mercedes (168 points) et Renault (133 points).

### Grand Prix du Japon

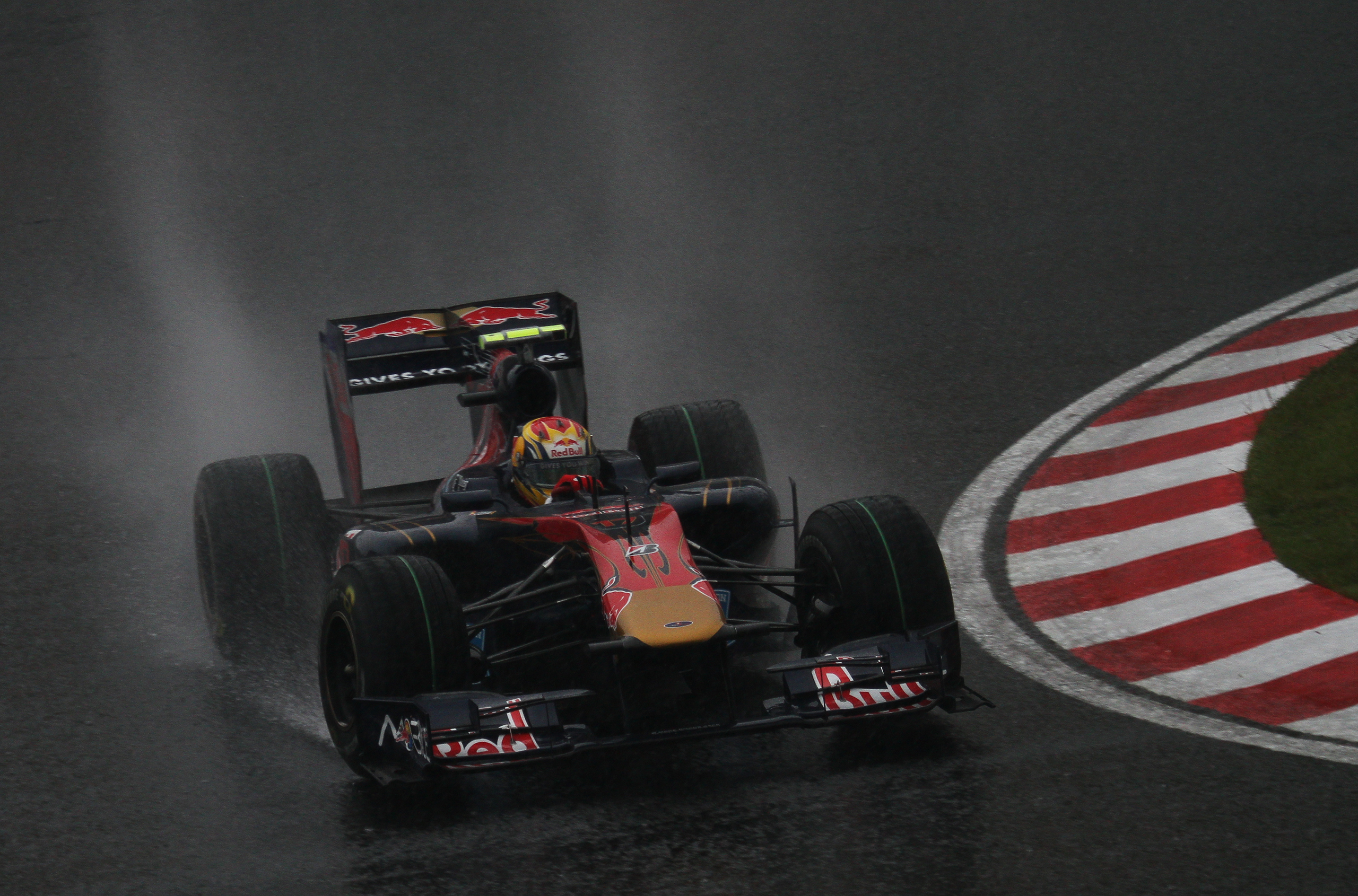
Jaime Alguersuari sous le déluge du samedi matin

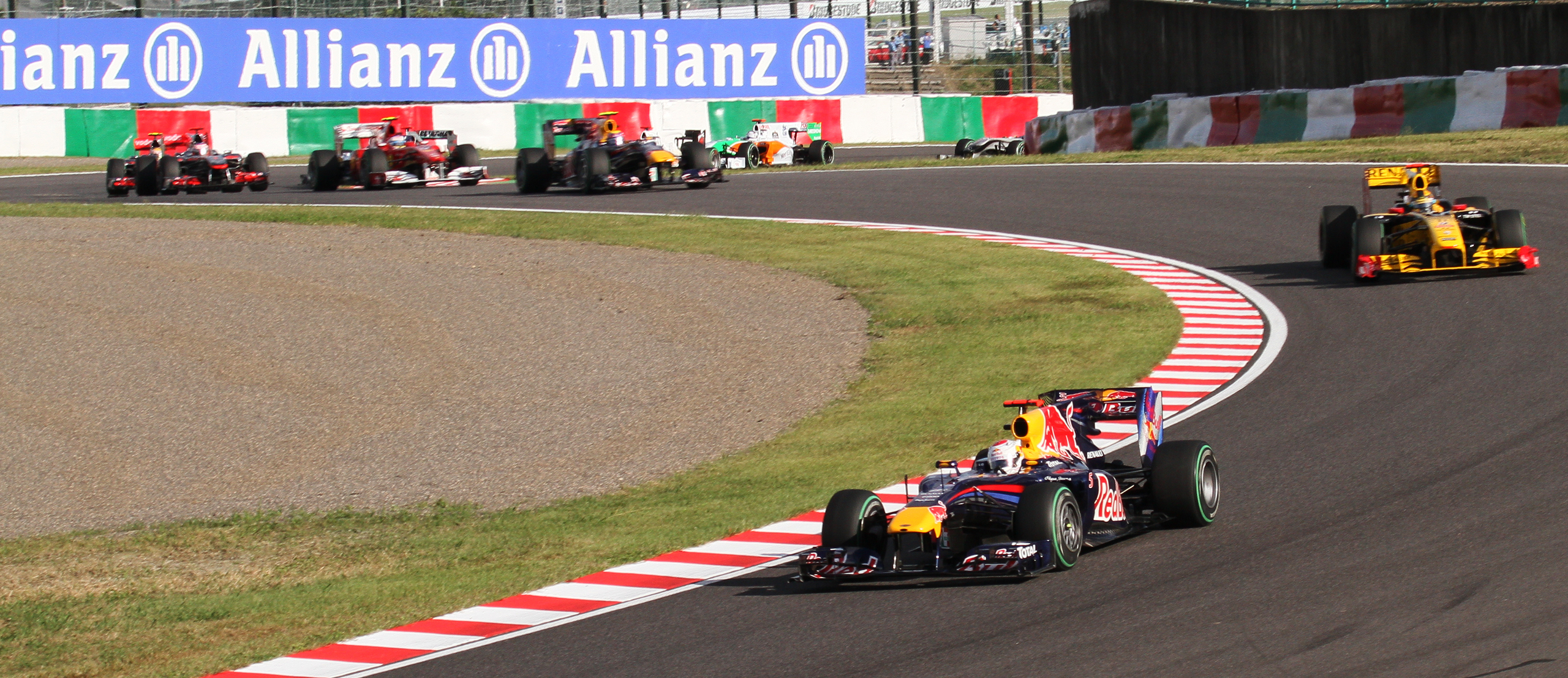
Vettel emmène la meute lors du premier tour du Grand Prix

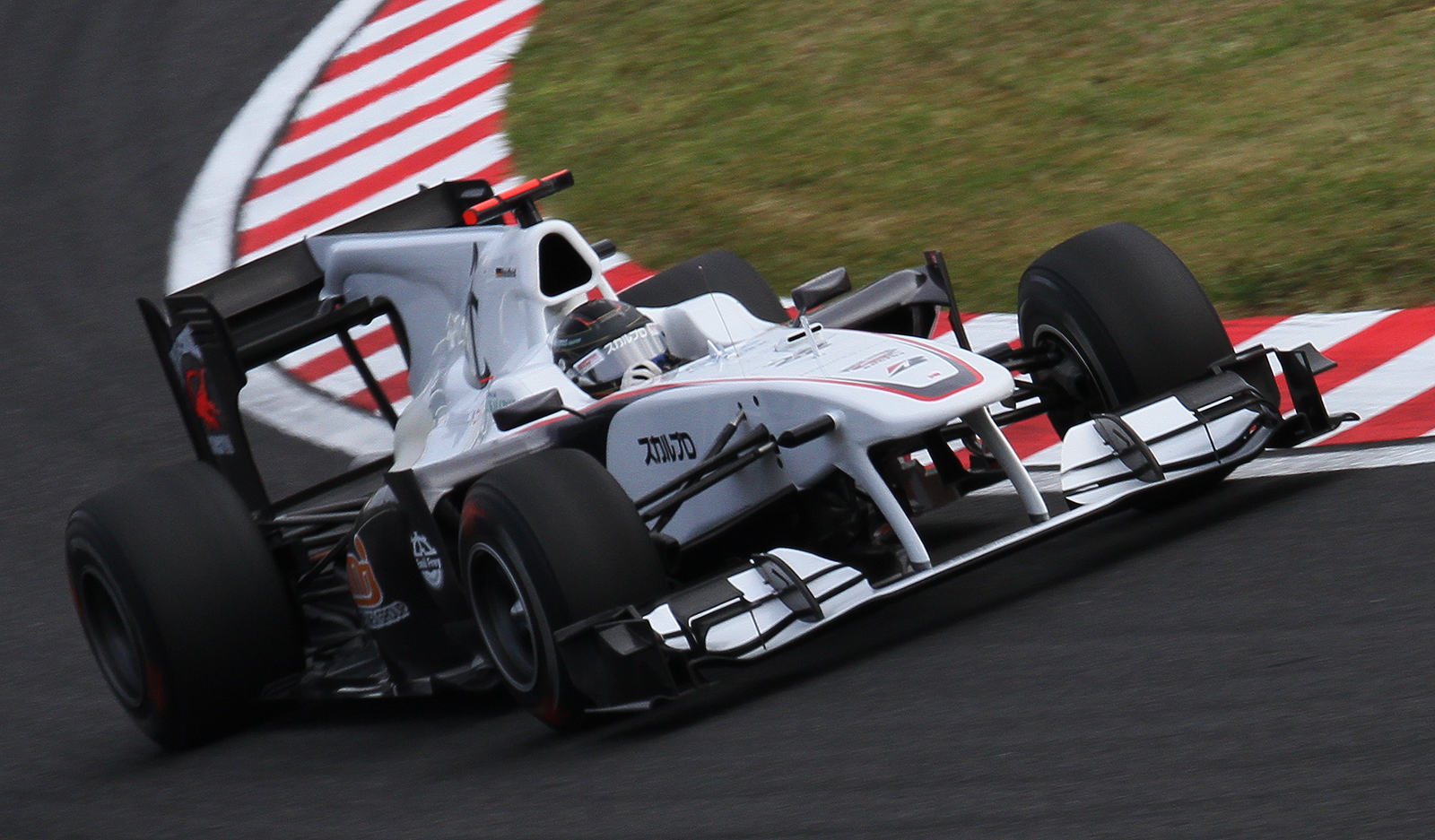
Nick Heidfeld entre dans les points pour son second GP de la saison

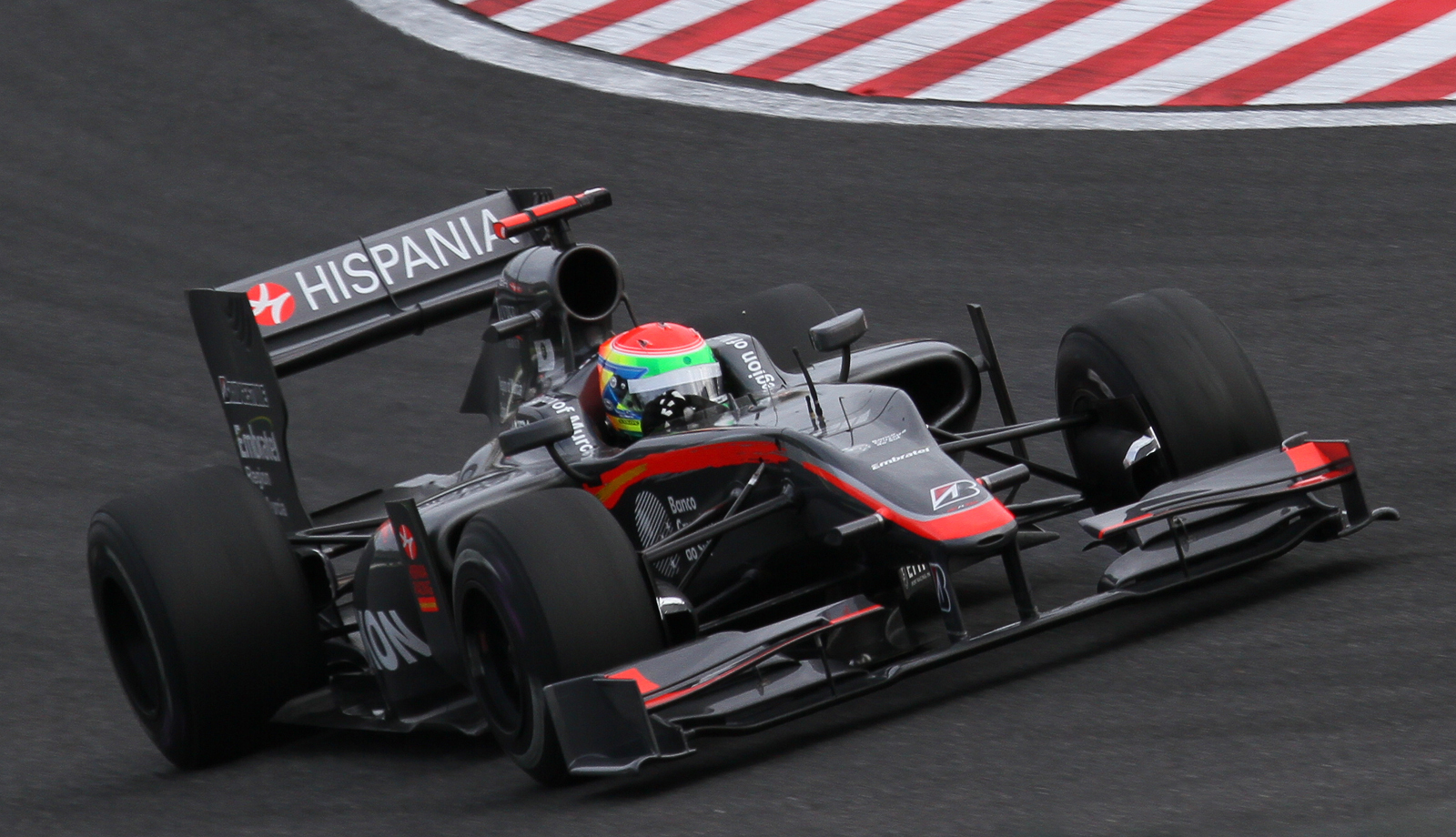
Sakon Yamamoto lors de son Grand Prix national

Seuls 23 pilotes se placent sur la grille de départ, Lucas di Grassi ayant écrasé sa Virgin dans le mur durant son tour de mise en grille. À l’extinction des feux, Sebastian Vettel, en pole position, s’engouffre en tête dans le premier virage devant Robert Kubica, Mark Webber et Fernando Alonso. Vitaly Petrov, qui s'est mieux élancé que Nico Hülkenberg, le dépasse mais se rabat sur lui, provoquant son abandon, et détruit sa monoplace contre le muret. Quelques secondes plus tard, Felipe Massa accroche Vitantonio Liuzzi, ce qui provoque l’abandon des deux pilotes.
La voiture de sécurité entre en piste avant la fin du premier tour et Nico Rosberg, Jarno Trulli, Timo Glock et Bruno Senna en profitent pour changer leurs pneumatiques. Le classement derrière la voiture de sécurité est alors Vettel devant Kubica, Webber, Alonso, Jenson Button (seul pilote de pointe à partir en pneus durs), Lewis Hamilton, Rubens Barrichello, Michael Schumacher, Nick Heidfeld, Adrian Sutil, Jaime Alguersuari et Kamui Kobayashi. Alors que le peloton est toujours derrière la voiture de sécurité, Kubica perd sa roue arrière droite et abandonne. Lorsque la voiture de sécurité rentre à l’entame du sixième tour, Schumacher prend l’avantage sur Barrichello.
Au neuvième passage, Vettel précède Webber de 1 seconde 6, Alonso de 4 s, Button de 5 s, Hamilton de 6 s, Schumacher de 8 s, Barrichello de 9 s, Heidfeld de 10 s, Sutil de 11 s et Alguersuari de 12 s. Kobayashi, devant son public, dépasse coup sur coup Alguersuari puis Buemi. Heidfeld et Sutil changent leurs pneus au dix-huitième tour, Barrichello s’arrête au vingtième, Alguersuari au tour suivant, Hamilton au vingt-deuxième, Schumacher au vingt-troisième, Vettel et Alonso au vingt-quatrième et Webber au vingt-cinquième.
Au trente-deuxième tour, Button, qui n’est pas passé par les stands, devance Vettel à 1 s 7, Webber à 3 s 5, Alonso à 9 s, Hamilton à 14 s, Kobayashi (qui n’a pas changé de pneus) à 27 s, Rosberg et Schumacher à 36 s, Heidfeld à 40 s et Barrichello à 43 s. Button et Kobayashi s’arrêtent enfin au trente-huitième tour. Hamilton perd l’usage de son troisième rapport bien qu’une nouvelle boîte de vitesses ait été installée sur sa monoplace.
Au quarante et unième tour, Vettel, qui a repris le commandement de la course, devance Webber à 2 s, Alonso à 5 s, Hamilton à 13 s, Button à 17 s, Rosberg à 42 s, Schumacher à 43 s, Heidfeld à 45 s, Barrichello à 48 s et Sutil à 50 s. À la fin du quarante-troisième tour, Hamilton s’écarte pour laisser passer son coéquipier Button, plus rapide que lui. Pendant ce temps Kobayashi dépasse Alguersuari, les pilotes se touchent deux fois mais poursuivent leur course. Quelques secondes plus tard, Sutil explose son moteur.
Au quarante-septième tour, Vettel précède Webber, Alonso, Button, Hamilton, Rosberg, Schumacher, Heidfeld, Barrichello, Kobayashi et Buemi. Quelques instants plus tard, la monoplace de Rosberg subit une casse qui l’envoie dans le mur tandis qu’Heidfeld ouvre la porte à son coéquipier Kobayashi, plus rapide.
Sebastian Vettel remporte le Grand Prix du Japon, sa troisième victoire de la saison. Il devance Webber, Alonso, Button, Hamilton, Schumacher, Kobayashi, Heidfeld, Barrichello et Buemi. Mark Webber, en signant le meilleur tour en course dans le dernier tour, prive Vettel d’un hat trick.
Au championnat du monde, Webber, avec 220 points, devance Alonso et Vettel (206 points chacun). hamilton perd encore une place (quatrième avec 192 points) et précède de trois points son coéquipier Button. Chez les constructeurs, le championnat n'évolue pas, Red Bull Racing restant en tête avec 426 points et devançant McLaren (381 points), Ferrari (334 points), Mercedes (176 points) et Renault (133 points), qui rentre bredouille du Japon.

### Grand Prix de Corée du Sud

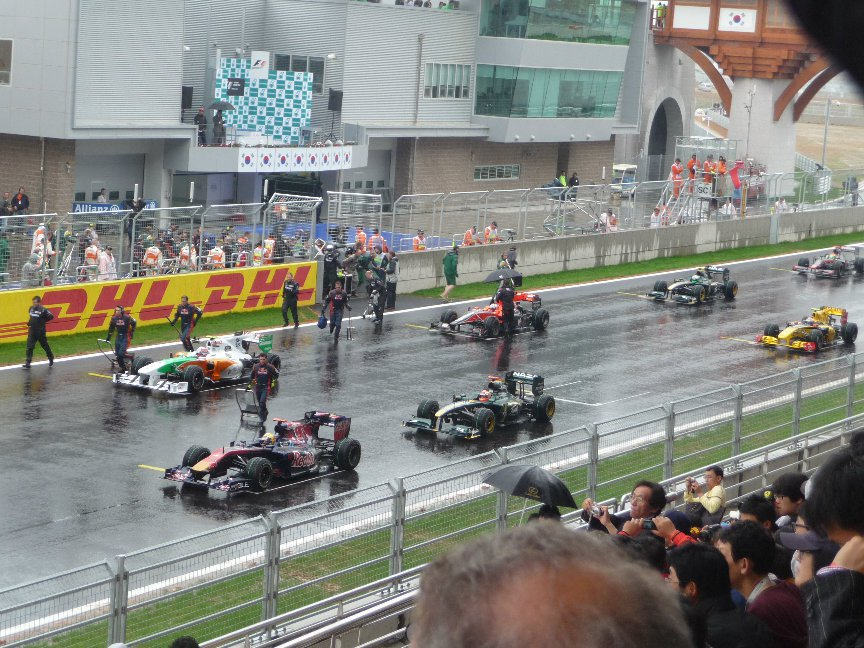
La grille de départ du GP de Corée 2010

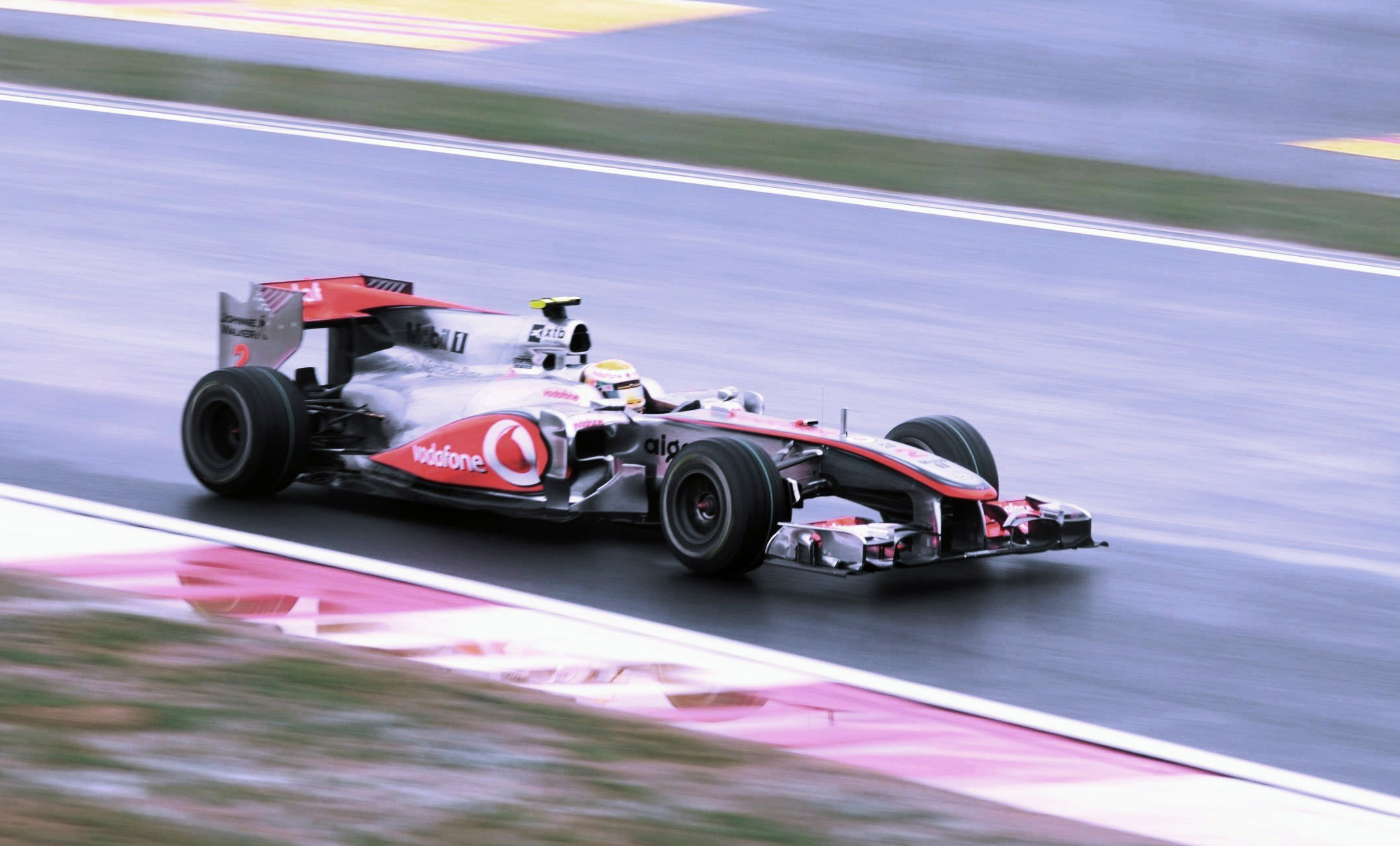
Lewis Hamilton se classe second du Grand Prix

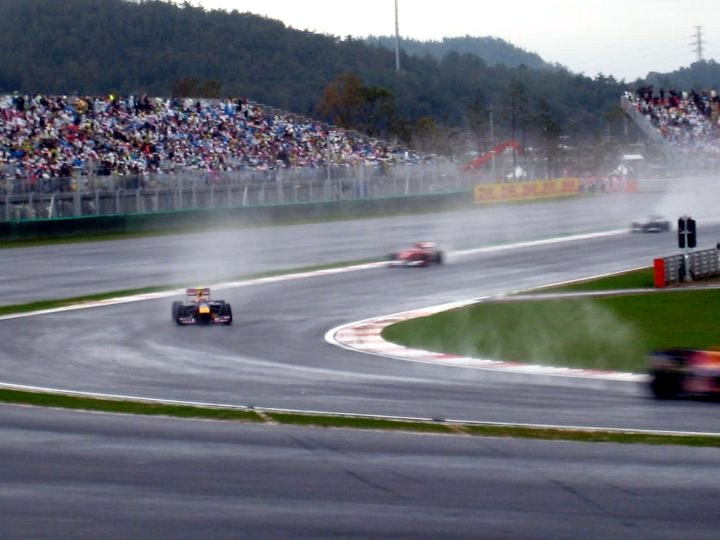
Les monoplaces sous la pluie coréenne

Les voitures prennent place sur la grille de départ sous une pluie battante. La direction de course prend alors la décision de retarder le départ de dix minutes, puis de le donner derrière la voiture de sécurité. Après trois tours à allure réduite derrière la voiture de sécurité, la direction de la course sort le drapeau rouge : les pilotes se replacent sur la grille en attendant une éventuelle amélioration des conditions de piste. Après quarante minute d'attente, la course est relancée dernière la voiture de sécurité et est déclarée wet race : les pilotes doivent s’élancer en pneus pluie et ne sont pas soumis à la règle de changement obligatoire de pneumatiques.
La voiture de sécurité s’efface à l’entame du dix-septième tour. Le poleman Sebastian Vettel conserve la première place devant son coéquipier Mark Webber, Fernando Alonso, Nico Rosberg, Lewis Hamilton, Felipe Massa, Jenson Button, Michael Schumacher, Robert Kubica et Nico Hülkenberg. Webber perd le contrôle de sa monoplace, rebondi sur le muret et percute Rosberg en marche arrière: les deux pilotes abandonnent et la voiture de sécurité reprend la piste pour permettre l’évacuation des monoplaces.
Dès que la voiture de sécurité s’élance, au dix-neuvième tour, Nick Heidfeld, Kamui Kobayashi, Sébastien Buemi, Bruno Senna et Vitaly Petrov entrent au stand changer de pneus. Le classement au vingt et unième tour est le suivant : Vettel devant Alonso, Hamilton, Massa, Button, Schumacher, Kubica, Hülkenberg, Rubens Barrichello, Adrian Sutil, Vitantonio Liuzzi, Jaime Alguersuari, Timo Glock, Heikki Kovalainen, Sakon Yamamoto, Heidfeld, Kobayashi...
Alors que la course est relancée au vingt-troisième tour, Trulli et Senna s’accrochent en fin de peloton et Schumacher prend l’avantage sur Button dans le vingt-sixième tour. Le classement est alors : Vettel, Alonso, Hamilton, Massa, Schumacher, Button, Hulkenberg, Kubica, Barrichello, Sutil, Liuzzi, Alguersuari, Glock, Kovalainen, Petrov, Buemi, Kobayashi, Heidfeld, Senna et Yamamoto.
Button et Sutil rentrent au vingt-huitième tour chausser des pneus intermédiaires. Hülkenberg s’arrête au trentième tour juste avant que Buemi rate son freinage et accroche Glock, provoquant une nouvelle sortie de la voiture de sécurité au trente et unième tour. Hamilton, Massa, Schumacher, Kubica, Barrichello, Alguersuari, Liuzzi et Kovalainen entrent changer de pneus, Vettel et Alonso faisant de même au tour suivant. Vettel reprend la piste en tête mais Alonso a un problème de roue à l’avant-droit et est passé par Hamilton. Au trente-troisième tour, derrière la voiture de sécurité, Vettel devance donc Hamilton, Alonso, Massa, Schumacher, Barrichello, Petrov, Hülkenberg, Kubica et Kobayashi.
La course est relancée à l’entame du trente-quatrième tour et Alonso prend immédiatement l’avantage sur Hamilton en délicatesse avec ses pneus. Quelques minutes plus tard, Sutil perd le contrôle de sa monoplace, ce qui oblige Button à faire un détour hors-piste pour éviter l’accrochage : Button se trouve relégué à la quinzième place. En tête de course, Vettel a 1 seconde d’avance sur Alonso, 4 s sur Hamilton, 6 s sur Massa, 11 s sur Schumacher, 12 s sur Barrichello, 15 s sur Petrov et 16 s sur Hülkenberg.
Petrov sort violemment de la piste au quarantième tour et détruit sa Renault dans un mur de pneus. Les trois premiers se tiennent en moins de 4 secondes alors que la nuit commence à tomber sur le circuit de Yeongam. Alonso prend l’avantage sur Vettel au début du quarante-cinquième tour mais quelques hectomètres plus loin Vettel abandonne sur casse moteur : il n’y a plus de Red Bull en course.
Le classement au quarante-sixième tour est : Alonso, Hamilton, Massa, Schumacher, Barrichello, Hülkenberg, Kubica, Liuzzi, Kobayashi et Sutil. Sutil tente alors une attaque sur Kobayashi, le touche et est contraint à l’abandon ce qui permet à Heidfeld de prendre la dixième place. Dans les derniers tours, plusieurs pilotes ont du mal à contrôler leur monoplace, leurs pneumatiques étant complètement détruits : Hülkenberg rentre au stand alors qu’il était huitième et Barrichello ne peut résister aux attaques de Kubica et Liuzzi.
Fernando Alonso remporte la victoire, Hamilton termine à la deuxième place devant Massa, Schumacher, Kubica, Liuzzi, Barrichello, Kobayashi, Heidfeld et Hülkenberg. Alonso prend la tête du championnat du monde avec 231 points. Il devance Webber (220 points), Hamilton (210 points) Vettel (206 points) et Button (189 points). Plus loin, Kubica réalise une bonne opération en ravissant la huitième place à Rosberg, Barrichello prenant l'avantage sur Sutil. Chez les constructeurs, malgré un score vierge en Corée, Red Bull Racing conserve la tête du championnat avec 426 points et précède McLaren (399 points) et Ferrari (374 points).

### Grand Prix du Brésil
Fernando Alonso est le seul pilote en mesure de remporter le titre au terme de la course s'il inscrit 15 points de plus que Mark Webber, 5 de plus que Lewis Hamilton et finit devant Sebastian Vettel. 23 pilotes se présentent en piste car Christian Klien a un souci durant son tour de mise en grille et rentre à son stand. À l’extinction des feux, Vettel prend la tête dans le premier virage devant le poleman Nico Hülkenberg, doublé quelques instants plus tard par Webber.
Au premier passage, Vettel devance Webber, Hülkenberg, Alonso, Hamilton, Robert Kubica, Rubens Barrichello, Felipe Massa, Jenson Button, Michael Schumacher, Nico Rosberg et Nick Heidfeld. Alonso attaque à plusieurs reprises Hülkenberg, sans trouver l’ouverture et, au quatrième passage, compte déjà 6 secondes de retard sur Vettel. L'Espagnol parvient à prendre l’avantage sur Hülkenberg au sixième tour. Au neuvième passage sur la ligne, Vettel est en tête devant Webber à 2 s, Alonso à 12 s, Hülkenberg à 15 s, Hamilton à 16 s, Kubica et Barrichello à 17 s, Massa et Schumacher à 18 s et Button à 19 s. Hamilton ne parvient pas à passer Hülkenberg pourtant moins rapide.
Jenson Button ouvre le bal des arrêts au stand et rentre changer ses pneus au onzième tour. Massa l’imite au douzième et Barrichello au treizième. Massa, victime d’une roue mal serrée, s'arrête à nouveau au tour suivant. Hülkenberg, Kubica, Heidfeld stoppent au quatorzième tour, Hamilton et Schumacher au vingtième, Alonso au vingt-quatrième, Vettel au vingt-cinquième, Webber et Rosberg au vingt-sixième tour. Au vingt-septième passage, Vettel devance Webber de 3 s, Alonso de 13 s, Hamilton de 25 s. Kobayashi, Button, Rosberg, Sutil, Schumacher et Hülkenberg suivent mais Kamui Kobayashi et Adrian Sutil n’ont pas encore changé de pneus. Lucas di Grassi change ses pneus au vingt-neuvième tour alors que Barrichello et Jaime Alguersuari se frottent quelques minutes plus tard : Barrichello doit rejoindre son stand avec un pneu crevé.
Au quarante-et-unième tour, Vettel est toujours leader devant Webber à 2 s, Alonso à 17 s, Hamilton à 28 s, Button à 37 s, Rosberg à 48 s, Kobayashi, Sutil (qui n’ont toujours pas changé leurs pneus), Schumacher et Hülkenberg. Webber se rapproche petit à petit de son coéquipier lorsque Vitantonio Liuzzi détruit sa monoplace dans un mur de pneus, provoquant la sortie de la voiture de sécurité. Sutil, Heidfeld, Massa, Petrov, Hamilton, Rosberg, Klien et Button profitent de la neutralisation pour changer de pneus. Au cinquante-troisième tour, derrière la voiture de sécurité, Vettel précède Webber, Alonso, Hamilton, Button, Schumacher, Rosberg, Hulkenberg, Kubica, Alguersuari, Buemi, Kobayashi, Sutil, Heidfeld, Massa, Vitaly Petrov, Barrichello, Heikki Kovalainen, Jarno Trulli, Timo Glock, Bruno Senna. Rosberg s’arrête au tour suivant chausser des pneus tendres.
À la relance, au cinquante-cinquième tour, Vettel prend le large devant Webber, Alonso, Hamilton, Button, Rosberg, Schumacher, Hülkenberg, Kubica et Alguersuari. Le classement n’évolue plus jusqu’au drapeau à damier, sauf pour Alguersuari qui se fait ravir le point de la dixième place par Kobayashi.
Vettel et Webber, en signant un doublé, permettent à Red Bull Racing de décrocher son premier titre mondial des constructeurs. McLaren, avec 421 points, est second devant Ferrari avec 389 points. Fernando Alonso conserve la tête du championnat (246 points) devant Webber (238 points) et Vettel (231 points) qui devance désormais Hamilton (222 points). Le champion du monde en titre, Jenson Button, avec 199 points, est désormais écarté de la course au titre.

### Grand Prix d'Abou Dabi

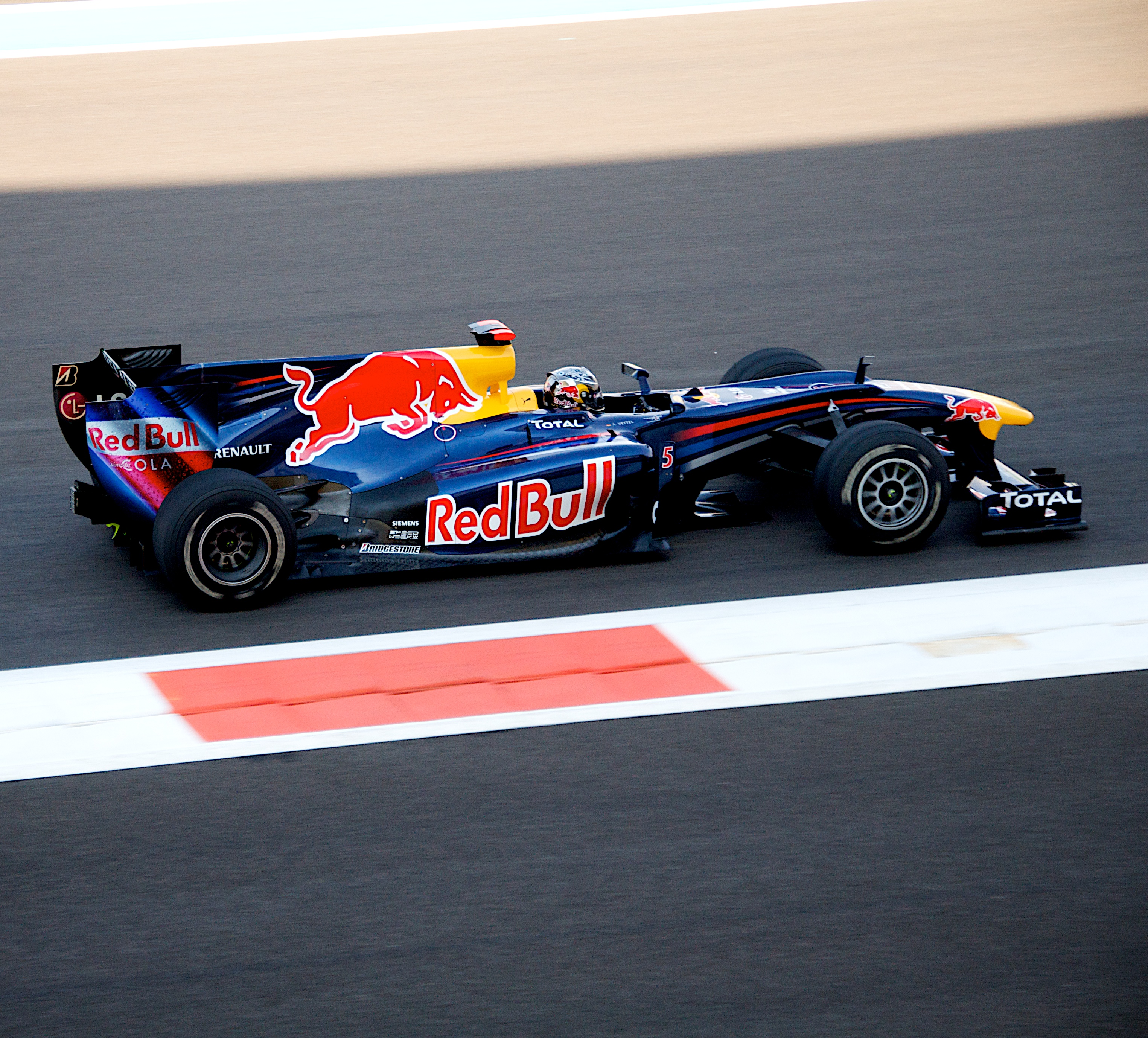
Sebastian Vettel remporte le Grand Prix et le championnat du monde

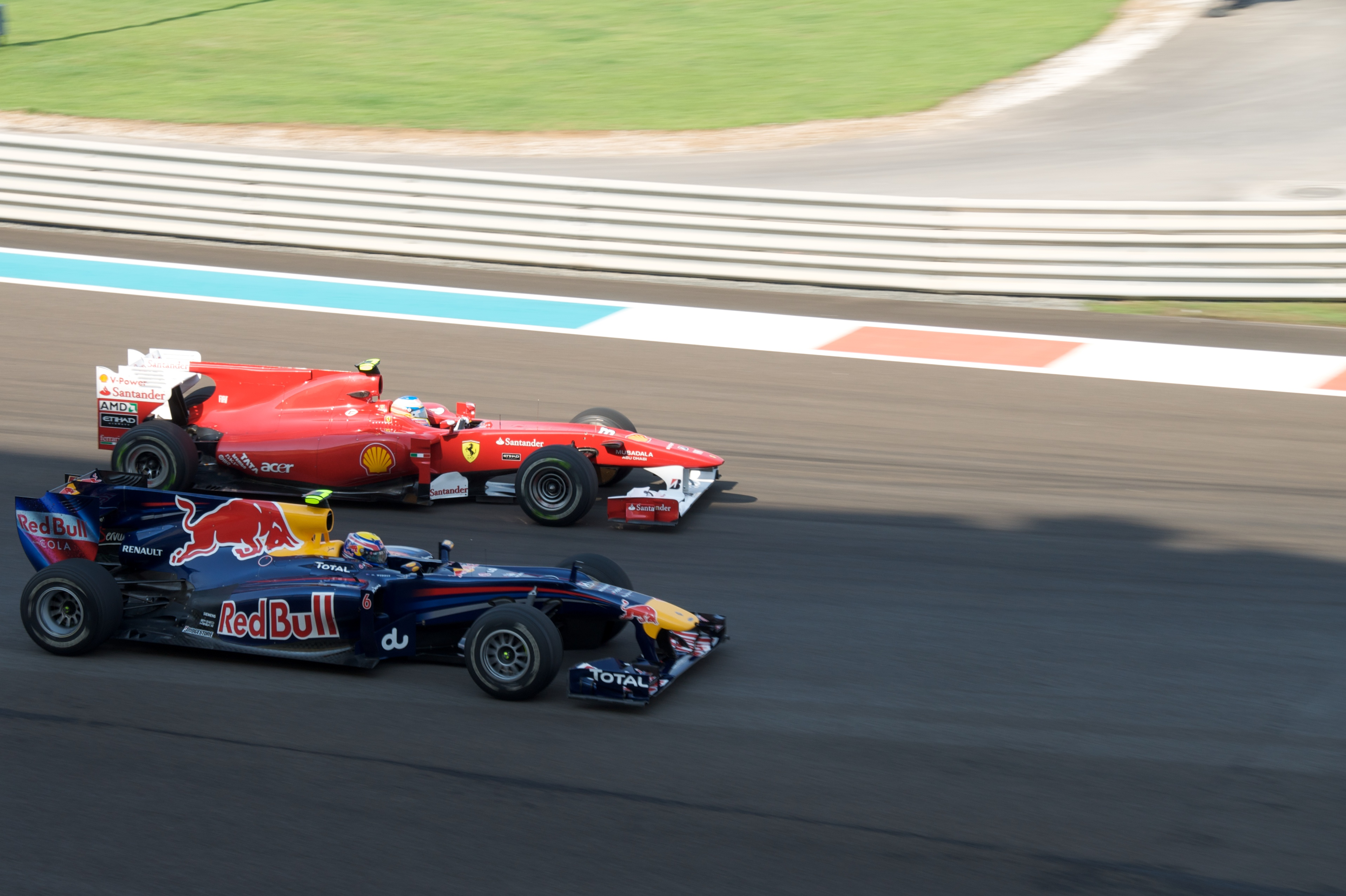
Les deux perdants du championnat, Webber et Alonso, en lutte à Abou Dabi

Pour la première fois depuis la création du championnat du monde, quatre pilotes sont encore en lice pour le titre mondial à l'occasion de la dernière manche du championnat. Fernando Alonso est en tête du championnat et devance Mark Webber, Sebastian Vettel et Lewis Hamilton. Les vingt-quatre pilotes sont présents sur la grille de départ sous une température ambiante de 24 °C. À l’extinction des feux, Vettel, en pole position devance Hamilton, Jenson Button, Alonso, Webber et Felipe Massa. Quelques hectomètres plus loin, Michael Schumacher part en tête-à-queue et est percuté violemment par Vitantonio Liuzzi. Aucun des pilotes, tous deux contraints à l’abandon, n’est blessé.
La voiture de sécurité entre en action à la fin de la première boucle et Nico Rosberg, Vitaly Petrov, Jaime Alguersuari, Bruno Senna, Lucas di Grassi rentrent aux stands changer de pneus. Le classement derrière la voiture de sécurité est alors Vettel devant Hamilton, Button, Alonso, Webber, Massa, Rubens Barrichello, Kamui Kobayashi, Adrian Sutil, Robert Kubica, Nick Heidfeld, Sébastien Buemi, Nico Hülkenberg... La voiture de sécurité libère la meute à l’entame du cinquième tour et Vettel se relance parfaitement devant Hamilton, Button, Alonso et Webber. Au sixième tour, Alonso est virtuellement champion du monde avec deux points d’avance sur Vettel. Au huitième tour, Vettel possède 2 secondes d’avance sur Hamilton, 5 s sur Button, 7 s sur Alonso, 8 s sur Webber et 9 s sur Massa.
Webber est le premier pilote en lice pour le titre à s’arrêter changer ses pneus au onzième tour. Il reprend la piste en seizième position et, bloqué derrière Rosberg, Alguersuari et Petrov qui ont déjà changé leurs pneus, est désormais en mauvaise posture pour décrocher le titre mondial. Massa change ses pneus au treizième tour, Alonso - qui calque sa course sur celle de Webber - et Heidfeld au quinzième, Barrichello au dix-huitième et Hamilton au vingt-troisième.
Alonso reprend la piste en onzième position, derrière Petrov et devant Webber, mais le jeune pilote russe résiste à l’Espagnol qui ne parvient pas à le doubler. Sebastian Vettel change ses pneus au vingt-quatrième tour et remonte en piste à la deuxième place, derrière Button qui n’a pas encore changé de pneus tandis qu’Alonso et Webber sont toujours bloqués derrière Petrov. Au trente-cinquième tour, Vettel est désormais virtuellement champion du monde avec deux points d’avance sur Alonso.
Entre le trente-sixième et le quarante-septième tour, Hülkenberg, Buemi, Button, Timo Glock, Heikki Kovalainen, Kubica et Sutil changent leurs gommes. Au quarante-huitième tour, Vettel précède Hamilton, Button, Rosberg, Kubica, Petrov, Alonso, Webber, Alguersuari et Massa. Vettel, virtuellement champion du monde avec 4 points d’avance sur Alonso, n’a plus qu’à poursuivre au même rythme jusqu’au drapeau à damier, Alonso restant bloqué derrière Petrov.
Sebastian Vettel signe sa cinquième victoire de la saison, Hamilton termine à la deuxième place devant Button, Rosberg, Kubica, Petrov, Alonso, Webber, Alguersuari et Massa.
Vettel remporte le championnat du monde avec 256 points et devient le plus jeune champion du monde de l'histoire de la Formule 1. Alonso termine vice-champion avec 252 points et Mark Webber complète le podium du championnat avec 242 points.

## Classement saison 2010

### Pilotes
| Pos.     | Pilotes            | BAR  | AUS  | MAL  | CHI  | ESP  | MON  | TUR  | CAN  | EUR  | GBR  | ALL  | HUN  | BEL  | ITA  | SIN  | JAP  | KOR  | BRA  | UAE  | Points |
| -------- | ------------------ | ---- | ---- | ---- | ---- | ---- | ---- | ---- | ---- | ---- | ---- | ---- | ---- | ---- | ---- | ---- | ---- | ---- | ---- | ---- | ------ |
| Champion | Sebastian Vettel   | 12   | Abd. | 25   | 8    | 15   | 18   | Abd. | 12   | 25   | 6    | 15   | 15   | 0    | 12   | 18   | 25   | Abd. | 25   | 25   | 256    |
| 2        | Fernando Alonso    | 25   | 12   | Ab.  | 12   | 18   | 8    | 4    | 15   | 4    | 0    | 25   | 18   | Abd. | 25   | 25   | 15   | 25   | 15   | 6    | 252    |
| 3        | Mark Webber        | 4    | 2    | 18   | 4    | 25   | 25   | 15   | 10   | Abd. | 25   | 8    | 25   | 18   | 8    | 15   | 18   | Abd. | 18   | 4    | 242    |
| 4        | Lewis Hamilton     | 15   | 8    | 8    | 18   | Ab.  | 10   | 25   | 25   | 18   | 18   | 12   | Abd. | 25   | Abd. | Abd. | 10   | 18   | 12   | 18   | 240    |
| 5        | Jenson Button      | 6    | 25   | 4    | 25   | 10   | Abd. | 18   | 18   | 15   | 12   | 10   | 4    | Abd. | 18   | 12   | 12   | 0    | 10   | 15   | 214    |
| 6        | Felipe Massa       | 18   | 15   | 6    | 2    | 8    | 12   | 6    | 0    | 0    | 0    | 18   | 12   | 12   | 15   | 4    | Abd. | 15   | 0    | 1    | 144    |
| 7        | Nico Rosberg       | 10   | 10   | 15   | 15   | 0    | 6    | 10   | 8    | 1    | 15   | 4    | Abd. | 8    | 10   | 10   | Ab.  | Abd. | 8    | 12   | 142    |
| 8        | Robert Kubica      | 0    | 18   | 12   | 10   | 4    | 15   | 8    | 6    | 10   | Abd. | 6    | Abd. | 15   | 4    | 6    | Abd. | 10   | 2    | 10   | 136    |
| 9        | Michael Schumacher | 8    | 1    | Abd. | 1    | 12   | 0    | 12   | 0    | 0    | 2    | 2    | 0    | 6    | 2    | 0    | 8    | 12   | 6    | Abd. | 72     |
| 10       | Rubens Barrichello | 1    | 4    | 0    | 0    | 2    | Abd. | 0    | 0    | 12   | 10   | 0    | 1    | Abd. | 1    | 8    | 2    | 6    | 0    | 0    | 47     |
| 11       | Adrian Sutil       | 0    | Abd. | 10   | 0    | 6    | 4    | 2    | 1    | 8    | 4    | 0    | Abd. | 10   | 0    | 2    | Abd. | Abd. | 0    | 0    | 47     |
| 12       | Kamui Kobayashi    | Abd. | Abd. | Abd. | Abd. | 0    | Abd. | 1    | Abd. | 6    | 8    | 0    | 2    | 4    | Abd. | Abd. | 6    | 4    | 1    | 0    | 32     |
| 13       | Vitaly Petrov      | Abd. | Abd. | Abd. | 6    | 0    | Ab.  | 0    | 0    | 0    | 0    | 1    | 10   | 2    | 0    | 0    | Abd. | Abd. | 0    | 8    | 27     |
| 14       | Nico Hülkenberg    | 0    | Abd. | 1    | 0    | 0    | Abd. | 0    | 0    | Abd. | 1    | 0    | 8    | 0    | 6    | 1    | Abd. | 1    | 4    | 0    | 22     |
| 15       | Vitantonio Liuzzi  | 2    | 6    | Abd. | Abd. | Ab.  | 2    | 0    | 2    | 0    | 0    | 0    | 0    | 1    | 0    | Abd. | Abd. | 8    | Abd. | Abd. | 21     |
| 16       | Sebastien Buemi    | 0    | Abd. | 0    | Abd. | Abd. | 1    | 0    | 4    | 2    | 0    | Abd. | 0    | 0    | 0    | 0    | 1    | Abd. | 0    | 0    | 8      |
| 17       | Pedro de la Rosa   | Abd. | 0    | Np.  | Abd. | Abd. | Abd. | 0    | Abd. | 0    | Abd. | 0    | 6    | 0    | 0    |      |      |      |      |      | 6      |
| 18       | Nick Heidfeld      |      |      |      |      |      |      |      |      |      |      |      |      |      |      | Abd. | 4    | 2    | 0    | 0    | 6      |
| 19       | Jaime Alguersuari  | 0    | 0    | 2    | 0    | 1    | 0    | 0    | 0    | 0    | Abd. | 0    | Abd. | 0    | 0    | 0    | 0    | 0    | 0    | 2    | 5      |
| 20       | Heikki Kovalainen  | 0    | 0    | Abd. | 0    | Np.  | Abd. | Abd. | 0    | Abd. | 0    | Abd. | 0    | 0    | 0    | Ab.  | 0    | 0    | 0    | 0    | 0      |
| 21       | Jarno Trulli       | Abd. | Np.  | 0    | Abd. | 0    | Ab.  | Abd. | Abd. | 0    | 0    | Abd. | 0    | 0    | Abd. | Abd. | 0    | Abd. | 0    | 0    | 0      |
| 22       | Karun Chandhok     | Abd. | 0    | 0    | 0    | Abd. | Ab.  | Ab.  | 0    | 0    | 0    |      |      |      |      |      |      |      |      |      | 0      |
| 23       | Bruno Senna        | Abd. | Abd. | 0    | 0    | Abd. | Abd. | Abd. | Abd. | 0    |      | 0    | 0    | Abd. | Abd. | Abd. | 0    | 0    | 0    | 0    | 0      |
| 24       | Lucas di Grassi    | Abd. | Abd. | 0    | Abd. | 0    | Abd. | 0    | 0    | 0    | Abd. | Abd. | 0    | 0    | 0    | 0    | Np.  | Abd. | 0    | 0    | 0      |
| 25       | Timo Glock         | Abd. | Abd. | Abd. | Np.  | 0    | Abd. | 0    | Abd. | 0    | 0    | 0    | 0    | 0    | 0    | Abd. | 0    | Abd. | 0    | Abd. | 0      |
| 26       | Sakon Yamamoto     |      |      |      |      |      |      |      |      |      | 0    | Abd. | 0    | 0    | 0    |      | 0    | 0    |      |      | 0      |
| 27       | Christian Klien    |      |      |      |      |      |      |      |      |      |      |      |      |      |      | Abd. |      |      | 0    | 0    | 0      |

### Constructeurs
| Pos.   | Constructeurs        | Pilotes            | BAR  | AUS  | MAL  | CHI  | ESP  | MON  | TUR  | CAN  | EUR  | GBR  | ALL  | HUN  | BEL  | ITA  | SIN  | JAP  | KOR  | BRA  | UAE  | Points |
| ------ | -------------------- | ------------------ | ---- | ---- | ---- | ---- | ---- | ---- | ---- | ---- | ---- | ---- | ---- | ---- | ---- | ---- | ---- | ---- | ---- | ---- | ---- | ------ |
| Champ. | Red Bull-Renault     | Sebastian Vettel   | 12   | Abd. | 25   | 8    | 15   | 18   | Abd. | 12   | 25   | 6    | 15   | 15   | 0    | 12   | 18   | 25   | Abd. | 25   | 25   | 498    |
| Champ. | Red Bull-Renault     | Mark Webber        | 4    | 2    | 18   | 4    | 25   | 25   | 15   | 10   | Abd. | 25   | 8    | 25   | 18   | 8    | 15   | 18   | Abd. | 18   | 4    | 498    |
| 2      | McLaren-Mercedes     | Lewis Hamilton     | 15   | 8    | 8    | 18   | Ab.  | 10   | 25   | 25   | 18   | 18   | 12   | Abd. | 25   | Abd. | Abd. | 10   | 18   | 12   | 18   | 454    |
| 2      | McLaren-Mercedes     | Jenson Button      | 6    | 25   | 4    | 25   | 10   | Abd. | 18   | 18   | 15   | 12   | 10   | 4    | Abd. | 18   | 12   | 12   | 0    | 10   | 15   | 454    |
| 3      | Ferrari              | Fernando Alonso    | 25   | 12   | Ab.  | 12   | 18   | 8    | 4    | 15   | 4    | 0    | 25   | 18   | Abd. | 25   | 25   | 15   | 25   | 15   | 6    | 396    |
| 3      | Ferrari              | Felipe Massa       | 18   | 15   | 6    | 2    | 8    | 12   | 6    | 0    | 0    | 0    | 18   | 12   | 12   | 15   | 4    | Abd. | 15   | 0    | 1    | 396    |
| 4      | Mercedes             | Nico Rosberg       | 10   | 10   | 15   | 15   | 0    | 6    | 10   | 8    | 1    | 15   | 4    | Abd. | 8    | 10   | 10   | Ab.  | Abd. | 8    | 12   | 214    |
| 4      | Mercedes             | Michael Schumacher | 8    | 1    | Abd. | 1    | 12   | 0    | 12   | 0    | 0    | 2    | 2    | 0    | 6    | 2    | 0    | 8    | 12   | 6    | Abd. | 214    |
| 5      | Renault              | Robert Kubica      | 0    | 18   | 12   | 10   | 4    | 15   | 8    | 6    | 10   | Abd. | 6    | Abd. | 15   | 4    | 6    | Abd. | 10   | 2    | 10   | 163    |
| 5      | Renault              | Vitaly Petrov      | Abd. | Abd. | Abd. | 6    | 0    | Ab.  | 0    | 0    | 0    | 0    | 1    | 10   | 2    | 0    | 0    | Abd. | Abd. | 0    | 8    | 163    |
| 6      | Williams-Cosworth    | Rubens Barrichello | 1    | 4    | 0    | 0    | 2    | Abd. | 0    | 0    | 12   | 10   | 0    | 1    | Abd. | 1    | 8    | 2    | 6    | 0    | 0    | 69     |
| 6      | Williams-Cosworth    | Nico Hülkenberg    | 0    | Abd. | 1    | 0    | 0    | Abd. | 0    | 0    | Abd. | 1    | 0    | 8    | 0    | 6    | 1    | Abd. | 1    | 4    | 0    | 69     |
| 7      | Force India-Mercedes | Adrian Sutil       | 0    | Abd. | 10   | 0    | 6    | 4    | 2    | 1    | 8    | 4    | 0    | Abd. | 10   | 0    | 2    | Abd. | Abd. | 0    | 0    | 68     |
| 7      | Force India-Mercedes | Vitantonio Liuzzi  | 2    | 6    | Abd. | Abd. | Ab.  | 2    | 0    | 2    | 0    | 0    | 0    | 0    | 1    | 0    | Abd. | Abd. | 8    | Abd. | Abd. | 68     |
| 8      | BMW Sauber-Ferrari   | Kamui Kobayashi    | Abd. | Abd. | Abd. | Abd. | 0    | Abd. | 1    | Abd. | 6    | 8    | 0    | 2    | 4    | Abd. | Abd. | 6    | 4    | 1    | 0    | 44     |
| 8      | BMW Sauber-Ferrari   | Pedro de la Rosa   | Abd. | 0    | Np.  | Abd. | Abd. | Abd. | 0    | Abd. | 0    | Abd. | 0    | 6    | 0    | 0    |      |      |      |      |      | 44     |
| 8      | BMW Sauber-Ferrari   | Nick Heidfeld      |      |      |      |      |      |      |      |      |      |      |      |      |      |      | Abd. | 4    | 2    | 0    | 0    | 44     |
| 9      | Toro Rosso-Ferrari   | Sebastien Buemi    | 0    | Abd. | 0    | Abd. | Abd. | 1    | 0    | 4    | 2    | 0    | Abd. | 0    | 0    | 0    | 0    | 1    | Abd. | 0    | 0    | 13     |
| 9      | Toro Rosso-Ferrari   | Jaime Alguersuari  | 0    | 0    | 2    | 0    | 1    | 0    | 0    | 0    | 0    | Abd. | 0    | Abd. | 0    | 0    | 0    | 0    | 0    | 0    | 2    | 13     |
| 10     | Lotus-Cosworth       | Heikki Kovalainen  | 0    | 0    | Abd. | 0    | Np.  | Abd. | Abd. | 0    | Abd. | 0    | Abd. | 0    | 0    | 0    | Ab.  | 0    | 0    | 0    | 0    | 0      |
| 10     | Lotus-Cosworth       | Jarno Trulli       | Abd. | Np.  | 0    | Abd. | 0    | Ab.  | Abd. | Abd. | 0    | 0    | Abd. | 0    | 0    | Abd. | Abd. | 0    | Abd. | 0    | 0    | 0      |
| 11     | HRT-Cosworth         | Karun Chandhok     | Abd. | 0    | 0    | 0    | Abd. | Ab.  | Ab.  | 0    | 0    | 0    |      |      |      |      |      |      |      |      |      | 0      |
| 11     | HRT-Cosworth         | Bruno Senna        | Abd. | Abd. | 0    | 0    | Abd. | Abd. | Abd. | Abd. | 0    |      | 0    | 0    | Abd. | Abd. | Abd. | 0    | 0    | 0    | 0    | 0      |
| 11     | HRT-Cosworth         | Sakon Yamamoto     |      |      |      |      |      |      |      |      |      | 0    | Abd. | 0    | 0    | 0    |      | 0    | 0    |      |      | 0      |
| 11     | HRT-Cosworth         | Christian Klien    |      |      |      |      |      |      |      |      |      |      |      |      |      |      | Abd. |      |      | 0    | 0    | 0      |
| 12     | Virgin-Cosworth      | Lucas di Grassi    | Abd. | Abd. | 0    | Abd. | 0    | Abd. | 0    | 0    | 0    | Abd. | Abd. | 0    | 0    | 0    | 0    | Np.  | Abd. | 0    | 0    | 0      |
| 12     | Virgin-Cosworth      | Timo Glock         | Abd. | Abd. | Abd. | Np.  | 0    | Abd. | 0    | Abd. | 0    | 0    | 0    | 0    | 0    | 0    | Abd. | 0    | Abd. | 0    | Abd. | 0      |

## Statistiques

### Pilotes
| Pos. | Pilotes            | Constructeurs        | Départs | Arrivées | Arrivées dans les points | Victoires | Podiums | Pole positions | Meilleurs tours | Points |
| ---- | ------------------ | -------------------- | ------- | -------- | ------------------------ | --------- | ------- | -------------- | --------------- | ------ |
| 1    | Sebastian Vettel   | Red Bull-Renault     | 19      | 16       | 15                       | 5         | 10      | 10             | 3               | 256    |
| 2    | Fernando Alonso    | Ferrari              | 19      | 17       | 16                       | 5         | 10      | 2              | 5               | 252    |
| 3    | Mark Webber        | Red Bull-Renault     | 19      | 17       | 17                       | 4         | 10      | 5              | 3               | 242    |
| 4    | Lewis Hamilton     | McLaren-Mercedes     | 19      | 15       | 15                       | 3         | 9       | 1              | 5               | 240    |
| 5    | Jenson Button      | McLaren-Mercedes     | 19      | 17       | 16                       | 2         | 7       | 0              | 1               | 214    |
| 6    | Felipe Massa       | Ferrari              | 19      | 18       | 14                       | 0         | 5       | 0              | 0               | 144    |
| 7    | Nico Rosberg       | Mercedes             | 19      | 16       | 15                       | 0         | 3       | 0              | 0               | 142    |
| 8    | Robert Kubica      | Renault              | 19      | 16       | 15                       | 0         | 3       | 0              | 1               | 136    |
| 9    | Michael Schumacher | Mercedes             | 19      | 17       | 12                       | 0         | 0       | 0              | 0               | 72     |
| 10   | Rubens Barrichello | Williams-Cosworth    | 19      | 17       | 10                       | 0         | 0       | 0              | 0               | 47     |
| 11   | Adrian Sutil       | Force India-Mercedes | 19      | 15       | 9                        | 0         | 0       | 0              | 0               | 47     |
| 12   | Kamui Kobayashi    | BMW Sauber-Ferrari   | 19      | 11       | 8                        | 0         | 0       | 0              | 0               | 32     |
| 13   | Vitaly Petrov      | Renault              | 19      | 13       | 5                        | 0         | 0       | 0              | 1               | 27     |
| 14   | Nico Hülkenberg    | Williams-Cosworth    | 19      | 15       | 7                        | 0         | 0       | 1              | 0               | 22     |
| 15   | Vitantonio Liuzzi  | Force India-Mercedes | 19      | 12       | 6                        | 0         | 0       | 0              | 0               | 21     |
| 16   | Sébastien Buemi    | Toro Rosso-Ferrari   | 19      | 13       | 4                        | 0         | 0       | 0              | 0               | 8      |
| 17   | Pedro de la Rosa   | BMW Sauber-Ferrari   | 13      | 7        | 1                        | 0         | 0       | 0              | 0               | 6      |
| 18   | Nick Heidfeld      | BMW Sauber-Ferrari   | 5       | 4        | 2                        | 0         | 0       | 0              | 0               | 6      |
| 19   | Jaime Alguersuari  | Toro Rosso-Ferrari   | 19      | 17       | 3                        | 0         | 0       | 0              | 0               | 5      |
| 20   | Heikki Kovalainen  | Lotus-Cosworth       | 18      | 12       | 0                        | 0         | 0       | 0              | 0               | 0      |
| 21   | Jarno Trulli       | Lotus-Cosworth       | 18      | 8        | 0                        | 0         | 0       | 0              | 0               | 0      |
| 22   | Karun Chandhok     | HRT-Cosworth         | 10      | 6        | 0                        | 0         | 0       | 0              | 0               | 0      |
| 23   | Bruno Senna        | HRT-Cosworth         | 18      | 9        | 0                        | 0         | 0       | 0              | 0               | 0      |
| 24   | Lucas di Grassi    | Virgin-Cosworth      | 18      | 9        | 0                        | 0         | 0       | 0              | 0               | 0      |
| 25   | Timo Glock         | Virgin-Cosworth      | 18      | 10       | 0                        | 0         | 0       | 0              | 0               | 0      |
| 26   | Sakon Yamamoto     | HRT-Cosworth         | 7       | 6        | 0                        | 0         | 0       | 0              | 0               | 0      |
| 27   | Christian Klien    | HRT-Cosworth         | 3       | 2        | 0                        | 0         | 0       | 0              | 0               | 0      |

### Constructeurs
| Pos. | Constructeur | Châssis | Moteur   | Départs | Arrivées | Arrivées dans les points | Victoires | Podiums | Pole positions | Meilleurs tours | Points |
| ---- | ------------ | ------- | -------- | ------- | -------- | ------------------------ | --------- | ------- | -------------- | --------------- | ------ |
| 1    | Red Bull     | RB6     | Renault  | 38      | 33       | 32                       | 9         | 20      | 15             | 6               | 498    |
| 2    | McLaren      | MP4-25  | Mercedes | 38      | 32       | 31                       | 5         | 16      | 1              | 6               | 454    |
| 3    | Ferrari      | F10     | Ferrari  | 38      | 35       | 30                       | 5         | 15      | 2              | 5               | 396    |
| 4    | Mercedes     | MGP W01 | Mercedes | 38      | 33       | 27                       | 0         | 3       | 0              | 0               | 214    |
| 5    | Renault      | R30     | Renault  | 38      | 29       | 20                       | 0         | 3       | 0              | 2               | 163    |
| 6    | Williams     | FW32    | Cosworth | 38      | 32       | 17                       | 0         | 0       | 1              | 0               | 69     |
| 7    | Force India  | VJM03   | Mercedes | 38      | 27       | 15                       | 0         | 0       | 0              | 0               | 68     |
| 8    | BMW Sauber   | C29     | Ferrari  | 37      | 22       | 11                       | 0         | 0       | 0              | 0               | 44     |
| 9    | Toro Rosso   | STR5    | Ferrari  | 38      | 30       | 7                        | 0         | 0       | 0              | 0               | 13     |
| 10   | Lotus        | T127    | Cosworth | 36      | 20       | 0                        | 0         | 0       | 0              | 0               | 0      |
| 11   | HRT          | F110    | Cosworth | 38      | 23       | 0                        | 0         | 0       | 0              | 0               | 0      |
| 12   | Virgin       | VR-01   | Cosworth | 36      | 19       | 0                        | 0         | 0       | 0              | 0               | 0      |